# Québec (ville)
Pour les articles homonymes, voir Québec.
Québec (/ke.bɛk/ ), en forme longue la Ville de Québec, est la capitale nationale du Québec, une des provinces du Canada. Située au cœur de la région administrative de la Capitale-Nationale, elle est le siège de nombreuses institutions, dont le Parlement du Québec et la quasi-totalité des ministères de la province. En 2021, la ville de Québec compte 549 459 habitants et sa communauté métropolitaine regroupe une population de 839 310 habitants.
Fondée en 1608 par Samuel de Champlain, Québec est une des plus anciennes villes d'Amérique du Nord. Le rétrécissement du fleuve Saint-Laurent entre les villes de Québec et de Lévis, sur la rive opposée, a donné le nom à la ville, Kébec étant un mot algonquin signifiant « là où le fleuve se rétrécit ».
Les remparts font de Québec la seule ville fortifiée subsistant au nord du Mexique. Le Vieux-Québec a été déclaré patrimoine mondial en 1985 par l'UNESCO.

## Présentation

Québec et le Château Frontenac vus de Lévis.

Berceau de l'Amérique française, Québec est la principale agglomération urbaine de l’est du Québec et l'une des plus importantes au Canada. Située au milieu de la zone habitée du Québec, sur les rives du fleuve Saint-Laurent, elle est fondée en 1608. La ville a été la capitale coloniale de la Nouvelle-France, du Bas-Canada et, pendant une courte période, la capitale du Canada-Uni.
Depuis 2001, Québec est l’une des villes canadiennes les plus prospères économiquement derrière Calgary, Edmonton et Saskatoon. Elle possède le plus bas taux de chômage au pays. Les secteurs en croissance sont les biotechnologies, la manufacture, le tourisme, les sciences de la vie, la santé et la nutrition, les assurances et les technologies appliquées. Québec est aussi un centre portuaire important : en 2011, son port est le troisième en importance au Canada en tonnage. De plus, il reçoit en 2013 près de 162 000 visiteurs par le biais des croisières. Depuis, 400 000 jours-passagers en 2023 ainsi que 711 M$ de retombées économiques directes ou indirectes furent enregistrés.
Surnommée « la vieille capitale », Québec est connue pour son histoire visible, ses nombreux musées et ses institutions culturelles. Le quartier historique, le Vieux-Québec, dont les fortifications qui l’entourent, qui subsistent toujours, font de la capitale québécoise la seule ville fortifiée d’Amérique au nord du Mexique. Le quartier compte notamment le Château Frontenac, un des emblèmes de la ville, qui serait l'hôtel le plus photographié au monde.
Les expressions « à Québec » et « de Québec » sont utilisées pour parler de la ville, et « au Québec » et « du Québec » pour parler de la province ou de la nation québécoise en général.
En 2008, Québec célébrait son 400e anniversaire, en grande pompe, soulignant ainsi sa position de berceau de la civilisation française en Amérique, mais aussi sa place et sa contribution historique au sein du Canada,. Des célébrations ont eu lieu un peu partout dans l’hémisphère nord, à Ottawa par exemple.

## Toponymie

### Attestations anciennes
Le nom de la localité est attesté sous les formes Quebecq en 1601 (Levasseur) ; Kébec en 1609 (Lescarbot); Quebec en 1613 (Champlain).
Parallèlement, le gentilé est mentionné sous les formes Quebequois en 1754, Québécois en 1775, Québecquois en 1825, Québeccois en 1835, Québécuois en 1910, Kébécois en 1935, Québéquois[Quand ?], et même Stadaconien[Quand ?], qui renvoie au nom autochtone de Québec, Stadaconé.

### Étymologie

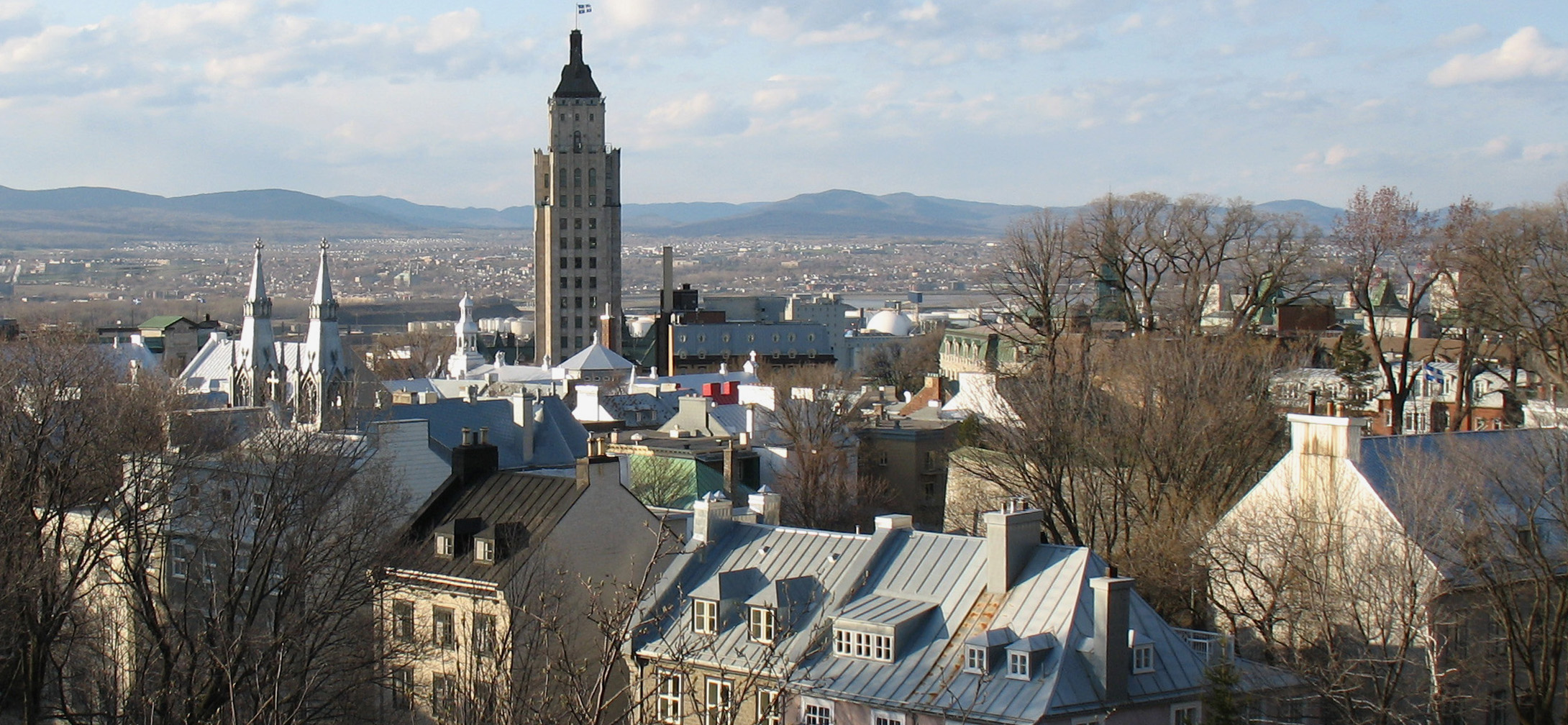
Arrondissement historique du Vieux-Québec.

Le resserrement du fleuve entre les villes de Québec et de Lévis, sur la rive opposée, aurait donné le nom à la ville, kebec étant un mot algonquin signifiant « là où le fleuve se rétrécit ». Une autre théorie, bien que moins répandue que la précédente, est aussi avancée pour expliquer l’origine du nom de la ville. Une autre hypothèse est que la ville porte simplement le nom des autochtones habitant près de cette région, les « Kebik », aujourd'hui connus sous l'appellation « Montagnais ». Une autre source indique que le mot proviendrait de l'abénakis N'Kekak, qui signifie « sous l'eau », en référence aux terres du secteur aujourd'hui connu sous le nom de la Basse-ville de Québec qui étaient souvent inondées.
Deux autres noms ont été considérés, au cours des années, pour nommer la ville. Champlain lui-même envisagea, quelques années après la fondation, le nom de Ludovica, pour nommer la nouvelle cité en l’honneur du roi Louis XIII, souverain français à cette époque. Aussi, lors de la création de la Confédération canadienne en 1867, le nom amérindien revient, sous la forme de Stadacona, afin d’éviter toute ambiguïté avec le nom de la nouvelle province.

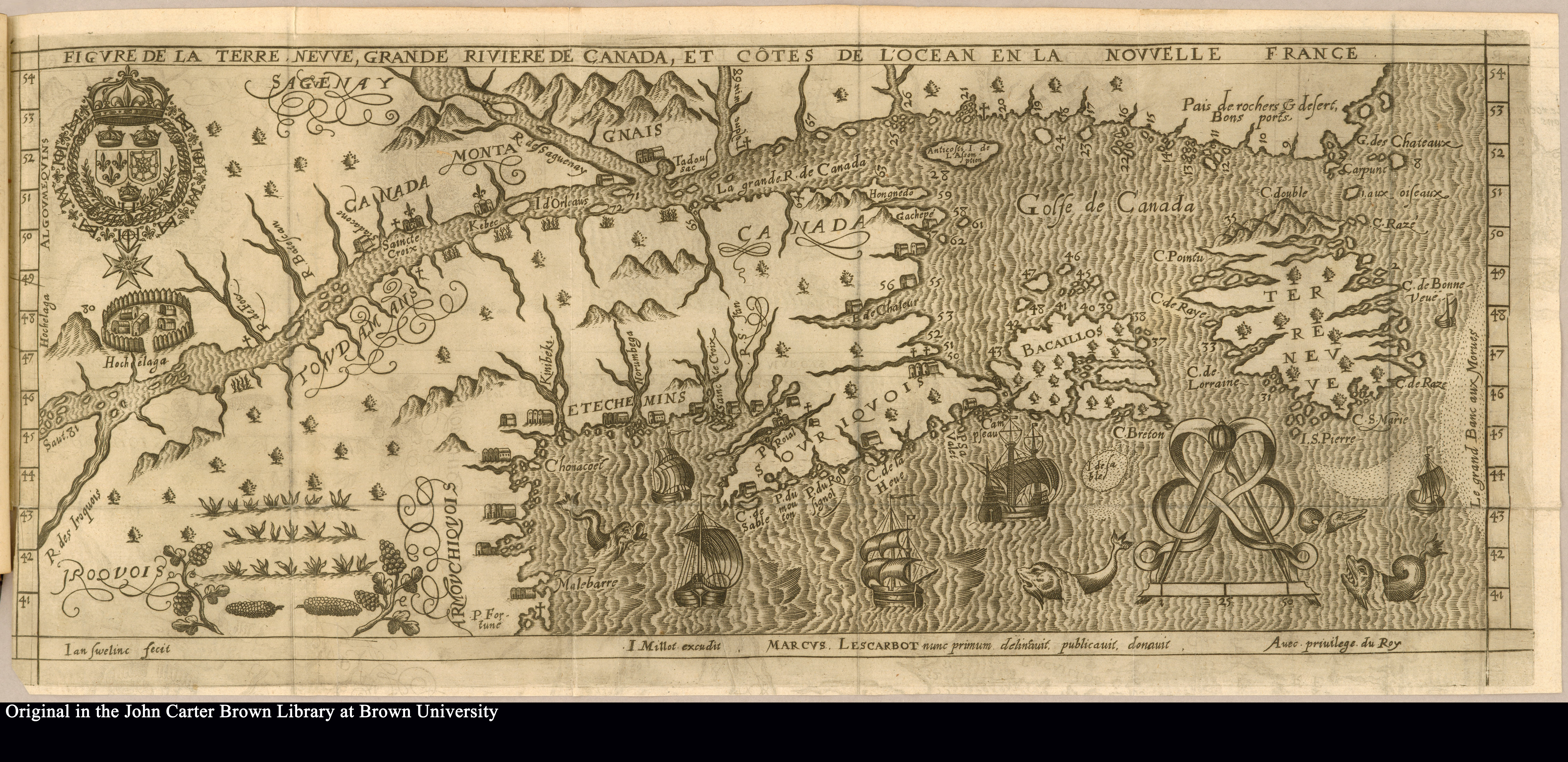
Carte de Marc Lescarbot, Figvre de la terre nevve, grande riviere de Canada, et côtes de l'ocean en la Novvelle France, 1609. Il faisait partie de l'expédition de l'Acadie en 1603-1607, avec Pierre Dugua de Mons et Champlain.

Marc Lescarbot annote ainsi Québec sur sa carte de la grande rivière de Canada de 1609 : « Kebec. C’est un détroit de la grande rivière de Canada, que Jacques Cartier nomme Achelaci, où le sieur De Monts a fait un fort & habitation de Français… ».

## Histoire

### Préhistoire
Le site de la ville de Québec, il y a 14 000 ans, était sous une calotte glaciaire. 2 000 ans plus tard, ce même site se retrouva submergé par l’eau, à la suite de la fonte des glaciers, qui formera la mer de Champlain, devenue avec le temps un simple fleuve. Seule la colline de Québec était visible à ce moment-là. Ainsi, 6 000 ans plus tard, l’emplacement de Québec se montre fièrement.

### Avant la fondation - 1534-1608
Le 18 mars 1534, Jacques Cartier quitte le port de Saint-Malo en France pour explorer, au compte du roi de France François Ier, l'intérieur navigable des terres de l'Amérique septentrionale. Celui-ci connaît déjà les côtes maritimes de l'Est des continents américains jusqu'au Brésil. Il choisit de baliser les régions qui se trouvent sur le même parallèle et la plus directe avec la France. Le but est d'y trouver la route permettant de passer aux Indes, en Chine et au Japon. S'il peut y arriver, Cartier serait en position d'établir un contrôle territorial et commercial sur ce nouveau passage maritime en direction des richesses de l'Orient. Le tout à l'avantage du royaume de France et des vues pécuniaires que ce dernier pourrait en obtenir.
À l'intérieur du golfe, le navigateur et l'équipage visitent différents lieux et se rendent à l'actuelle baie de Gaspé d'où ils auront un rendez-vous inattendu avec un important groupe d'Amérindiens. Cartier fait la rencontre d'un chef du nom de Donnacona. Après avoir établi une relation « commerciale » avec ce premier groupe d'autochtones, Cartier amène les deux fils du chef Donnacona (Domagaya et Tainoagny) avec lui. Ceux-ci semblent connaître l'intérieur des terres de la vallée du Saint-Laurent. Comme la saison estivale passe rapidement, Cartier prend la décision de retourner en France. Il espère ainsi présenter ses découvertes (divers objets et « indigènes ») à la cour du roi avec les honneurs et attirer l'attention du roi sur ses « nouveaux sujets ». Domagaya et Tainoagny deviendront, à leur façon, explorateurs en accompagnant le Malouin jusqu’à la cour du roi de France.
François Ier autorise à nouveau Cartier à entreprendre une seconde expédition. Jacques Cartier y apprend qu'il y a un endroit où commence une grande rivière, le « chemin du Canada » grâce aux confidences de ses « invités » amérindiens. Il décide donc de remonter le fleuve en 1535. C'est en parcourant les rives du fleuve Saint-Laurent (nom donné au fleuve par Jacques Cartier le jour du (10 août 1535) de la fête religieuse de saint Laurent), que le navigateur entreprend de baliser à nouveau les rivières qui s'y trouvent. Le but, rappelons-le, est d'éventuellement trouver la bonne voie d'accès à la route de la soie. Il y marque de balises de nombreuses rivières ; la rivière Saguenay et la rivière Ste-Croix (aujourd'hui connue sous le nom de la rivière Saint-Charles) entre autres. L'actuelle région de Québec vient d'être visitée par celui qui sera désigné comme le principal découvreur de la vallée du Saint-Laurent et l'un des cofondateurs du Canada avec Jean Cabot (pour les Anglais sur les côtes de Terre-Neuve-et-Labrador (1497)). Il ne faut pas oublier qu'à cette époque, d'autres navires des différents royaumes d'Europe, se promènent dans les eaux du fleuve et des côtes du Labrador, avant même le début des véritables intérêts de colonisation en Nouvelle-France, les marins français, espagnols, basques, portugais et anglais viennent chaque année pêcher la morue sur les bancs de Terre-Neuve. De plus en plus de navires font escale dans le golfe Saint-Laurent. Les Amérindiens se font la guerre en vue d’un meilleur positionnement pour le commerce avec les Européens.
Jacques Cartier est le premier Français à avoir officiellement découvert la région de Québec (en 1535) pour le compte du roi de France. Lui et ses hommes localisent le village nommé Stadaconé, une agglomération iroquoise à cette époque (Champlain y découvre en 1603 une population montagnaise). Ils furent accueillis par Donnacona à nouveau, le chef amérindien du village. Des relations s'établissent en vue de faire le commerce. Cependant, les craintes sont réciproques entre les Français et les habitants du village de Stadaconé. (Stadaconé est un village qui existait avant l'établissement de Québec) Plus tard, l'usage sera de présenter ces premiers habitants comme autochtones en opposition aux nouveaux occupants du continent européen.
Les hommes de Cartier construisent un fort sur la rive droite de la rivière Sainte-Croix, (l'actuelle rivière Saint-Charles, près du boulevard Hamel et de l'autoroute Laurentienne) en attendant de passer l'hiver. Cette fortification est suffisamment éloignée du village iroquois et gardée de jour comme de nuit.
Les relations demeurent tendues avec les Amérindiens. Puis, les Français affrontent les rigueurs de l’hiver. En effet, 110 des 145 hommes de Cartier contractent le scorbut. Grâce à l'aide in extremis des Amérindiens de Stadaconé qui connaissent un remède pour les secourir, une infusion faite d’annedda (cèdre blanc), beaucoup s'en sauveront, incluant Cartier lors de son voyage suivant. 25 hommes mourront tout de même du scorbut cette année-là. Une fois le printemps revenu, Cartier retourne en France.
Par stratégie, Agona, un rival, aspire aux pouvoirs face à Donnacona. Cartier décide de retourner en France avec ce dernier et ses enfants afin de les protéger, le 3 mai 1536. Il lui promet de revenir d’ici un an. Il abandonne l'un de ses bateaux, la Petite-Hermine, faute d’hommes. Il quitte avec une dizaine d’Iroquois dont 4 enfants qui lui avait été donnés à l’automne précèdent. Il arrive à Saint-Malo, en France, le 16 juillet 1536. La presque totalité des Amérindiens vont mourir en France en raison des maladies contre lesquelles ils ne sont pas protégés par les anticorps. Seule, une jeune fille s'en sauve.

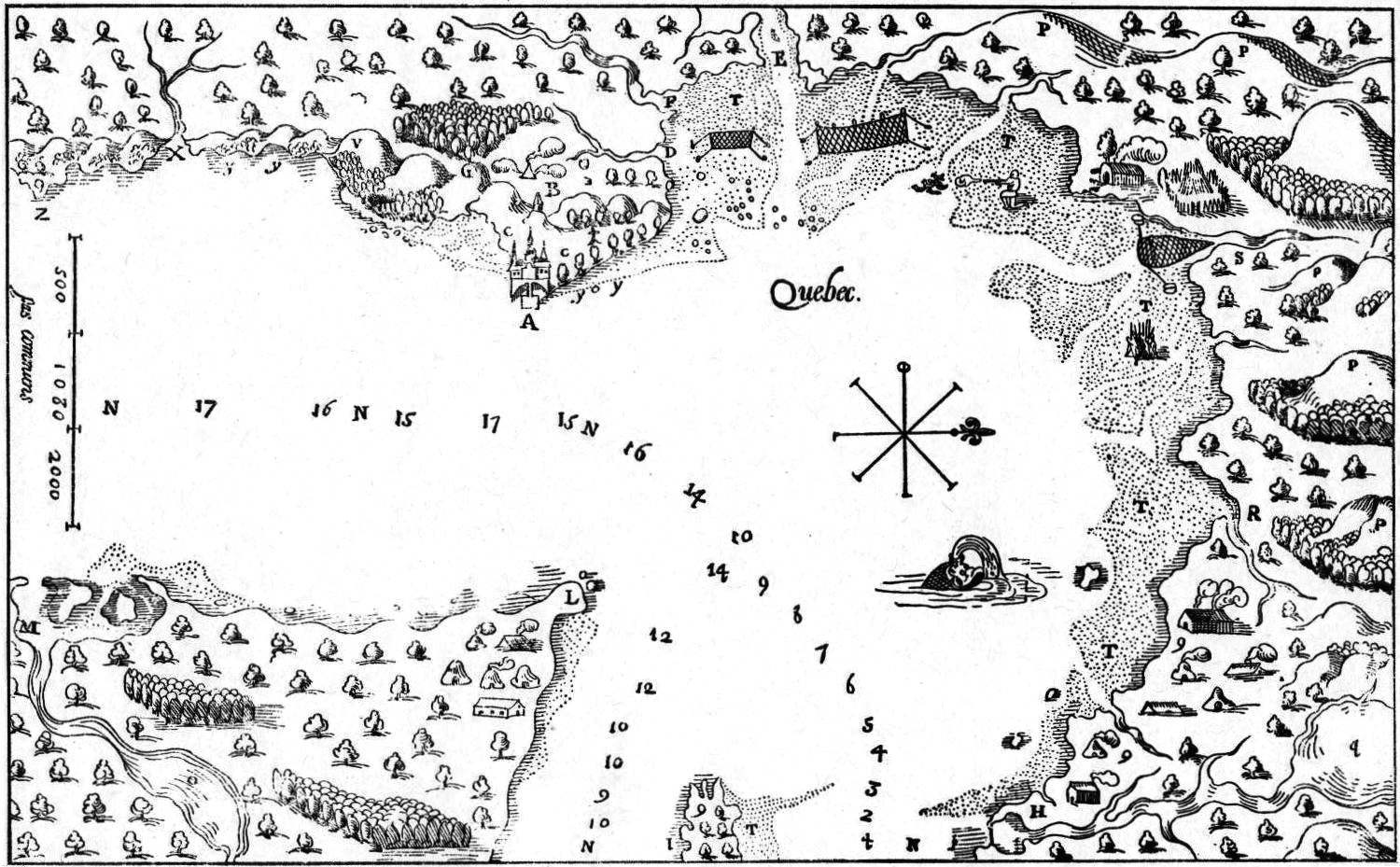
Carte de Québec réalisé en 1608 par Samuel de Champlain et illustrant la géographie de Québec aux débuts de la colonie.

Cinq ans plus tard, le 23 août 1541, Jacques Cartier est de retour dans la future région de Québec pour s’y installer à nouveau. En effet, il y construit un nouveau bâtiment à l’embouchure de la rivière du Cap Rouge, qu’il nomme Charlesbourg-Royal en l’honneur du fils de François Ier. C’est un lieu idéal pour les navires, l’artillerie et la construction d’habitations. L’ancien site de la rivière Sainte-Croix n’est plus du tout sûr. Le chef de Stadaconé est maintenant Achelacy.
Quelque temps plus tard, Jacques Cartier et ses hommes découvrirent de petites pierres blanches qu’ils croient être des diamants sur l’actuel site Cap Diamant. En réalité, ce n’est que du quartz. Durant l’hiver 1541-1542, une nouvelle vague de scorbut frappe son équipe. En plus, les Iroquois assassinent des membres de l’équipe de Cartier. Il en résulte la mort de 35 personnes. Après avoir fait le plein de nouvelles marchandises (or et « diamants »), Cartier décide de retourner en France. À son arrivée en Europe, Jacques Cartier fait rapidement évaluer ses découvertes. La déception sera très grande et l'aventure mène à l'échec pour d'éventuels projets d'exploration dans le Nouveau Monde. Pendant ce temps, toujours en 1542, Jean-François de La Rocque de Roberval s'installe à l'endroit occupé par le second site de Cartier et le renomme France-Roy. Jean-François de La Rocque, sieur de Roberval y fait construire un édifice au bas et un autre sur la montagne. Il connaît également la difficile situation d'un hiver vigoureux. Les morts sont nombreux. L'idée de peupler les lieux par les Français s'estompe de ces nombreuses pertes de vies et des faux espoirs de richesse. Il faut attendre l'arrivée de Samuel de Champlain plus de 60 ans plus tard pour connaître à nouveau la volonté d'une colonisation française en Amérique du Nord et de fonder Québec en 1608.

### De Stadaconé à James Wolfe - 1608-1759

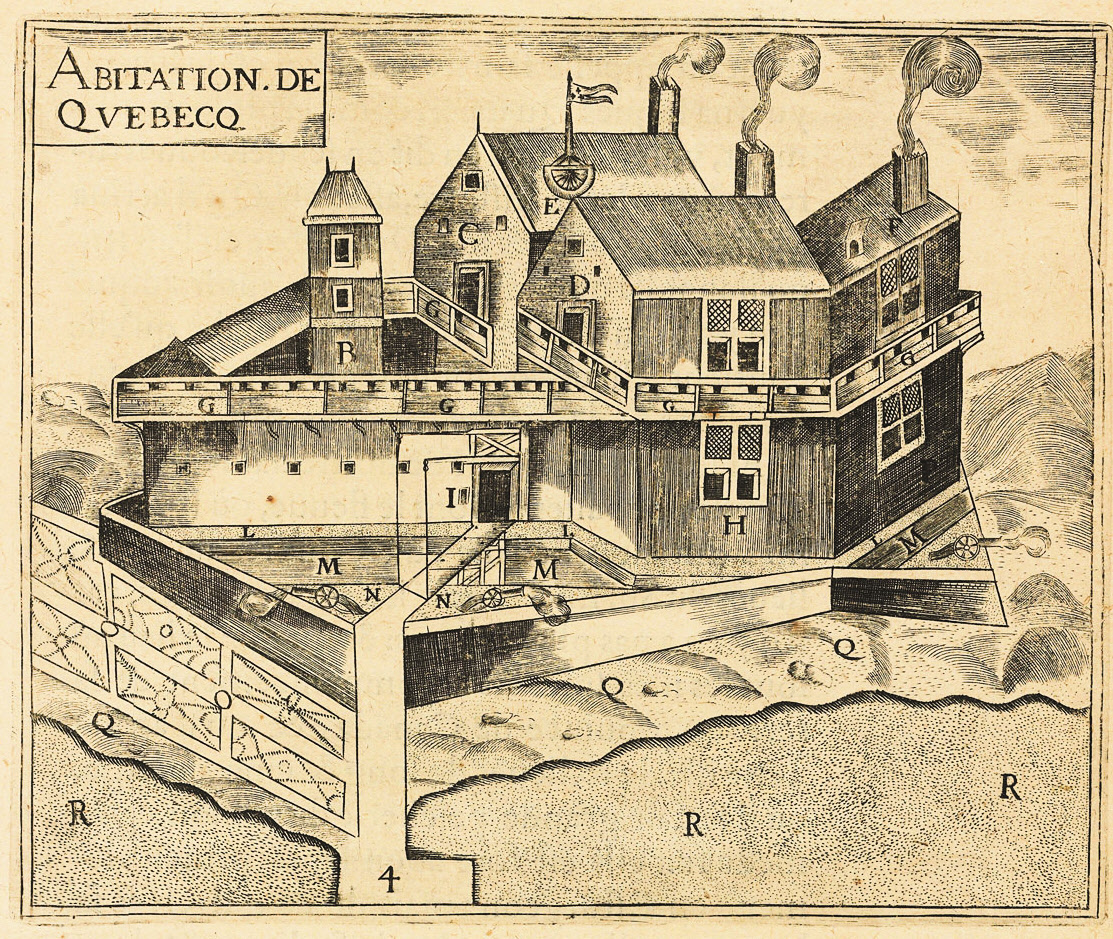
Habitation de Québec, 1608, perspective cavalière de Samuel de Champlain.

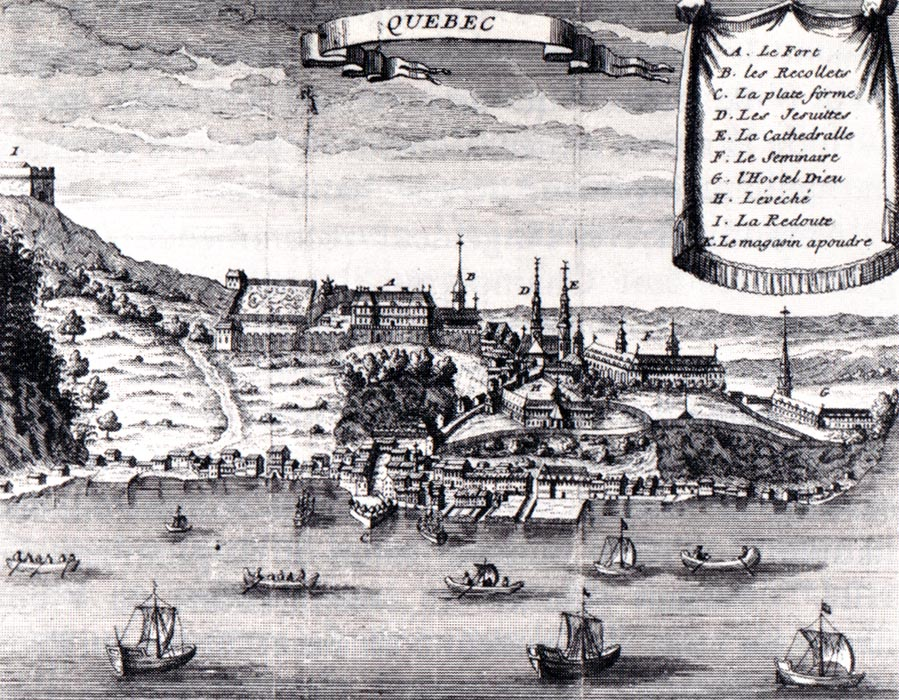
Québec en 1700.

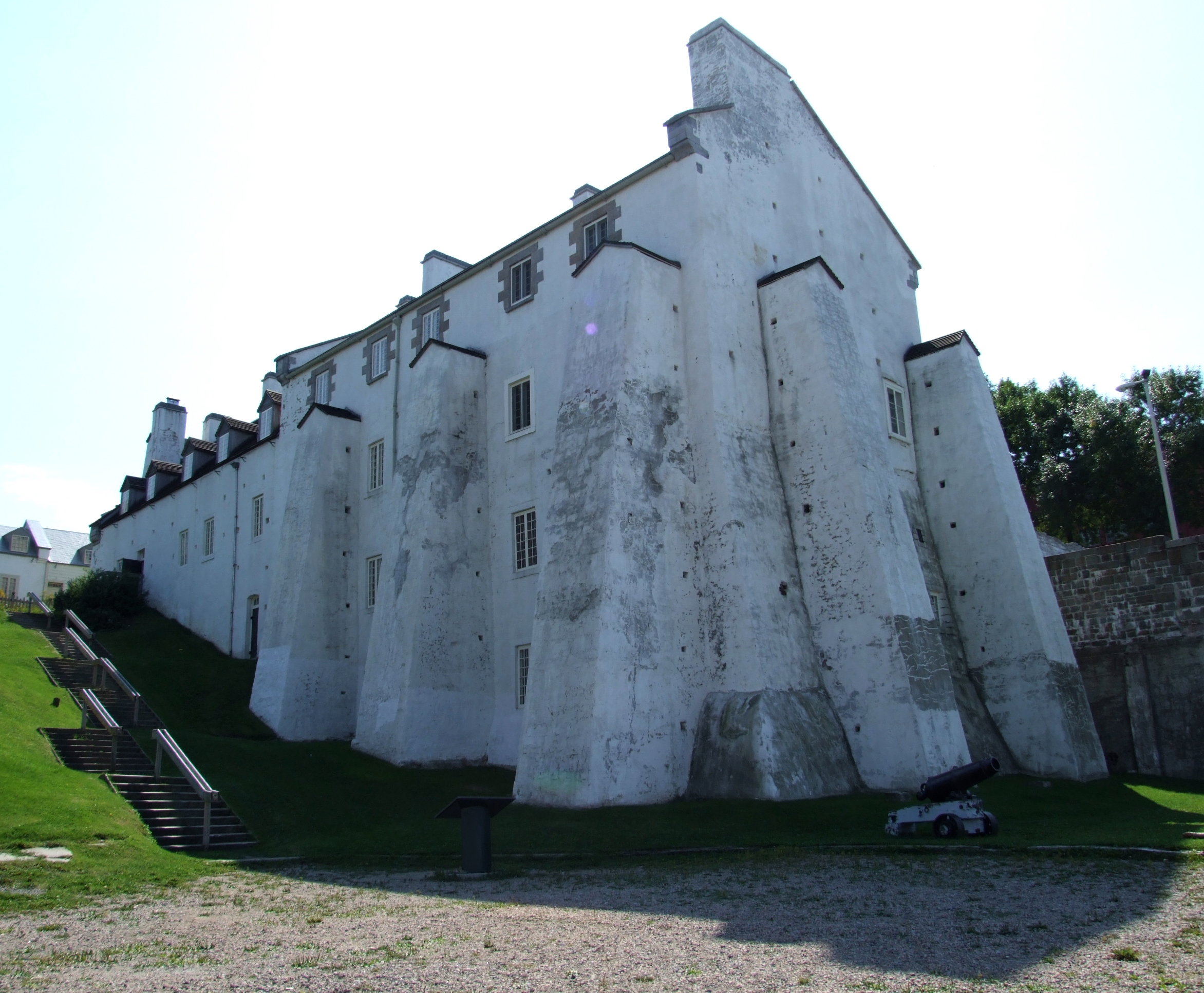
La redoute Dauphine, construite à partir de 1712

La ville de Québec a officiellement été fondée par Samuel de Champlain le 3 juillet 1608, sous l’aile de Pierre Dugua de Mons au titre de gouverneur général de la Nouvelle-France, sur un site situé à proximité d’un ancien village iroquoien autrefois appelé Stadaconé dont le chef était Donnacona. L’emplacement, connu aujourd’hui sous le nom de place Royale, devient le berceau de la francophonie en Amérique du Nord. À l’aube du XVIIe siècle, le site actuel de la ville de Québec n’était alors plus visité que par quelques nomades algonquins. Puisque c’est là où le fleuve rétrécit, le lieu semblait propice à l’établissement d’une colonie permanente.
Lors de la construction de l’Habitation de Québec, un complot est fomenté par les Basques afin d’éliminer Champlain et faire mainmise sur les provisions et produits nécessaires à l’établissement de la nouvelle colonie. Puis, on se prépare à l’hiver de 1608 et 1609. En l’absence d’une alimentation saine, la dysenterie et le scorbut provoquent la mort de vingt des vingt-huit personnes qui y sont restées.
Samuel de Champlain s'engage en juin-juillet 1609 avec les Algonquins et les Hurons dans les territoires iroquois. Les Français possèdent l’arquebuse et devront le faire savoir pour leur sécurité devant la menace iroquoise. C’est le prétexte pour pouvoir s’établir en Amérique comme colonisateurs auprès des Amérindiens en guise de négociation. De retour à Québec en août, il repart en France en septembre en laissant 15 colons sur le site pour l'hivernage.
Le monopole de la traite ayant été attribué à Charles de Bourbon, celui-ci nomme Champlain lieutenant en Nouvelle-France, tenant le pouvoir du vice-roi, le 12 octobre 1612. Champlain poursuit donc ses explorations en 1613 au sud du poste de traite et dans la région de la rivière des Outaouais et des Pays-d'en-haut, dans sa quête de la route pour l’Asie puis retourne en France à nouveau. En novembre 1613, est créée la Compagnie des Marchands de Rouen et de Saint-Malo qui rachète le poste de Québec pour la somme de trois mille neuf cents livres tournois à Pierre Dugua de Mons.
En mai 1615, Champlain revient à Québec avec des religieux récollets. La Nouvelle-France sera catholique. Champlain participe à une nouvelle offensive guerrière dans laquelle il sera blessé au genou, considérée comme un succès par ses alliés hurons. Champlain sait que s'il ne renforce pas ces alliances, bientôt, les terres de la vallée du Saint-Laurent qui n’auront pas été occupées par la France, le seront par les Anglais et les Néerlandais.Toujours en poste, il reviendra brièvement en juillet 1617.
Pendant de nombreuses décennies, Québec demeurera un poste de traite, mais rencontrera des problèmes de développement liés à la contrebande, les marchands français voyant d’un mauvais œil l’établissement d’un poste permanent dans la vallée du Saint-Laurent. Québec perdra son monopole, mais le poste de traite tiendra bon malgré les obstacles.
Avant 1619, Champlain est plutôt engagé sporadiquement dans un rôle d’explorateur. Les choses prennent une tournure différente au moment où il reçoit le titre de commandant effectif de l’Habitation de Québec. En 1620, il revient à Québec, accompagné cette fois de son épouse Hélène Boullé. Il fait remettre le poste de traite en ordre après plusieurs années de laisser-aller. Champlain y fait construire un fort dans le haut du site du Cap-aux-Diamants et lui donne le nom de château Saint-Louis en l’honneur de Louis XIII. (Le site archéologique du château Saint-Louis longe le château Frontenac au sud-est).
La colonie prend véritablement forme avec la présence d’une soixantaine de personnes, hommes, femmes et enfants cette fois. Les besoins sont nombreux dans tous les domaines de la vie de groupe. Peupler le pays est une tâche ardue et la population française est peu encline à quitter la France pour venir dans une Amérique dure à habiter en raison du climat. C’est à partir de 1617 que des gens sont venus dans la colonie pour des raisons autres que celle de la traite des fourrures. Les uns y arrivent sporadiquement par contrat, d’autres viennent tenter une chance d’améliorer leur sort., du fait de certains avantages, tel obtenir des terres et s’enrichir de son travail, suscitant de l’intérêt. Des familles commencent à s’installer à Québec et les hommes occupent les métiers liés aux besoins de la jeune colonie. On y obtient les droits et les privilèges liés aux métiers plus rapidement qu'en France où l'on doit suivre les règles strictes des professions. Il est bien entendu que les meilleurs artisans ne sont pas du voyage pour l’Amérique. Les bons artisans viendront plus tard. Le maintien par le Roi des privilèges liés au commerce de la fourrure sera étendu au projet de développement du territoire. Cependant, l’essor de Québec ne se fera pas vraiment avant les années 1660.
En 1623, Champlain fait construire un chemin entre le fort et les nouvelles installations. De 1624 à 1626, Champlain s’occupe en France des préoccupations liées aux besoins de la jeune colonie. Celle-ci progresse peu durant ce temps. Les progrès du poste de traite sont encore peu nombreux lors d’une visite de Champlain en 1626. De fait, il n'y a en 1628 qu'un seul réel colon permanent : Guillaume Couillard.
À partir de 1627, la colonie de la Nouvelle-France est modelée selon le modèle du régime seigneurial.
En 1629, les frères Kirke,, envoyés par Charles Ier, roi d'Angleterre, remontent le Saint-Laurent jusqu'à la ville de Québec, et la prennent le 26 juillet en interceptant les ravitaillements, ce qui conduit Champlain et ses hommes à la famine, puis à la reddition. Québec est alors vidée de sa population qui doit rembarquer pour la France avec Champlain, hormis la famille du premier colon Louis Hébert qui reste. Le poste de traite de Québec est néanmoins rendu en 1632 à la France par le Traité de Saint-Germain-en-Laye. De retour en mai 1633 avec plus de 200 personnes, à bord de 3 navires, dont le Don de Dieu (la devise de la ville de Québec est « Don de Dieu ferai valoir »), Champlain fait rebâtir la cité et élargir les fortifications. Il installe une autre habitation à quinze lieux en amont, aussi bien qu'une autre à Trois-Rivières. Mais, frappé d'apoplexie, Samuel de Champlain meurt au jour de Noël de 1635 à Québec et y est enterré (on n'a toujours pas retrouvé l'emplacement exact de sa sépulture).
En 1635, la famille Hébert-Couillard possède à elle seule près des quatre cinquièmes de la future haute-ville intra-muros, dès lors vouée à l'agriculture, alors que les berges du fleuve, au pied de la colline de Québec, étaient consacrées au commerce. En 1636, Québec devient une ville davantage axée sur la défense : une garnison, des canons et une nouvelle forteresse sont ajoutés. C'est aussi en 1636 que Québec devient une ville à proprement parler, alors que le gouverneur Montmagny fait dresser un plan de ville prévoyant des rues et des terrains davantage alignés. Pour cela, la Compagnie de la Nouvelle-France récupérera entre 1638 et 1641 de la famille Couillard et de communautés religieuses environ 59 arpents de terre pour la suite procéder à une nouvelle redistribution du sol.
Beaucoup plus tard, lorsque la ville prend de l'envergure et après la tentative manquée de l’amiral William Phips de prendre Québec en 1690, le gouverneur Frontenac fait ériger des remparts à l'ouest de la ville. Une cinquantaine d'années plus tard, sous la menace d'une nouvelle guerre contre les Anglais, d'autres remparts sont édifiés un peu plus à l'ouest. Lors d'une excavation, les traces de ces remparts ont été fortuitement retrouvées en 2018.
À la fin du Régime français, le territoire de l’actuelle ville de Québec est contrasté. Bois, villages, champs en culture et pâturages entourent la ville de 8 000 habitants. Celle-ci se démarque par son architecture monumentale, ses fortifications, ses rues boueuses et insalubres, ses riches maisons de maçonnerie et ses bicoques des faubourgs Saint-Jean et Saint-Roch. Malgré son urbanité et son statut de capitale, Québec reste une petite ville coloniale étroitement liée à l’arrière-pays. Les habitants viennent s’y procurer des marchandises de France et vendre leurs surplus agricoles et du bois de chauffage aux deux marchés de la ville.

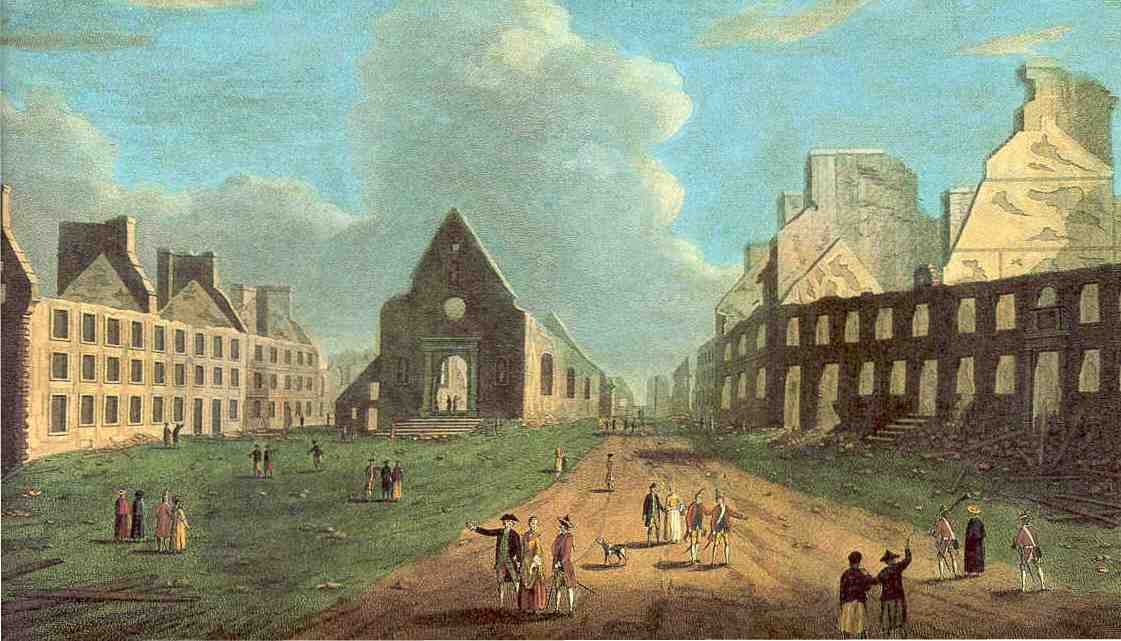
Québec après les bombardements anglais de 1760.

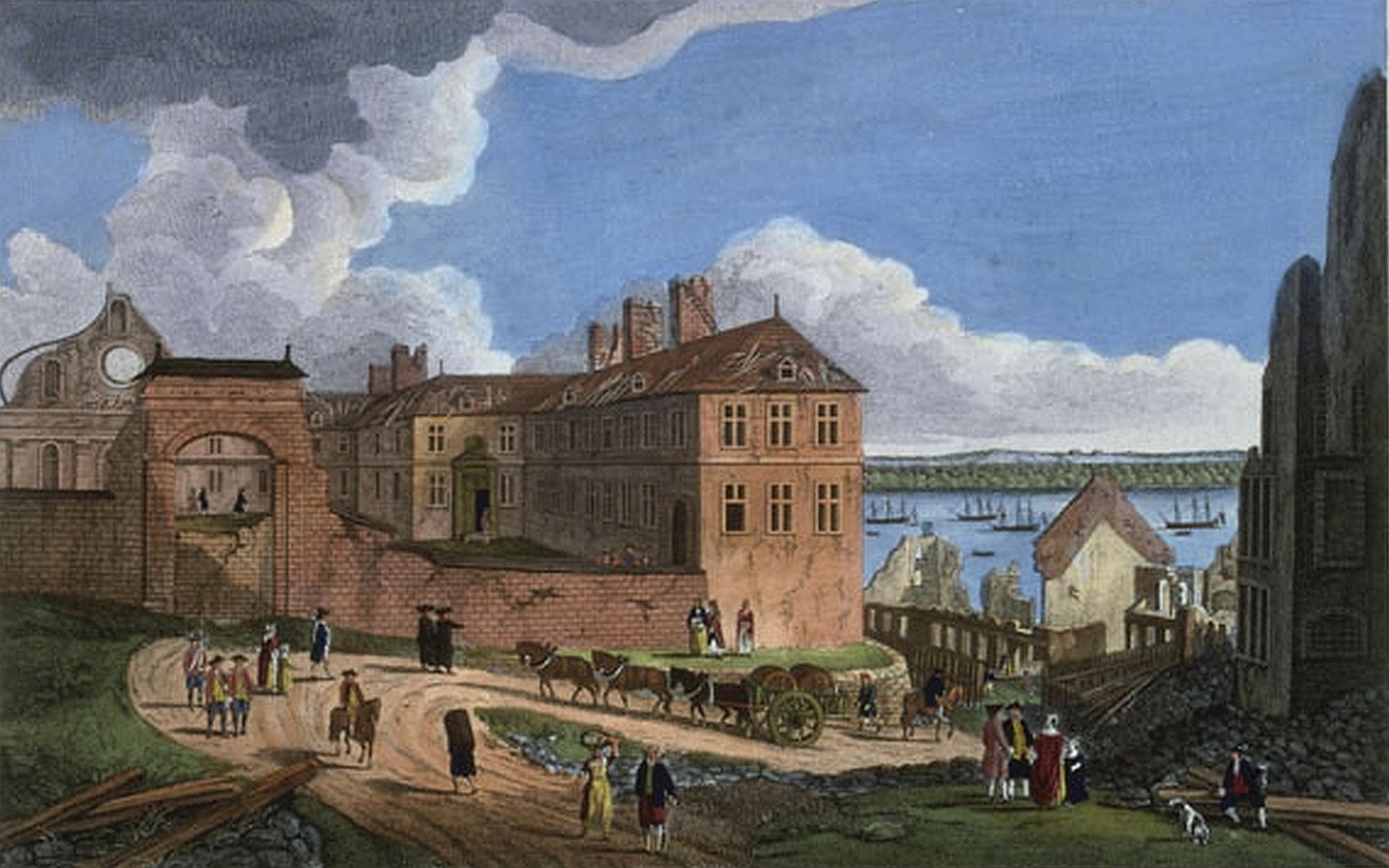
Le palais épiscopal de Québec après le siège de 1759.

En 1759, le siège de Québec, puis la bataille des Plaines d'Abraham remet la capitale de la Nouvelle-France aux troupes britanniques. L'histoire de Québec sous la gouverne française se terminera par un événement majeur. En participant à la guerre de Sept Ans, la ville en ressort dévastée.

### Régime britannique - 1760-1867
En avril 1760, le maréchal de Lévis remporte la bataille de Sainte-Foy. Cependant, l’arrivée de renforts britanniques oblige l’armée française à se replier vers Ville-Marie, qui capitule à son tour, en septembre 1760. Trois ans plus tard, la plupart des possessions françaises d’Amérique du Nord sont cédées à la Grande-Bretagne. L’ancienne capitale de la Nouvelle-France devient celle de la Province de Québec.
En 1775, à la suite du deuxième congrès continental, avant la révolution américaine, la garnison britannique de la ville de Québec est attaquée sans succès par les troupes américaines de Benedict Arnold lors de la Bataille de Québec. Le général américain Richard Montgomery y trouvera la mort. Quant au major general britannique Isaac Brock, il fortifiera la ville en renforçant ses murs et en élevant une batterie d’artillerie juste avant la guerre de 1812.

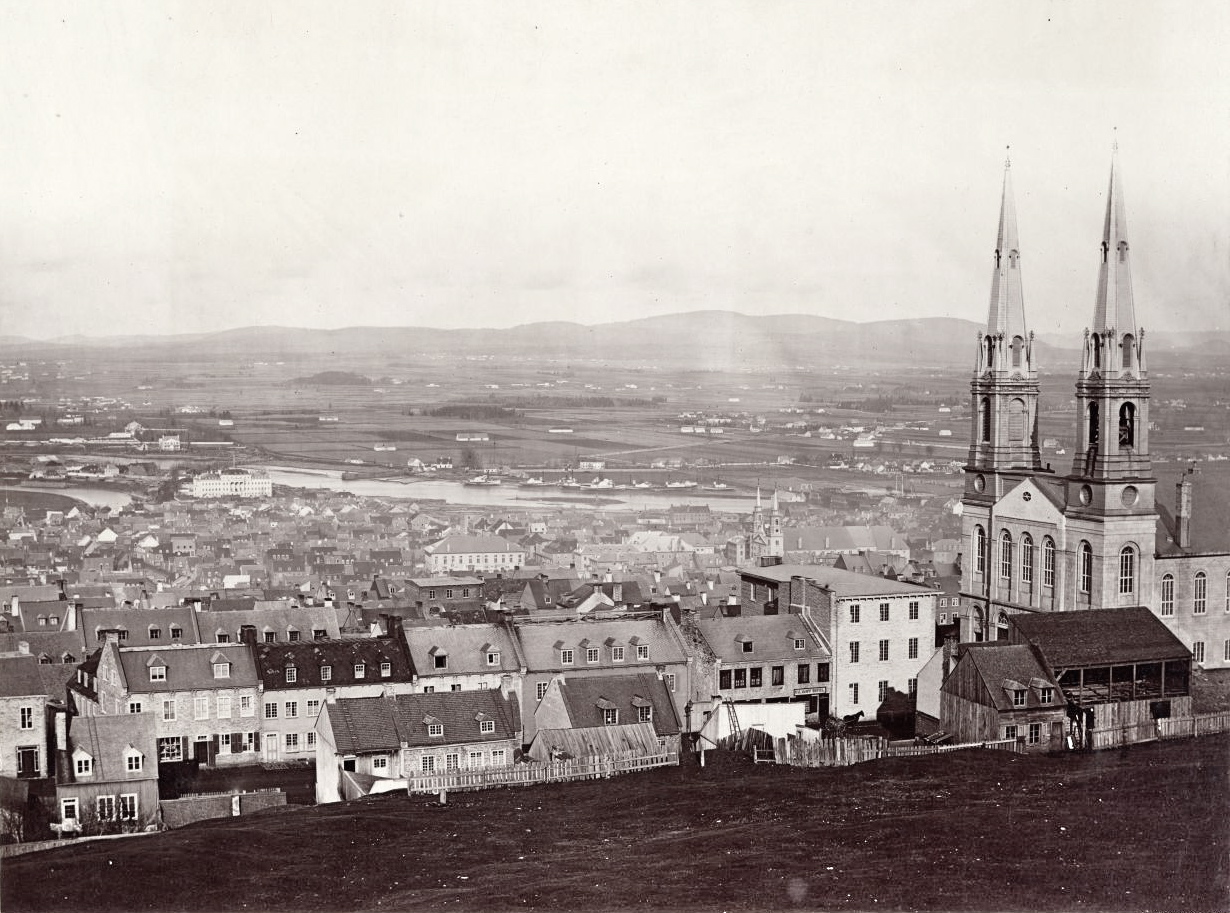
Les faubourgs Saint-Jean-Baptiste et Saint-Roch vers 1858.

Début XIXe siècle et pour un siècle, le commerce du bois carré vers l'Angleterre va donner à des villes comme Ottawa, mais aussi Québec et Saint-Jean (Nouveau-Brunswick), un article de base sur lequel une communauté de taille pourra être érigée. La consolidation des fonctions majeures de la ville (commerciale, militaire et administrative), couplée à la conjoncture économique et à la politique internationale de cette époque, feront vivre à Québec son âge d'or au début du XIXe siècle, particulièrement entre 1808 et 1827 où la population passe d'environ 9 000 à 27 000 habitants, ce qui pour cette période représente au taux d'accroissement légèrement supérieur à celui de Montréal, supérieur ou égal à celui des grandes villes portuaires américaines, et nettement supérieur à celui des villes d'Angleterre. L'activité portuaire de Québec et sa construction navale connaissent un essor considérable. Le bois arrivait à Québec par le fleuve en provenance des grandes rivières du nord de la région dans de l’ouest de la province. Les bateaux transportant le bois destiné à l'international ne pouvant dépasser la ville en aval, soit vers Montréal, la marchandise était obligatoirement expédiée depuis Québec. En 1860, on recensait 6 000 débardeurs au port de Québec, alors que la ville comptait moins de 60 000 habitants.
Québec a été la capitale (partagée avec Toronto) du Canada-Uni de 1859 à 1865, avant son transfert définitif vers Ottawa. La « Conférence de Québec » de 1864 sur la confédération canadienne y a été tenue. Cette perte de prééminence politique à l'échelle du pays sera l'occasion d'un réinvestissement sur un rôle provincial à l'échelle du Canada français.
Du fait d'une croissance rapide qui ne s'est pas toujours accompagné des infrastructures et de la qualité de l'habitat nécessaire, la ville connait deux épisodes d'incendies : les incendies de 1845 ainsi que le Grand incendie de 1866 ravagent à chaque fois plusieurs milliers d'habitations dans les faubourgs populaires de Saint Roch, Saint Sauveur, et Saint Valier situés à l'ouest de la ville. En 1846, plus de 44 personnes périssent dans l’incendie du Théâtre Saint-Louis (ancien manège militaire), dépourvu de sorties de secours.
En juillet-septembre 1849, une épidémie de choléra arrivée des États-Unis emporte 1 185 citoyens de la ville.

### Après la Confédération - 1872-1917

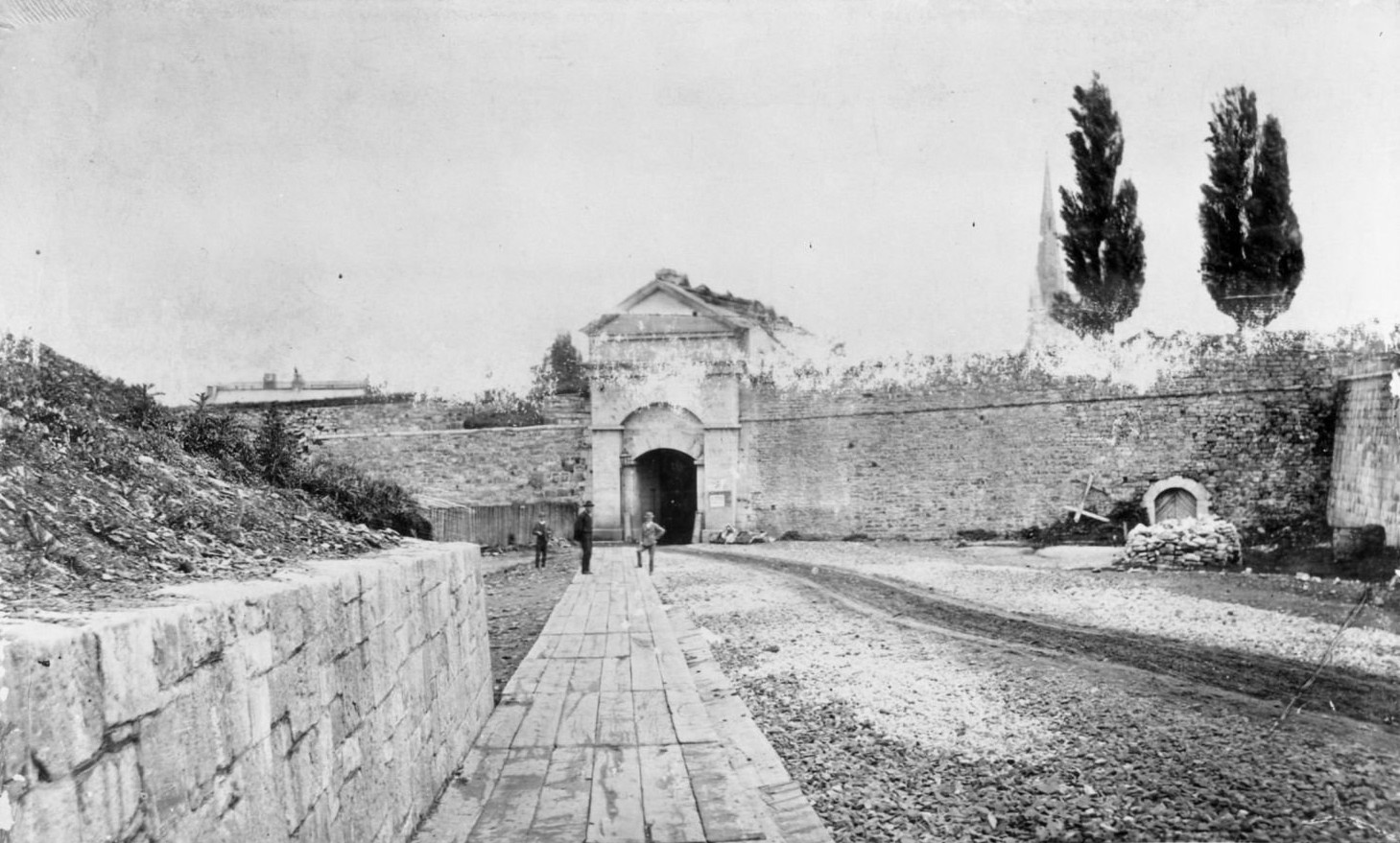
L'ancienne porte Saint-Louis en 1880, dès lors menacée de démolition.

En 1872, soit cinq ans après la Confédération canadienne, le gouverneur général du Canada, Lord Dufferin, décide d'établir une résidence officielle à la citadelle de Québec, décision facilitée par le renvoi d'une partie des officiers, qui étaient britanniques. Dès sa venue à Québec, Lord Dufferin entend consolider le patrimoine et l'esthétisme de la ville. Il ordonne in extremis la préservation et la rénovation des murs de la fortification, alors qu'il était de plus en plus question de démolir une partie de ces infrastructures jugées anti modernes en droite ligne avec la conception de l'urbanisme du Baron Haussmann ayant fait raser des quartiers entiers de Paris vers 1850 pour faire place à de larges boulevards et jardins publics. Il fait également concevoir des plans pour élargir les portes de Québec en réponse à l'une des critiques adressées à ces infrastructures, à savoir qu'elles gênaient le passage du transit lourd. Il fit également ériger une place publique adossée à la falaise, faisant face au fleuve et portant aujourd'hui son nom : la terrasse Dufferin.
Tout au long des XIXe et XXe siècles, la ville de Québec fut la principale destination d’un nombre croissant d’immigrants, qui quittèrent annuellement les îles Britanniques pour venir s’établir en Amérique du Nord, en raison de sa situation sur le fleuve Saint-Laurent, principale voie navigable en Amérique du Nord. Ainsi, vers les années 1830, la ville de Québec accueillit une moyenne annuelle de 30 000 nouveaux immigrants, dont les deux tiers furent des Irlandais.
L'âge d'or de la ville, qui a débuté au XIXe siècle en lien avec la navigation à voile, se poursuit jusqu'au années 1870 où débute un déclin économique. En effet, la prospérité de la ville reposait alors sur la construction navale et l’exportation de billots de bois équarris. Plusieurs facteurs ont contribué à ralentir cette activité économique : le blocus de Napoléon, l'avènement des bateaux à vapeur à coque d'acier, le développement des chemins de fer, le tarissement des ressources forestières à proximité des cours d'eau, la construction d'écluses sur la voie maritime du Saint-Laurent permettant de gagner l'intérieur des États-Unis depuis Montréal, ainsi que la faible rétention de la population immigrante.

### XXesiècle- 1917-2000

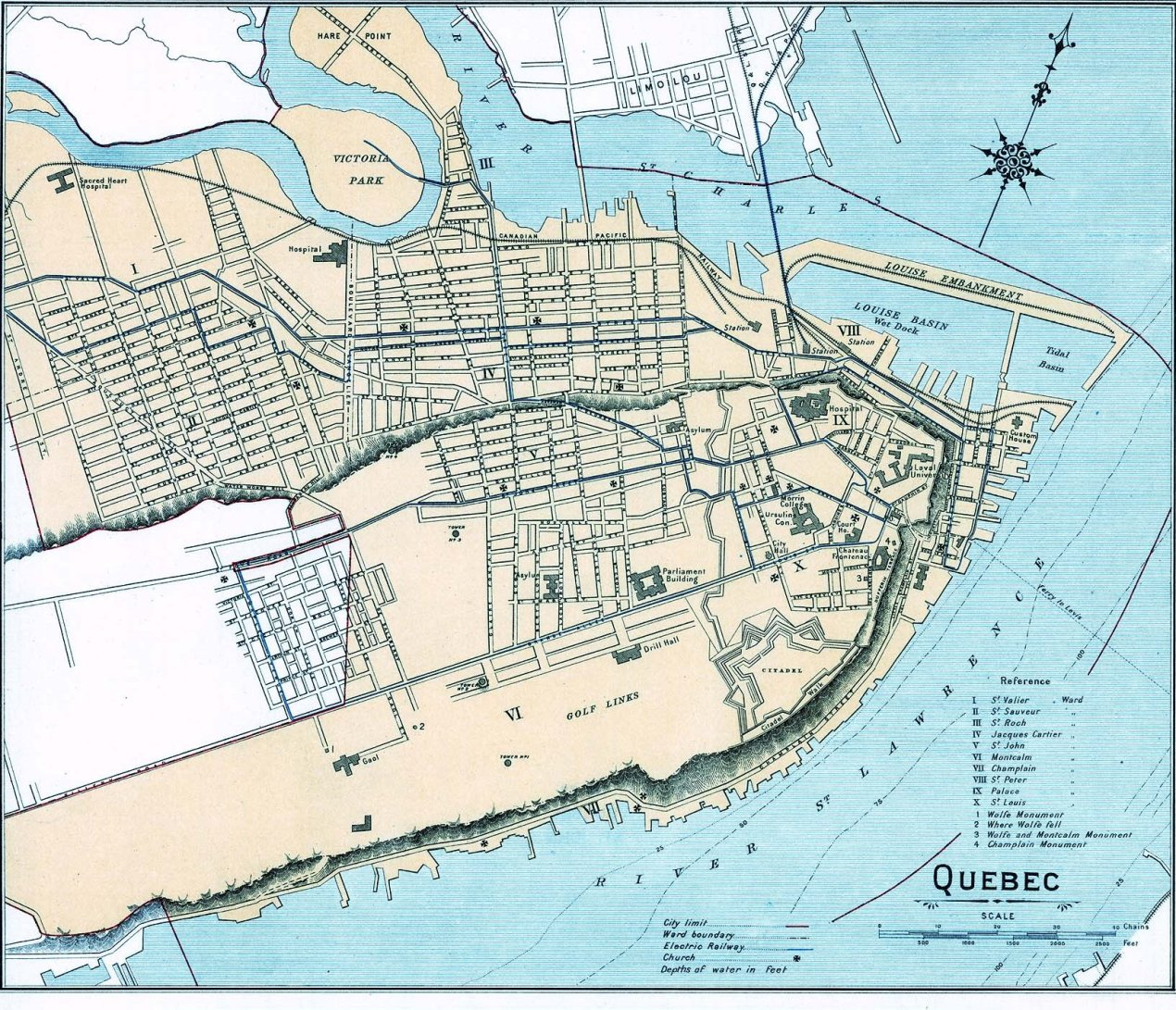
Centre-ville de Québec en 1906.

En 1917, la construction du pont de Québec, reliant Québec sur la rive nord du fleuve Saint-Laurent à Lévis sur la rive sud, est achevée. Il est, depuis ce jour, le plus long pont à structure cantilever au monde. Pendant sa construction, deux effondrements de la partie centrale du pont coûteront la vie à plus de 80 ouvriers.
En 1920, le Royal 22e Régiment emménage à la Citadelle. Pour la première fois depuis 1759, des troupes francophones assument la garde de ce que certains ont appelé le « Gibraltar d’Amérique », du fait de sa localisation perchée sur un promontoire.
Lors de la Seconde Guerre mondiale, deux conférences interalliées furent tenues à Québec. La première rassembla en 1943 Franklin Delano Roosevelt, président des États-Unis ; Winston Churchill, premier ministre britannique ; William Lyon Mackenzie King, premier ministre du Canada et T.V. Soong, ministre des Affaires étrangères de la Chine. La seconde fut tenue en 1944 et Churchill ainsi que Roosevelt y participèrent. Elles furent tenues à la Citadelle de Québec et au Château Frontenac.

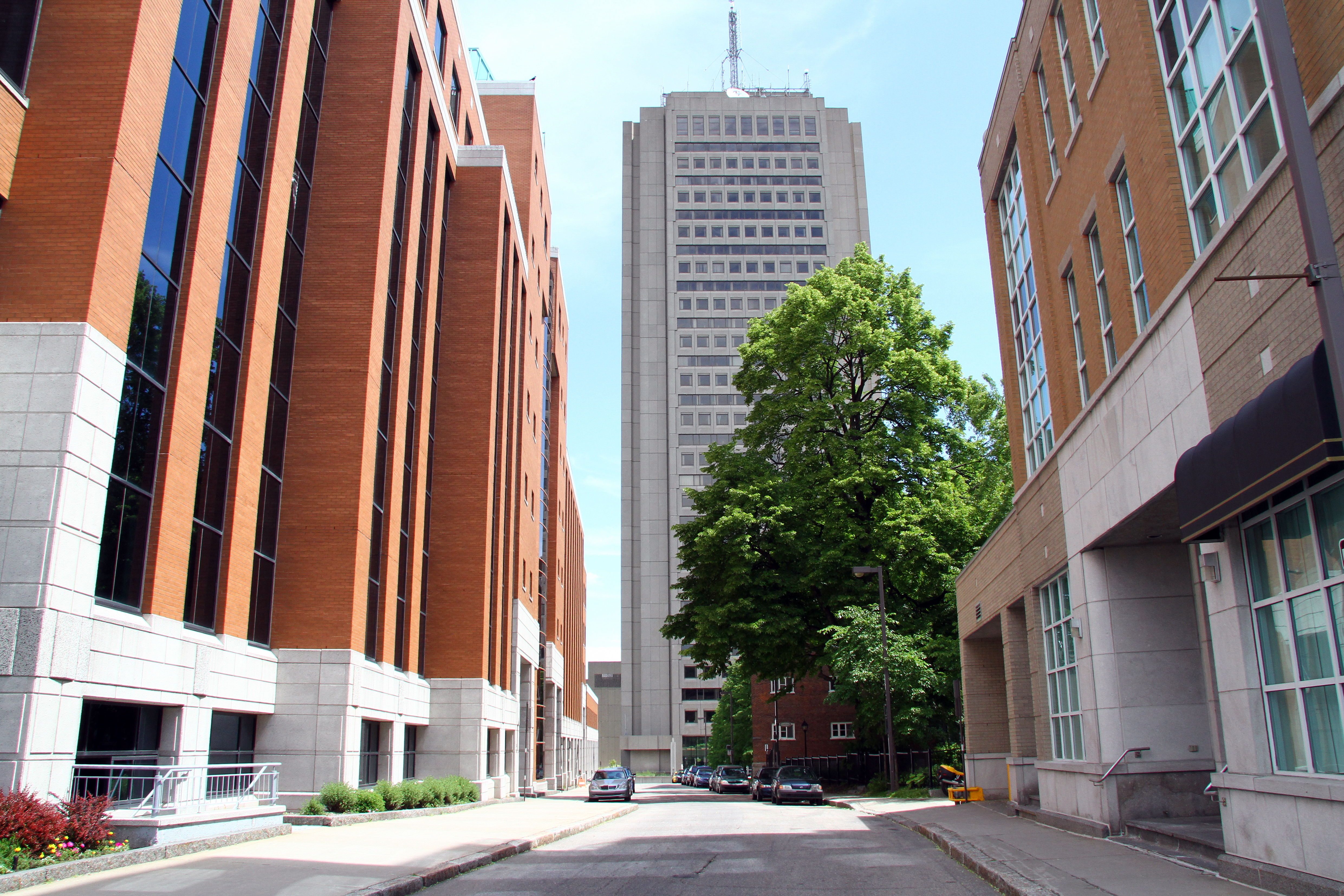
L'Édifice Marie-Guyart, et l'Édifice Hector-Fabre à gauche (ministère des Relations internationales) sur la colline parlementaire.

À partir des années 1960, la ville de Québec bénéficie de la construction de l'État québécois moderne voulue par la Révolution tranquille. La part d'emplois occupés tant dans la fonction publique provinciale que fédérale augmente considérablement pour atteindre un sommet dans les années 1970 avec un peu moins de 18 %. C'est notamment dans ce contexte que sera construit l'imposant Édifice Marie-Guyart. Ce pourcentage redescendra fortement par la suite pour se chiffrer au milieu des années 2000 au même niveau qu'il était en 1951, soit environ 11 %.
L’arrondissement historique de Québec, le Vieux-Québec, est classé patrimoine mondial par l’UNESCO en 1985,.
Québec demeure la seule ville en Amérique du Nord à avoir conservé ses remparts qui regroupent de nombreux bastions, portes et ouvrages défensifs ceinturant toujours le Vieux-Québec. La Haute-Ville, située au sommet de la falaise, centre social et administratif, avec ses églises, ses couvents et autres monuments comme la redoute Dauphine, la Citadelle et le Château Frontenac, et la Basse-Ville, avec ses quartiers anciens, forment un ensemble urbain qui est un des meilleurs exemples de ville coloniale fortifiée.

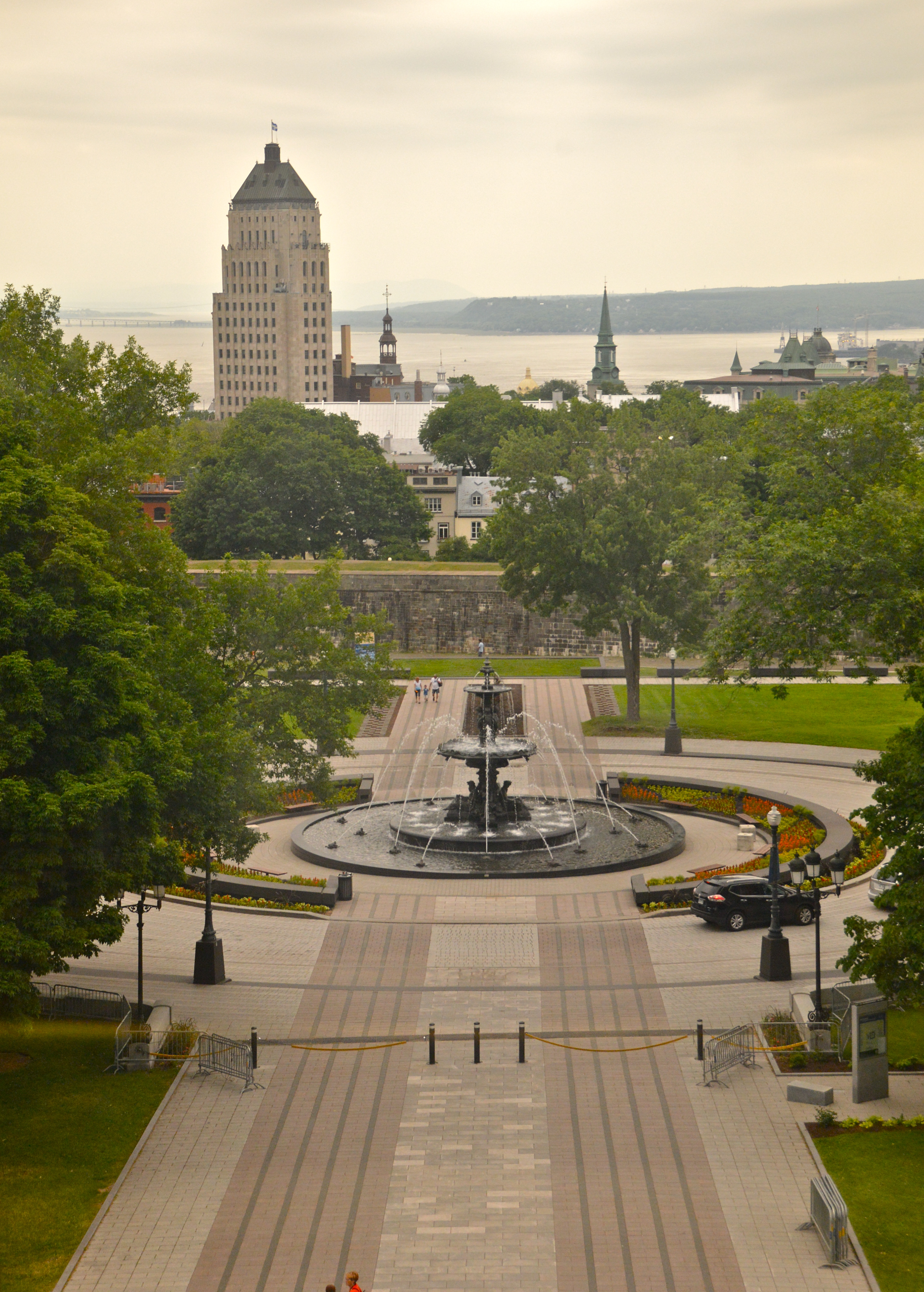
La fontaine Tourny, vue depuis l'Hôtel du Parlement

En 1997, le Gouvernement du Québec décide de créer un organisme d’État, la Commission de la capitale nationale du Québec, ayant comme but d’embellir la capitale, conseiller et promouvoir cette dernière.

### XXIesiècle- 2001-aujourd'hui
En avril 2001, Québec fut l’hôte du Sommet des Amériques pour discuter de l’accord de libre-échange des Amériques (ZLEA). La conférence fut marquée par des affrontements importants entre les forces policières et des groupes altermondialistes ainsi que par la décision de murer une partie de la ville autour des lieux de la conférence pour des raisons de sécurité.
Le 1er janvier 2002 eut lieu la Réorganisation des municipalités du Québec qui amena la fusion des villes de la rive-nord de la Ville de Québec pour la création de la nouvelle grande ville de Québec. Le 1er janvier 2006, le mouvement des défusions diminua la grandeur de la ville avec le reconstitution des villes de L'Ancienne-Lorette et de Saint-Augustin-de-Desmaures.
En 2008, la ville de Québec célèbre son 400e anniversaire (la ville ayant été fondée en 1608 par Samuel de Champlain). En cet honneur, la Maison Simons offre à la ville la fontaine de Tourny, originaire de la ville de Bordeaux, en France, et qui est ornée de sculptures qui sont l'œuvre de Mathurin Moreau. La fontaine est installée devant le bâtiment de l'Assemblée nationale du Québec.

### Capitale nationale
Québec, depuis les débuts de son existence, a été la capitale d’un ensemble de territoires désignés :
- de 1608 à 1627 et de 1632 à 1763 : capitale du Canada et de toute la Nouvelle-France ;
- de 1763 à 1791 : capitale de la Province de Québec ;
- de 1791 à 1841 : capitale du Bas-Canada ;
- de 1852 à 1856 et de 1859 à 1866 : capitale de la province du Canada.

Depuis 1867, elle est la capitale nationale,,, du Québec, et aujourd'hui, au sens de la Loi C-33.1 sur la Commission de la Capitale Nationale. Elle est donc le siège de nombreuses institutions dont le Parlement du Québec avec l'Assemblée nationale.

## Géographie

### Découpage territorial

Arrondissements de Québec et municipalités limitrophes.

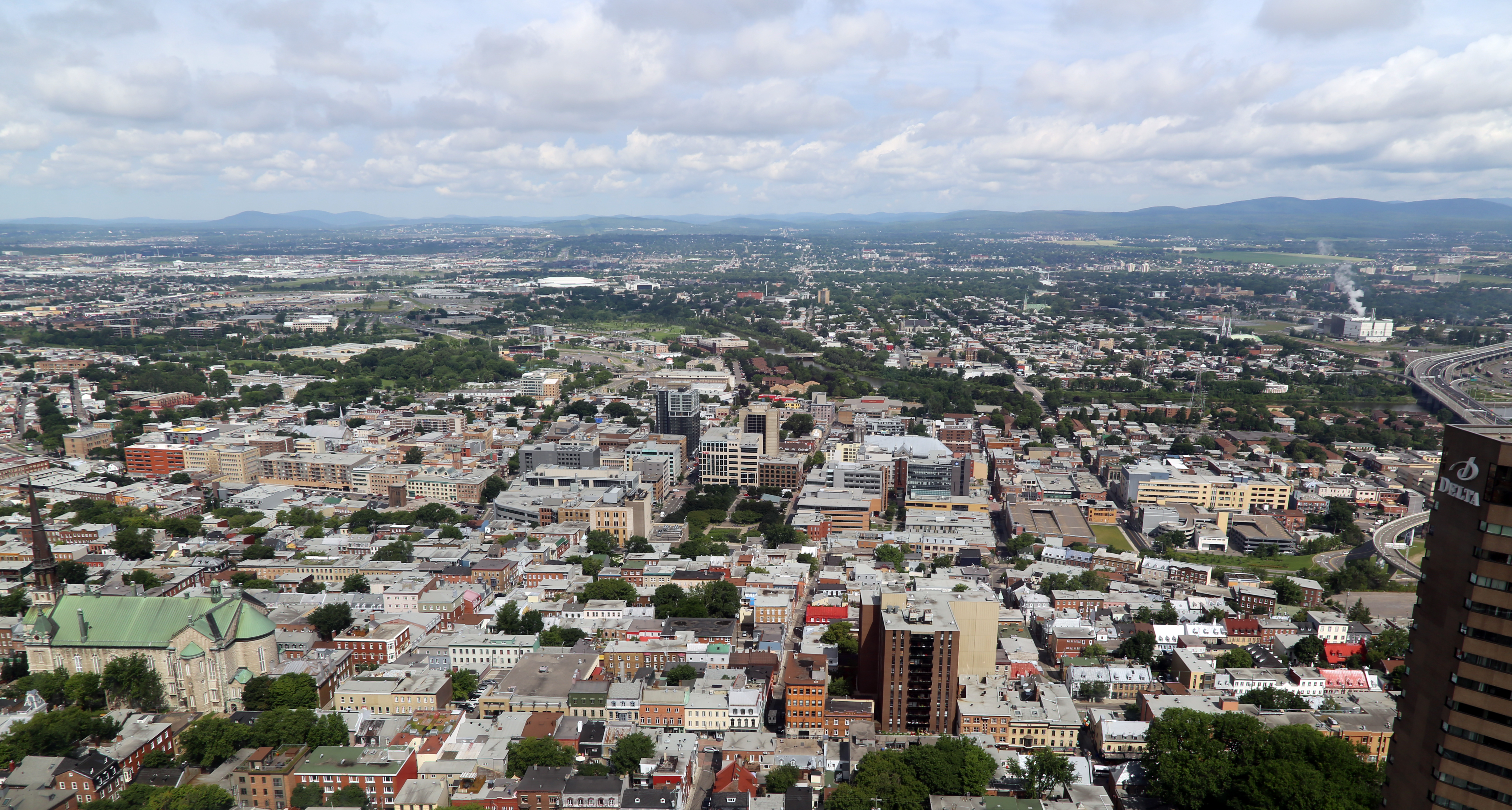
Vue partielle de La-Cité-Limoilou en avant plan, puis de Charlesbourg et Beauport

Québec est divisé en six arrondissements, subdivisés en 35 quartiers et en 21 districts électoraux :
- La Cité-Limoilou ;
- Les Rivières ;
- Sainte-Foy–Sillery–Cap-Rouge ;
- Charlesbourg ;
- Beauport ;
- La Haute-Saint-Charles.

#### Territoires enclavés
Québec comporte trois territoires enclavés : la ville de L'Ancienne-Lorette, la réserve amérindienne huronne-wendate de Wendake et la petite municipalité de paroisse de Notre-Dame-des-Anges.

### Topographie
La topographie particulière de la ville, constituée d’une part de la colline de Québec où se trouvent les arrondissements Sainte-Foy–Sillery–Cap-Rouge et La Cité-Limoilou (en partie), et d’autre part du coteau de Beauport, a fortement influencé l’occupation du territoire.
La colline de Québec et le coteau ont connu des développements successifs très diversifiés depuis le début de la colonisation jusqu’aux temps récents. Sur le plateau de la colline, la succession des quartiers depuis le Vieux-Québec vers l’ouest traduit non seulement des époques d’urbanisation différentes, mais permet aussi de comprendre la constitution progressive de la Haute-Ville. Cette dénomination trouve toute sa force et sa signification par opposition à la Basse-Ville, qui s’est développée au pied du cap Diamant et au contact direct du fleuve Saint-Laurent et de la rivière Saint-Charles.
La démarcation entre la haute-ville et la basse-ville fut de tout temps aussi sociologique que topographique, le plateau accueillant les familles les plus riches (mis à part le quartier ouvrier de Saint-Jean-Baptiste) alors que les classes laborieuses et défavorisées habitaient principalement le bas de la ville, tant du côté sud (Cap-Blanc) que du côté nord (Saint-Roch, Saint-Sauveur et Limoilou).

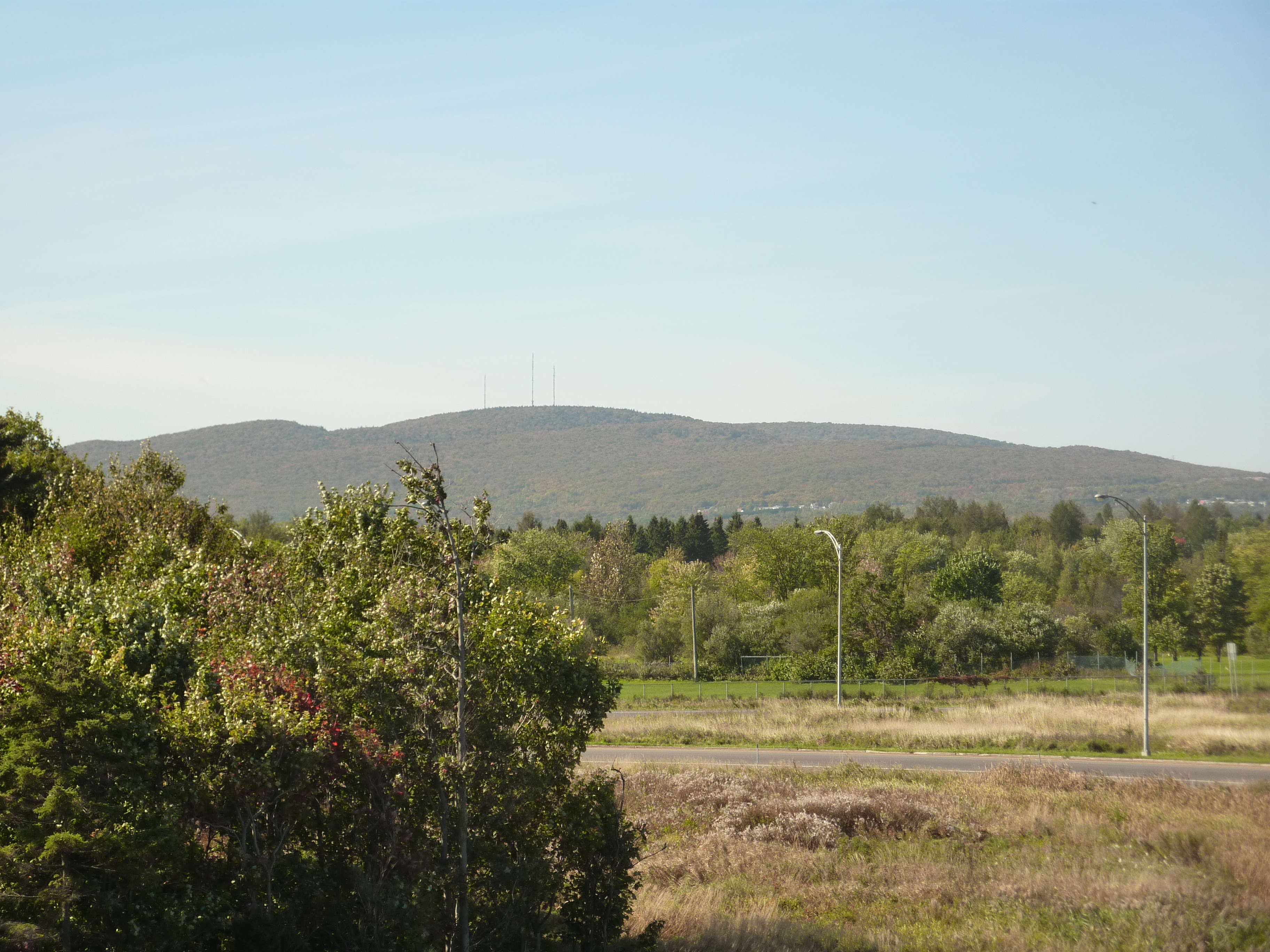
Le Mont Bélair, un des points culminants de la ville.

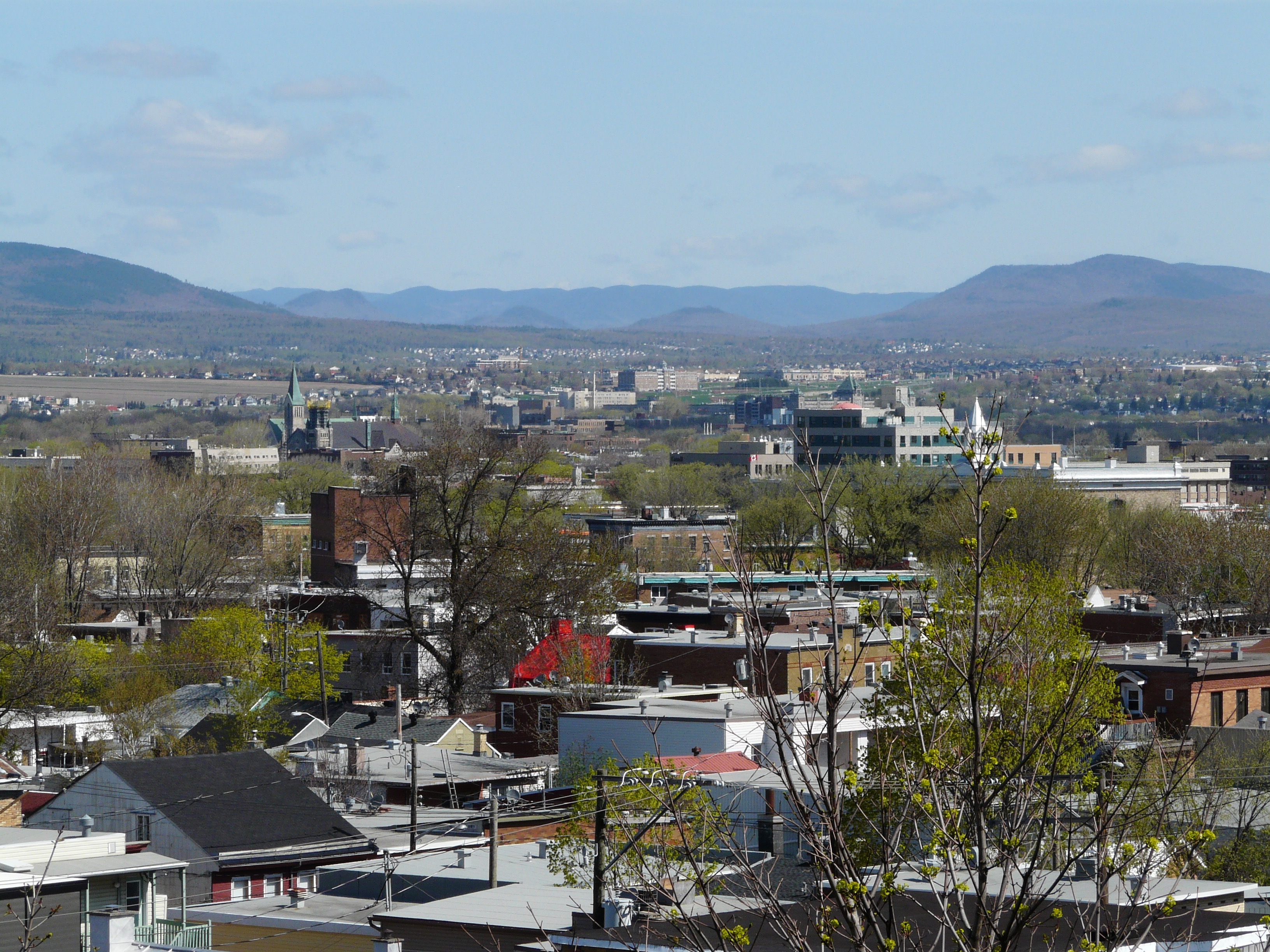
Vue de la vallée de la rivière Montmorency depuis la colline de Québec.

| Nom                        | Hauteur | Coordonnées                  |
| -------------------------- | ------- | ---------------------------- |
| Montagne des Trois Sommets | 572 m   | 46° 56′ 36″ N, 71° 14′ 53″ O |
| Mont Bélair                | 485 m   | 46° 49′ 23″ N, 71° 29′ 38″ O |
| Mont Brillant              | 447 m   | 46° 53′ 58″ N, 71° 26′ 50″ O |
| Montagne des Ormes         | 420 m   | 46° 56′ 00″ N, 71° 17′ 39″ O |
| Mont Roland-J.-Auger       | 340 m   | 46° 50′ 49″ N, 71° 28′ 21″ O |
| Mont Irma-LeVasseur        | 322 m   | 46° 54′ 05″ N, 71° 20′ 15″ O |
| Mont des Épinettes noires  | 368 m   | 46° 54′ 58″ N, 71° 16′ 23″ O |
| Colline de Québec          | 105 m   | 46° 46′ 19″ N, 71° 18′ 07″ O |

### Cours d’eau

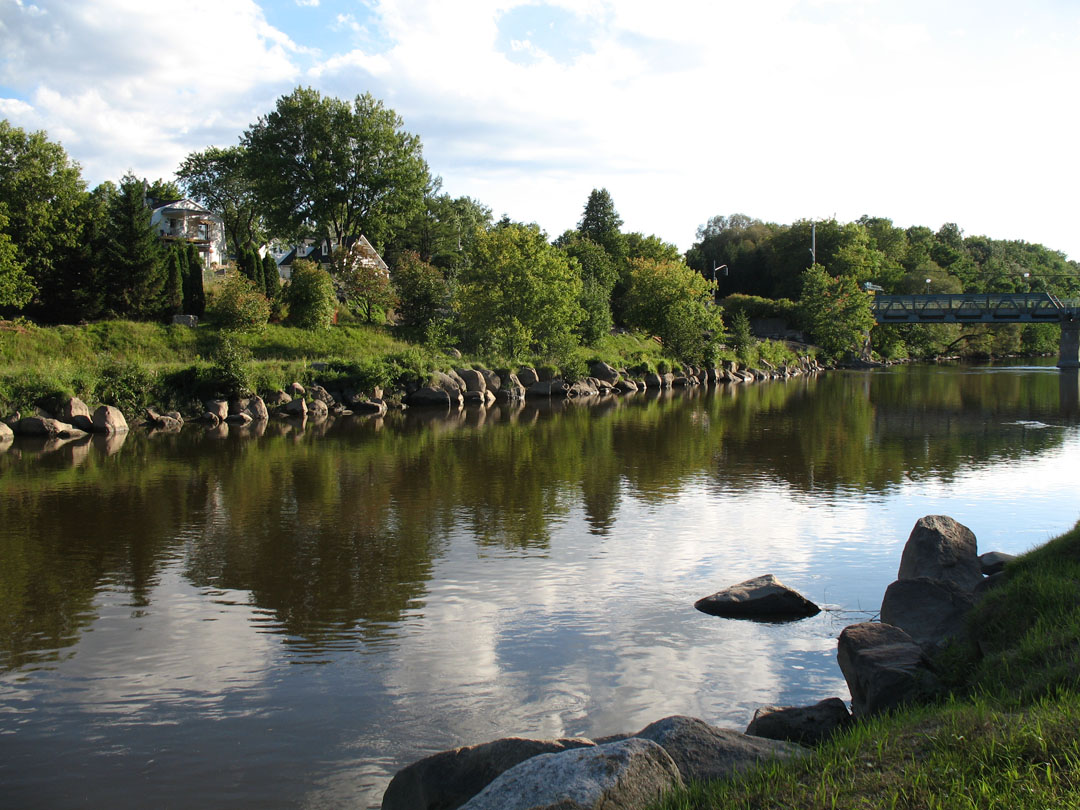
La rivière Saint-Charles.

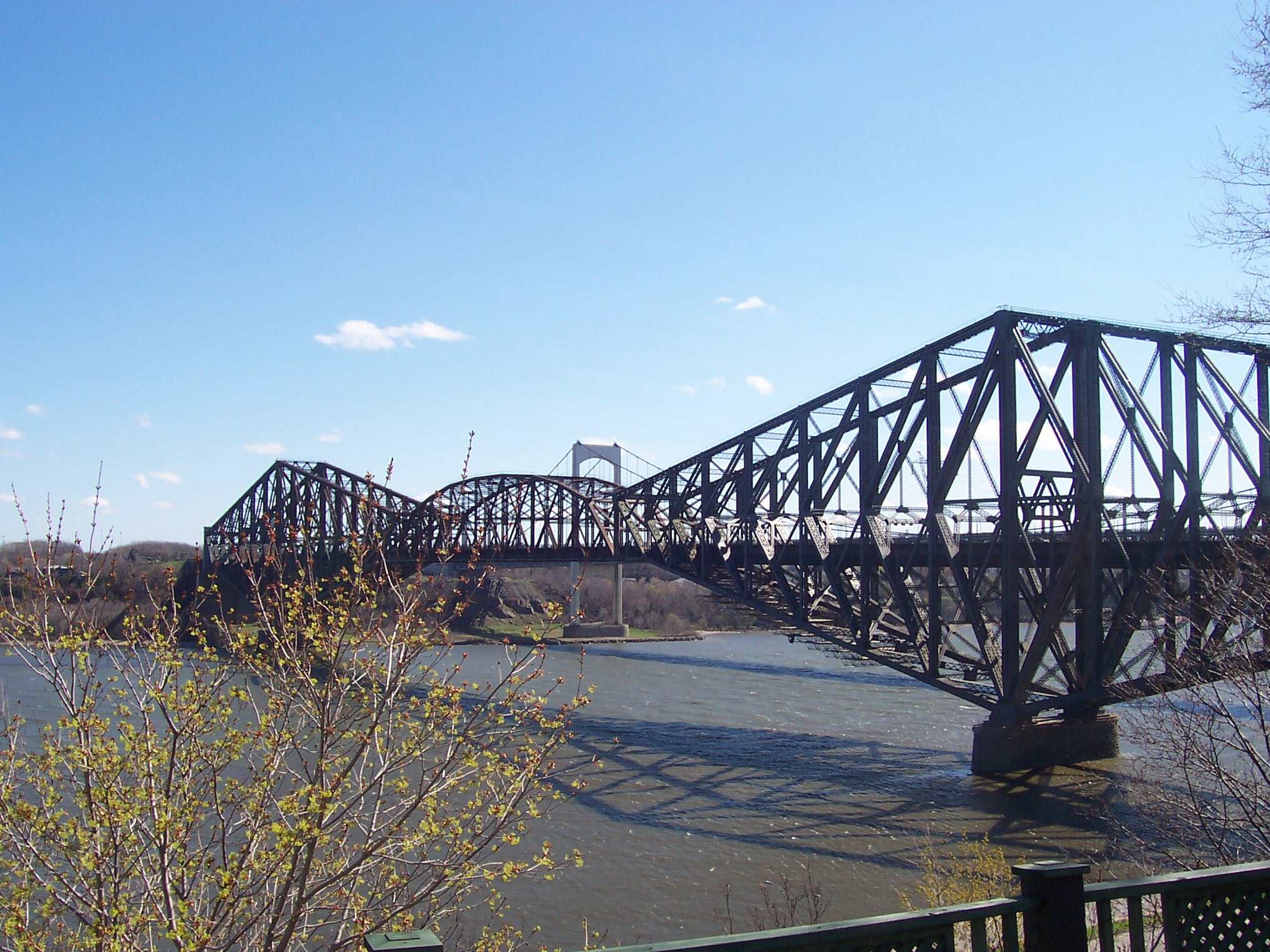
Le pont de Québec surplombant le fleuve Saint-Laurent.

Plusieurs cours d’eau touchent le territoire de Québec. La vie de la ville a été en premier lieu façonnée par la présence du fleuve Saint-Laurent, particulièrement sur le plan économique puisqu’il permettait l’établissement d’un port commercial et touristique important. L’aménagement des berges du fleuve pour y permettre un accès et un usage récréotouristique aux citoyens fait l’objet d’investissements majeurs et doit être complété pour le 400e anniversaire de la ville en 2008.
L’origine historique de la ville de Québec se situe au confluent du fleuve et de la rivière Saint-Charles, dont le bassin hydrographique couvre une bonne partie du territoire. Le bassin versant de la rivière Saint-Charles est d’ailleurs le plus densément peuplé au Québec. De nombreux autres ruisseaux, petits lacs et rivières complètent l’irrigation de la ville, dont les trois plus importantes sont la rivière Beauport, la rivière du Cap Rouge et la rivière Montmorency. Cette dernière forme les chutes Montmorency, les plus importantes chutes québécoises, juste avant son embouchure dans le fleuve.

### Parcs et jardins

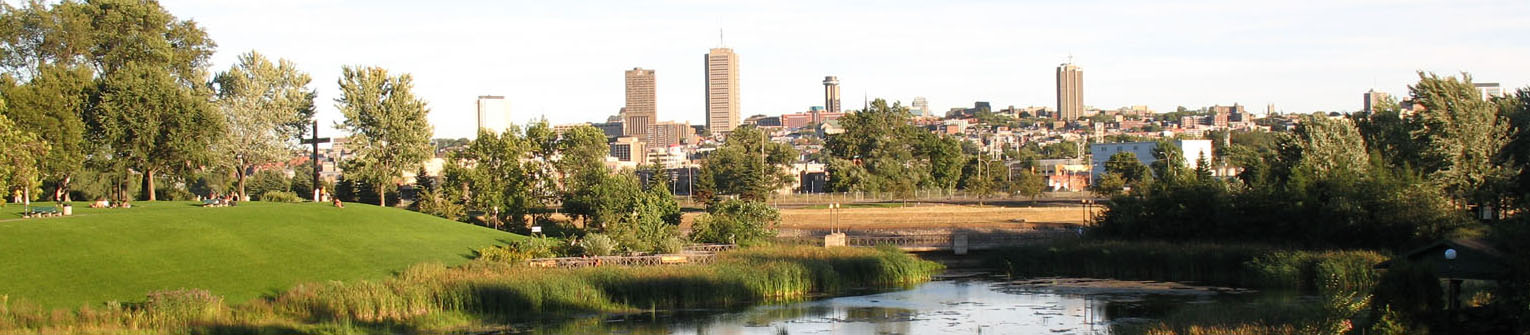
Vue panoramique du centre-ville de Québec, depuis le parc Cartier-Brébeuf et la rivière Saint-Charles.

Québec possède de nombreux parcs et jardins sur son territoire. Il en existe plus d’une centaine, entre autres, les Plaines d’Abraham, le Bois-de-Coulonge, les berges de la rivière Saint-Charles, le parc de la Chute-Montmorency, le parc de l'Amérique-Latine et la Promenade Samuel-De Champlain sur les rives du fleuve Saint-Laurent inaugurée en juin 2008. Elle constitue le don du gouvernement du Québec à sa Capitale-Nationale pour son 400e anniversaire de fondation.

### Climat

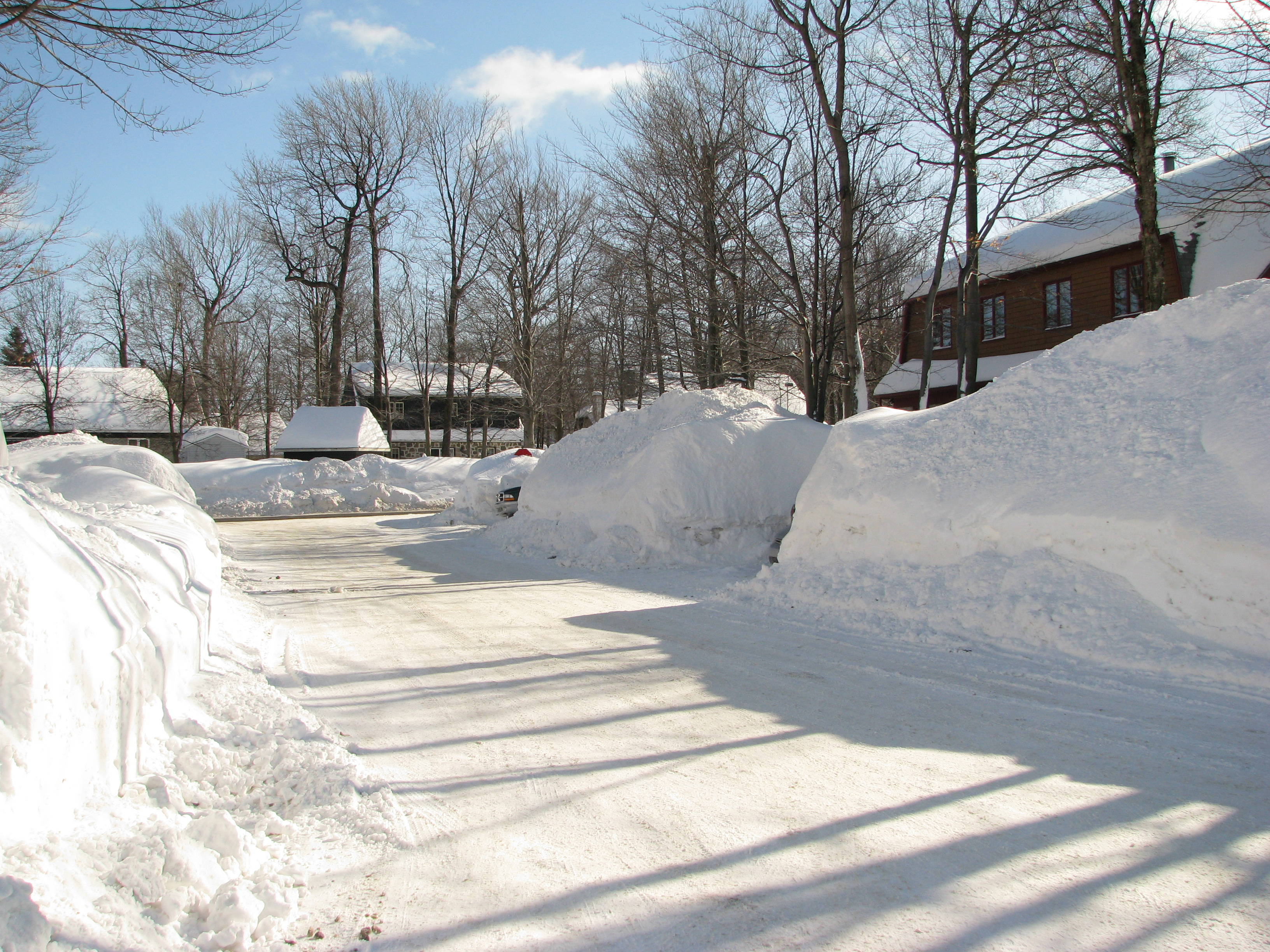
Hiver québécois.

Avec un cumul annuel de précipitations s'élevant à 1 230 mm, la ville de Québec se situe dans la zone climatique continentale humide de la province qui appartient par conséquent au domaine tempéré. Son climat est d'influence plus océanique que celui de Montréal, plutôt géré par les Grands-Lacs. Il se caractérise aussi par quatre saisons bien définies. L'écart moyen annuel des températures est de 32 °C, -12,8 en janvier, +19,2 en juillet (moyenne jour/nuit). Les étés sont chauds et humides, avec des maximums pouvant atteindre 35 °C (lors des journées chaudes d'été le taux d'humidité rend la chaleur plus intense) et les hivers très froids, avec des minimums pouvant atteindre −35 °C et d'abondantes chutes de neige. La plus haute température, soit 38,6 °C, a été observée le 15 juillet 2013 à la station météorologique de Beauport. La plus basse a été observée le 14 janvier 2015 avec −36,7 °C. Dans la banlieue nord de la ville et en Beauce, sur la rive sud du fleuve, régions beaucoup plus abritées du vent soufflant fréquemment dans la vallée du Saint-Laurent, la température peut descendre exceptionnellement à −45 °C et monter à 35 durant la belle saison, passant la barre des 30 °C jusqu'à vingt fois par été alors que la ville voit cette marque brisée de quinze fois durant la saison estivale, l'aéroport situé en banlieue l'atteignant cinq fois en moyenne. En effet, c'est dans ces mêmes régions, éloignées du fleuve qu'on peut voir le thermomètre s'emballer et pousser souvent le mercure à 8 °C de plus qu'au centre-ville (printemps), lorsque la vallée du Saint-Laurent est balayée par les vents du nord-est. Ils amènent de l'air froid provenant du golfe Saint-Laurent où les eaux sont jusqu'à 15 °C plus froides que celles du fleuve entre Montréal et l'île d'Orléans, à l'est de Québec. Les météorologues décrivent souvent les températures ressenties à Québec en tenant compte des indices de refroidissement éolien et humidex. Le refroidissement éolien le plus intense fut atteint le 12 février 1967, avec -52,4. Quant à l'humidex le plus élevé, celui-ci a atteint la valeur de 49,3 le 1er août 1975 et 50 le 2 juillet 2002. Entre les deux saisons, il y a l'automne et le printemps, avec des pluies fréquentes et quelques chutes de neige.

#### Été
En été, le temps est généralement ensoleillé mais lorsque l'air est chaud et humide, il se déclenche des orages violents lors du passage de fronts froids.

#### Hiver

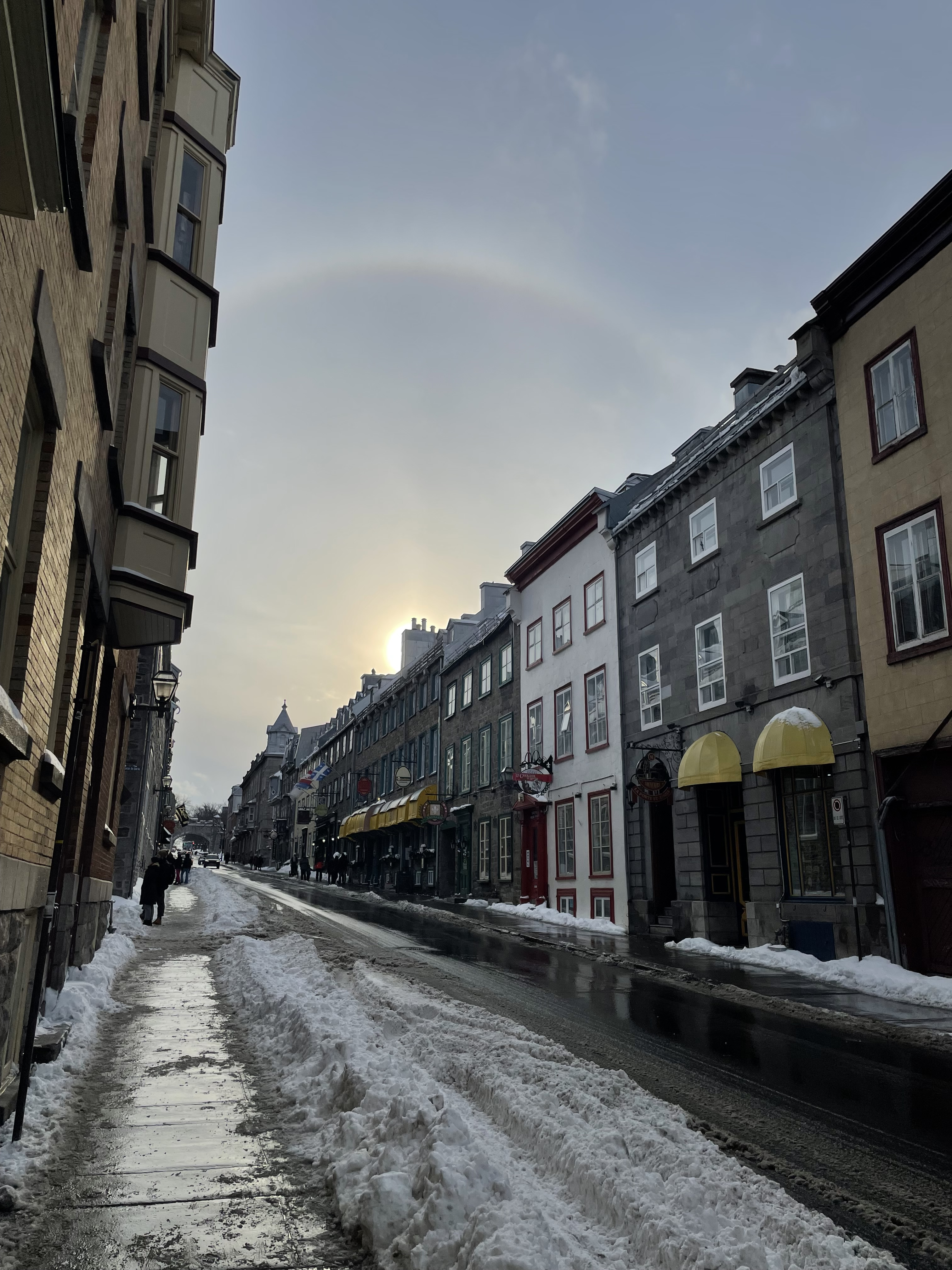
Le Vieux Québec, sous la neige.

Les premières neiges arrivent en général en octobre ou novembre, et l'enneigement continu débute habituellement à partir et aux alentours du 22 novembre, pour se terminer vers le 16 avril (données Environnement Canada). Pendant l'hiver 2006-2007, Québec a connu de longues périodes de températures bien au-dessus des moyennes et n'a commencé son enneigement continu qu'à partir de la mi-janvier. À l'hiver 2015-2016, le froid a montré les dents qu'à partir du 15 février, mais a perduré jusqu'à la fin avril, décembre 2015 tout comme septembre de la même année ayant été les plus chauds en un siècle. À l'inverse, l'hiver 2007-2008 a vu l'augmentation du nombre de tempêtes de neige et le record de précipitations de neige a été battu, avec plus de 550 cm reçus. Une des tempêtes hivernales les plus remarquables qui a frappé Québec est celle de mars 1971 et a été surnommée « la tempête du siècle ». Elle a vu une réplique l'année suivante, les 22 et 23 mars 1972, cette dernière n'ayant pas touché le sud du Québec, elle est passée inaperçue chez les amateurs de statistiques. Dans les tempêtes mémorables, il ne faut pas oublier celle du 20 au 22 février 1997 (52 cm), du 16 décembre 2003 (55 cm), sans oublier les 3 et 16 décembre 2007 (43 cm chacune) et finalement les 8 et 9 mars 2008 avec ses 45 cm. Les trois dernières bordées mentionnées appartiennent à la fameuse saison 2007-2008 qui a vu Québec recevoir 558 cm de neige. La hauteur moyenne de neige au sol atteint généralement son maximum (80 cm en moyenne) vers la fin février, voire début mars. La couche la plus épaisse atteignit 165 cm le 23 février 1976.
| Mois                                  | jan.       | fév.       | mars      | avril      | mai       | juin      | jui.      | août      | sep.      | oct.      | nov.       | déc.       | année           |
| ------------------------------------- | ---------- | ---------- | --------- | ---------- | --------- | --------- | --------- | --------- | --------- | --------- | ---------- | ---------- | --------------- |
| Température minimale moyenne (°C)     | −17,7      | −15,6      | −9,4      | −1         | 5,4       | 10,5      | 13,5      | 12,5      | 7,5       | 2         | −4,2       | −12,8      | −0,8            |
| Température moyenne (°C)              | −12,8      | −10,6      | −4,6      | 3,7        | 11,2      | 16,4      | 19,3      | 18,1      | 12,7      | 6,6       | −0,7       | −8,6       | 4,2             |
| Température maximale moyenne (°C)     | −7,9       | −5,6       | 0,2       | 8,3        | 17        | 22,3      | 25        | 23,6      | 17,9      | 11,1      | 2,9        | −4,2       | 9,2             |
| Record de froid (°C) date du record   | −36,7 1890 | −36,1 1962 | −30 1950  | −18,9 1954 | −7,8 1947 | −1,3 2020 | 3,9 1969  | 2,2 1965  | −4,8 1980 | −10 1959  | −26,1 1875 | −35,6 1917 | −36,7 10/1/1890 |
| Record de chaleur (°C) date du record | 17,7 1996  | 12 2000    | 18,3 2012 | 29,9 1990  | 33,1 2020 | 34,4 1947 | 36,1 1953 | 35,6 1876 | 33,9 1947 | 28,3 1949 | 22,9 1999  | 15 1951    | 36,1 17/7/1953  |
| Ensoleillement (h)                    | 98,9       | 121,2      | 152       | 170,6      | 211,1     | 234,7     | 252,3     | 232       | 163       | 122       | 76,6       | 81,9       | 1 916,3         |
| Précipitations (mm)                   | 86,6       | 74,5       | 76,1      | 83,5       | 115,9     | 111,4     | 121,4     | 104,2     | 115,5     | 98,3      | 102,5      | 99,9       | 1 189,7         |
| dont neige (cm)                       | 71,9       | 63,6       | 46,4      | 13,2       | 0         | 0         | 0         | 0         | 0         | 3,2       | 32,7       | 72,4       | 303,4           |
| Nombre de jours avec précipitations   | 17,1       | 14,3       | 13,4      | 12,1       | 15,4      | 13,4      | 13,5      | 13,4      | 13,4      | 14,4      | 16         | 18,5       | 174,9           |
| Humidité relative (%)                 | 67,8       | 64,6       | 60,7      | 55,9       | 51,6      | 56        | 59,1      | 59,1      | 61,8      | 63,1      | 70,4       | 73,2       | 61,9            |
| Nombre de jours avec neige            | 16,3       | 13,2       | 10,5      | 4,3        | 0,13      | 0         | 0         | 0         | 0         | 1         | 8,1        | 16,6       | 70,1            |

| Diagramme climatique                                  |               |             |           |            |               |             |               |              |           |              |               |
| J                                                     | F             | M           | A         | M          | J             | J           | A             | S            | O         | N            | D             |
| −7,9−17,786,6                                         | −5,6−15,674,5 | 0,2−9,476,1 | 8,3−183,5 | 175,4115,9 | 22,310,5111,4 | 2513,5121,4 | 23,612,5104,2 | 17,97,5115,5 | 11,1298,3 | 2,9−4,2102,5 | −4,2−12,899,9 |
| Moyennes : • Temp. maxi et mini °C • Précipitation mm |               |             |           |            |               |             |               |              |           |              |               |

## Démographie

Revenu moyen brut des résidents de plus de 15 ans (par quartier)
30 - 35 000 $
35 - 40 000 $
40 - 45 000 $
45 - 50 000 $
50 - 55 000 $
Plus de 55 000 $

Québec compte une population de 549 459 habitants tel qu'évalué lors du recensement canadien de 2021, la plaçant deuxième ville la plus populeuse du Québec, après Montréal et avant Laval, et douzième au pays, après Surrey et avant Halifax. 
| 1608 | 1666 | 1681  | 1754  | 1790   | 1825   |
| ---- | ---- | ----- | ----- | ------ | ------ |
| 28   | 547  | 1 345 | 8 000 | 14 000 | 22 101 |

| 1851   | 1861   | 1871   | 1881   | 1891   | 1901   |
| ------ | ------ | ------ | ------ | ------ | ------ |
| 42 052 | 51 109 | 76 593 | 80 249 | 80 546 | 88 615 |

| 1911    | 1921    | 1931    | 1941    | 1951    | 1956    |
| ------- | ------- | ------- | ------- | ------- | ------- |
| 102 214 | 122 698 | 168 249 | 199 588 | 245 742 | 279 521 |

| 1961    | 1966    | 1971    | 1976    | 1981    | 1986    |
| ------- | ------- | ------- | ------- | ------- | ------- |
| 321 917 | 372 373 | 408 440 | 429 757 | 434 980 | 440 598 |

| 1991    | 1996    | 2001    | 2006    | 2011    | 2016    |
| ------- | ------- | ------- | ------- | ------- | ------- |
| 461 894 | 473 569 | 476 330 | 491 142 | 516 622 | 531 902 |

| 2021    | - | - | - | - | - |
| ------- | - | - | - | - | - |
| 549 459 | - | - | - | - | - |

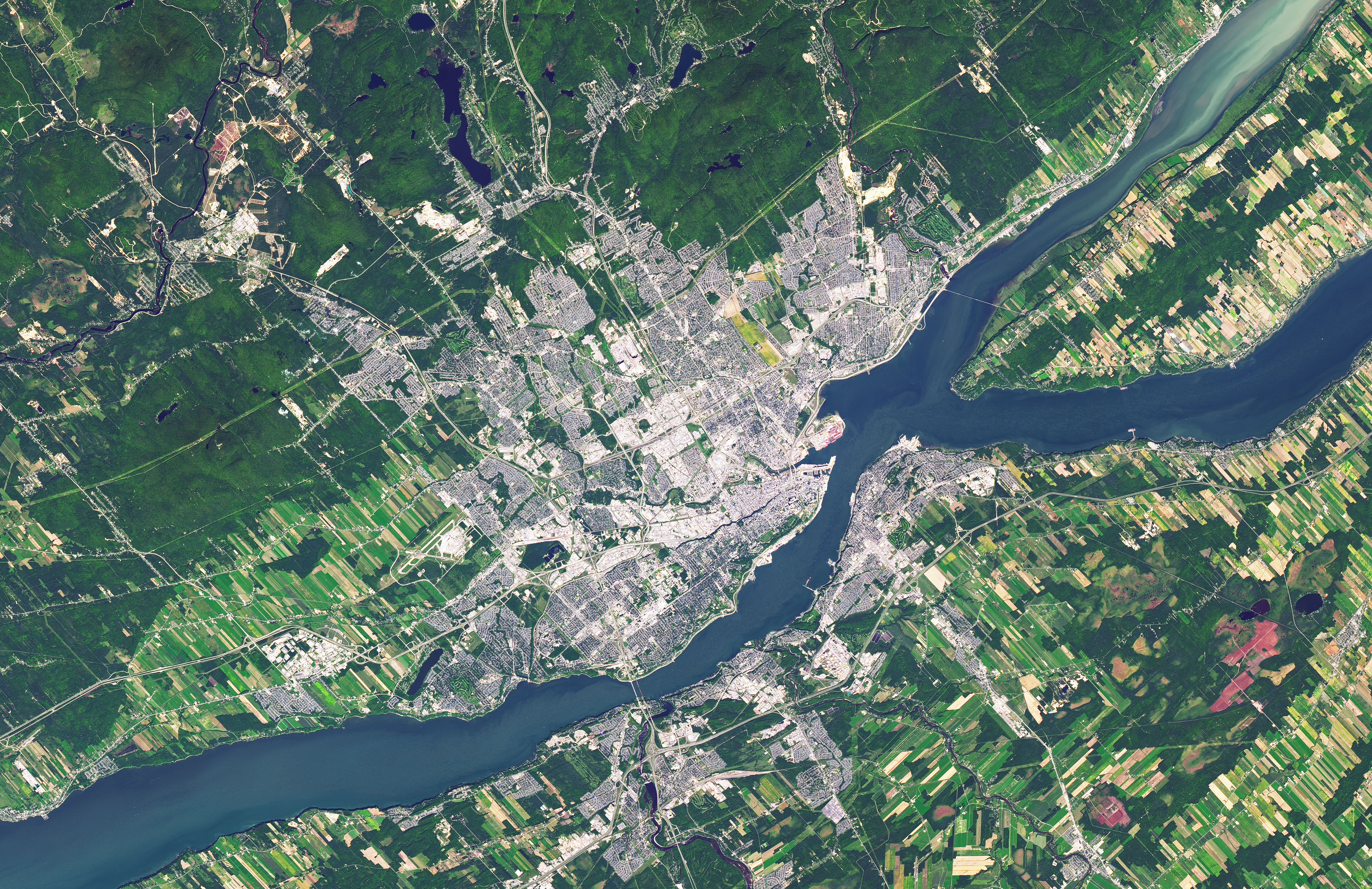
Vue satellite (2016) : Québec et Lévis de part et d'autre du fleuve Saint-Laurent, et la pointe ouest de l’Île d’Orléans.

L'augmentation de la population de la ville a été de 3,3 % entre 2016 et 2021, comparativement à 3,0 % entre 2011 et 2016.
La population de la division de recensement de Québec, comprenant la ville de Québec, L'Ancienne-Lorette, Saint-Augustin-de-Desmaures, Wendake et Notre-Dame-des-Anges, est de 588 577 habitants selon le recensement de 2021, en augmentation de 3,3 % depuis 2016.
La population de la région métropolitaine de recensement (légèrement plus étendue que la Communauté métropolitaine de Québec) atteint 839 311 hab. en 2021, en augmentation de 4,1 % sur 2016.
Selon le recensement de 2006, les habitants se définissaient eux-mêmes comme non-immigrants à 95 % (22 775 membres de minorités visibles sur 516 015 répondants), de langue maternelle française à moins de 96 % (498 645 sur 516 010 répondants). De plus, la proportion d’immigrants est la deuxième plus élevée au Québec,.
Québec est considérée comme une ville sécuritaire ; selon des chiffres de 2007 il s'y commet en moyenne six meurtres par année, une moyenne inférieure à celle des autres villes canadiennes de population comparable. Alors que les années 1990 voient un pic d'occurrences de meurtres causé par les affrontements entre bandes de « motards criminalisés » au Québec, en 2007, aucun homicide n'est enregistré sur le territoire de la ville.

### Avant fusion
Selon le recensement de 2001, avant la fusion, la ville de Québec était composée de 169 076 habitants.
La Communauté-Urbaine-de-Québec était découpée comme suit: 
| Municipalité                | Population (2001) |
| --------------------------- | ----------------- |
| Beauport                    | 72 813            |
| Cap-Rouge                   | 13 700            |
| Charlesbourg                | 70 310            |
| Lac-Saint-Charles           | 8 912             |
| L'Ancienne-Lorette          | 15 929            |
| Loretteville                | 13 737            |
| Notre-Dame-des-Anges        | 409               |
| Québec                      | 169 076           |
| Saint-Augustin-de-Desmaures | 15 727            |
| Sainte-Foy                  | 72 547            |
| Saint-Émile                 | 10 940            |
| Sillery                     | 11 909            |
| Val-Bélair                  | 21 332            |
| Vanier                      | 11 054            |
| Wendake                     | 1 555             |

### Francophonie
Selon le recensement de 2016, 94,9 % de la population de la ville de Québec a comme langue maternelle le français.
La ville de Québec est aussi considérée comme le berceau de la civilisation française en Amérique. La culture francophone y est présente continuellement depuis le XVIIe siècle. La culture francophone de la ville est considérée comme un trait identitaire propre à la localité,.

### Anglophones
Bien implantée dans la ville après la Conquête, la population anglophone de Québec a chuté après la création du Canada en 1867. Au recensement de 2006 les anglophones de la ville de Québec représentaient 1,46 % de la population.

### Allophones
La population totale de la ville de Québec est comparable à celle des allophones dans la ville de Montréal.
En 2014, plus de 2 000 élèves des écoles de Québec ne connaissaient pas le français et étaient en processus de francisation.

### Communauté LGBT
On retrouve à Québec un festival annuel de la communauté LGBT locale, la fin de semaine Fierté de Québec. De plus on retrouve plusieurs associations LGBT telle l’association Alliance Arc-en-ciel de Québec,.

## Infrastructures
Voici quelques infrastructures à Québec :
- 315 km de voies cyclables
- 200 km de sentiers pédestres
- 63 piscines dont 21 intérieures
- 52 jeux d'eau
- 150 terrains de soccer et 4 stades couverts
- 70 terrains de basketball
- 50 terrains de pétanque
- 45 terrains de baseball
- 35 parcs avec terrains de tennis
- 35 terrains de volley-ball de plage
- 25 aires de planche à roulettes
- 12 terrains de football
- 6 sites de vélocross (BMX)[118].

### Réseau routier et accès routier

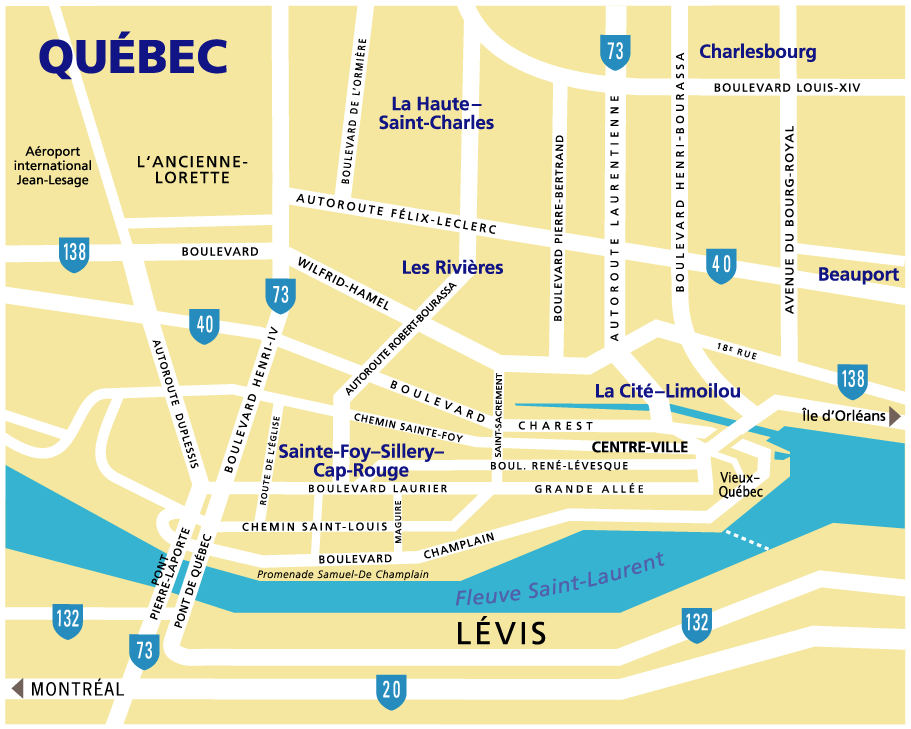
Carte du réseau routier de Québec.

Québec possède un réseau routier très développé si on la compare aux autres villes de sa taille, voire plus grandes.
La route transcanadienne, l'autoroute 20, passe au sud de la ville, en passant notamment au sud de Lévis. L'autoroute 73 est une autoroute très importante de la ville, car non seulement elle est le principal lien entre l'autoroute 20 et la ville de Québec via le pont Pierre-Laporte, mais elle est aussi l'autoroute de contournement de la ville, avec l'autoroute 40.

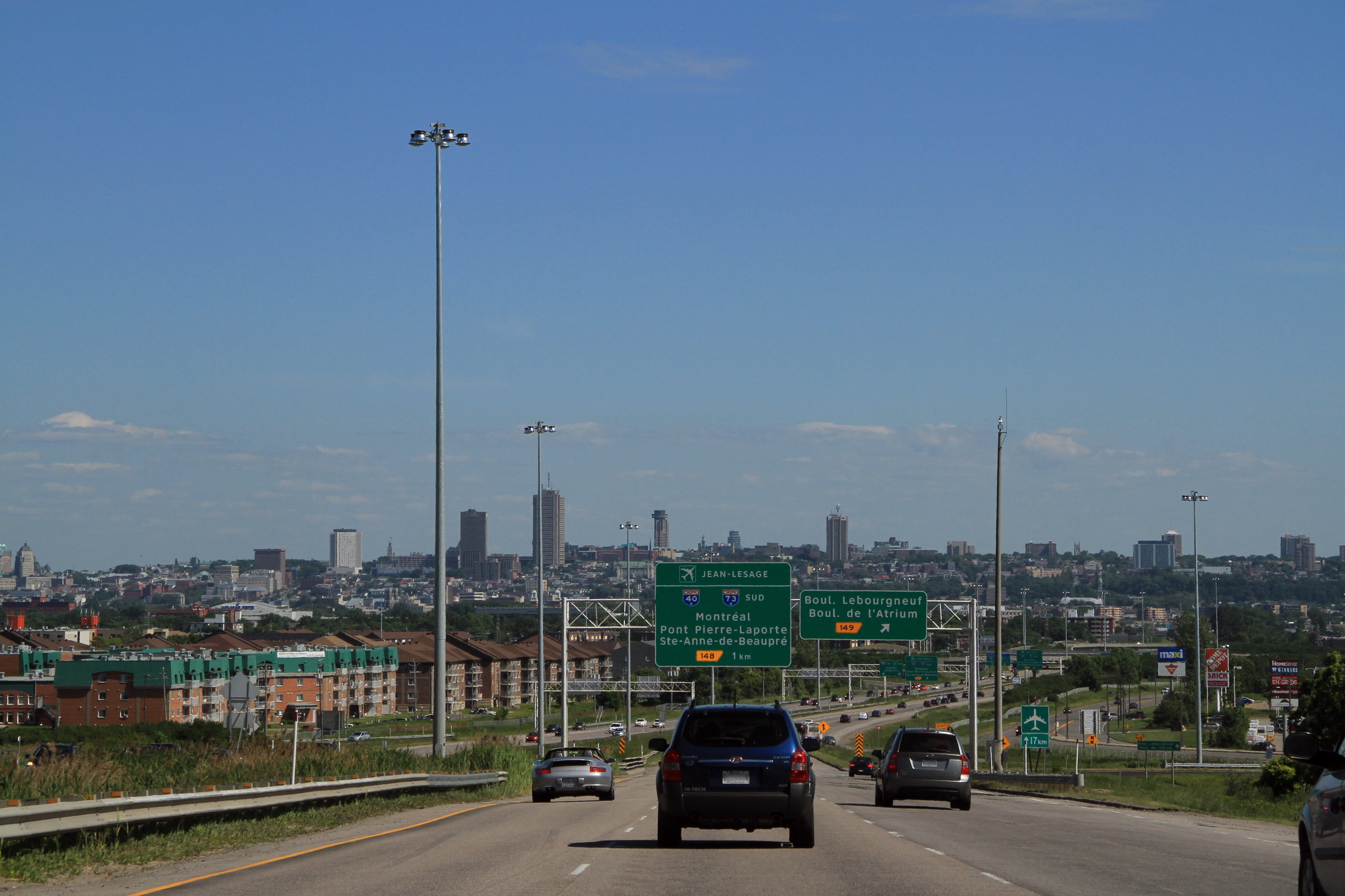
La Haute-Ville vue de l'autoroute Laurentienne.

L'autoroute 73 est nommée l'autoroute de la Capitale et l'autoroute Henri IV, et est particulièrement congestionnée aux heures de pointes. L'autoroute 40 est aussi une autoroute importante, contournant Québec par le nord, et étant un des 2 principaux accès vers Montréal. De plus, on y trouve l'autoroute 573 vers Val-Bélair, l'autoroute 540 (l'autoroute Duplessis), l'autoroute 440, reliant la 40 et la 73 au centre-ville de Québec (autoroute Charest, autoroute Dufferin Montmorency) et l'autoroute 740 (autoroute Robert-Bourassa). On y trouve aussi de nombreuses artères et rues principales, soit le boulevard Laurier (route 175), le boulevard Charest, le boulevard Champlain (route 136), la Grande Allée, le chemin Sainte-Foy, le boulevard Henri-Bourassa, l'avenue Saint-Sacrement, les boulevards Wilfrid-Hamel et Sainte-Anne (route 138), le boulevard Pierre-Bertrand (route 358) et le boulevard René-Lévesque.
Québec est liée par les autoroutes 20 et 40 jusqu'à Montréal, la 20 sur la rive-sud du Saint-Laurent passant par Drummondville, et la 40 passant par la rive nord et par Trois-Rivières. La 20 vers l'est relie Québec à Rivière-du-Loup, Rimouski, au Nouveau-Brunswick et à la Gaspésie. De plus, l'autoroute 73 vers le sud rejoint Saint-Georges (situé 104 kilomètres de Québec) et Chaudière-Appalaches, et la 73 vers le nord relie Québec à Saguenay (situé 211 kilomètres de Québec). La route 138 vers l'est relie Québec à Charlevoix, à la Côte-Nord, à Baie-Saint-Paul, à Tadoussac, à Baie-Comeau et à Sept-Îles.

### Transport en commun

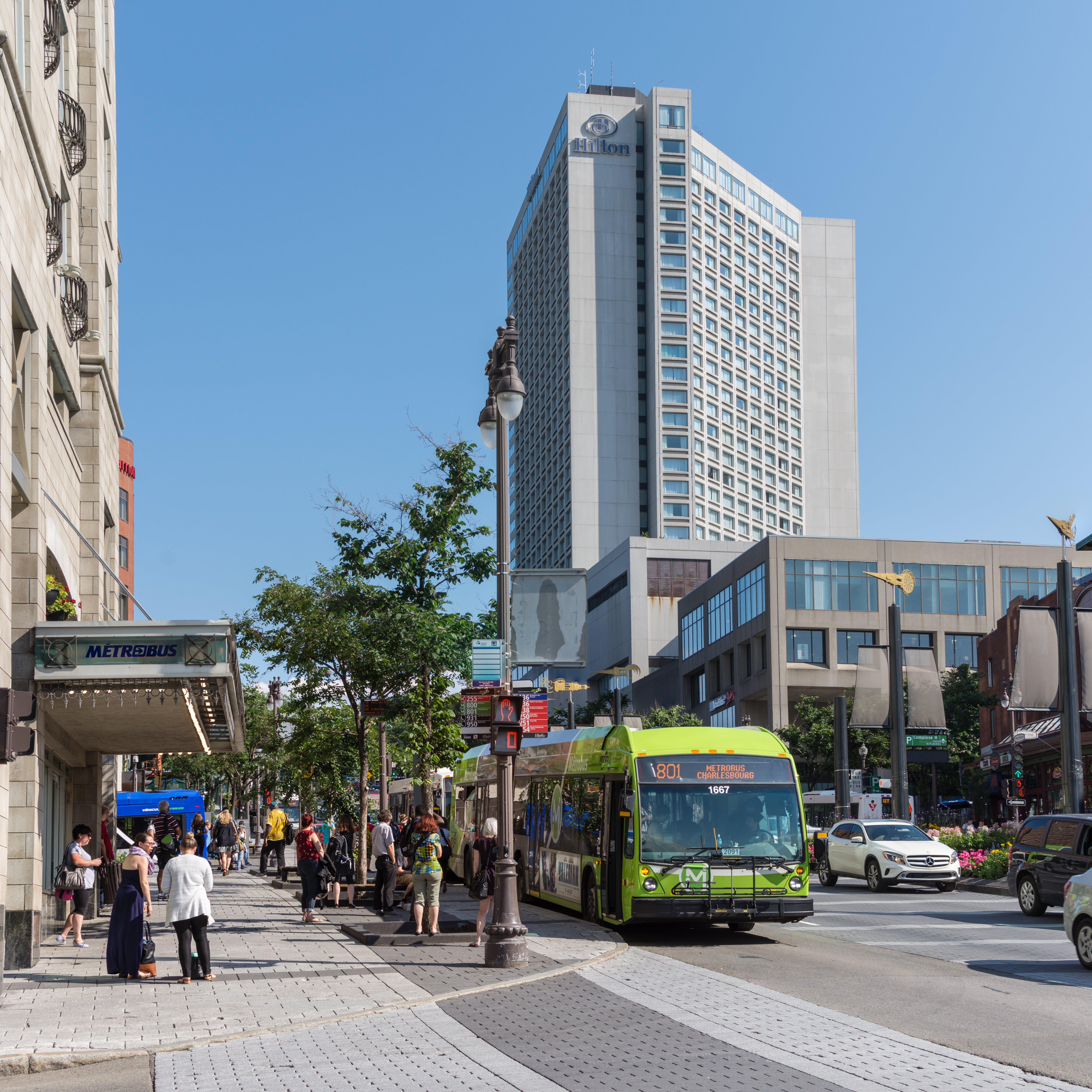
Un Métrobus du RTC sur l'avenue Honoré-Mercier.

Le Réseau de transport de la Capitale (communément appelé RTC) est l'organisme public responsable du transport en commun de l'agglomération de Québec. Il offre plus d'une centaine de parcours, transigeant par huit terminus, avec plus de 600 autobus dont quelques autobus hybrides. Il est le troisième réseau de transport en commun en importance au Québec, après celui de Montréal et des banlieues de Montréal. Le RTC possède le plus grand garage d'autobus en Amérique du Nord.
Plusieurs projets animent le réseau, dont l'ajout de la carte à puce comme système de perception monétaire à l'automne 2008 et la mise en place progressive de 62 autobus articulés sur les parcours à haute fréquence. RTC Nomade a également été déployé afin de permettre le suivi des autobus en direct avec des écrans d'information à l'intérieur des autobus, sur l'application mobile et sur des écrans aux arrêts achalandés.
Un projet de tramway de 19 km est présentement en phase de conception pour la Capitale, misant sur le potentiel structurant et l'augmentation de la capacité du service de transport en commun. Le projet de réseau structurant est celui du Plan Cité, sa mise en service est prévue pour 2030. Québec avait un tramway entre 1865 et 1948.

### Train

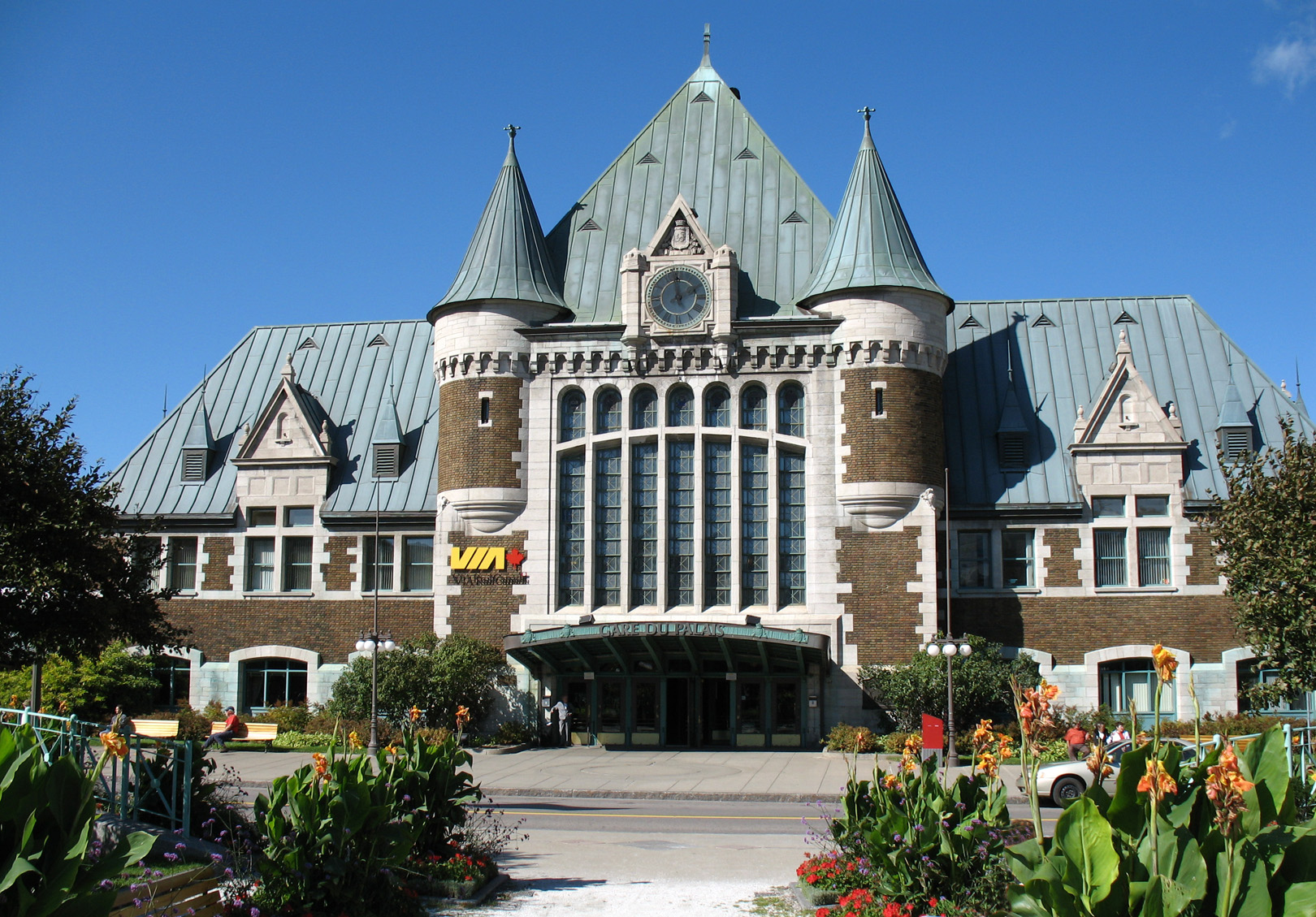
Gare du Palais de Québec.

Québec fait partie du corridor Québec-Windsor du service de train assuré par Via Rail, une société du gouvernement fédéral. La Gare du Palais sert de terminus central et est présentée comme une œuvre architecturale.

### Aéroport international
La ville de Québec est desservie par l’aéroport international Jean-Lesage, nommé ainsi en l'honneur de l'ancien premier ministre du Québec Jean Lesage. Les compagnies aériennes telles que Air Transat, Air Inuit, Air Canada, CanJet, Continental Airlines, Delta Air Lines, Porter Airlines, United Airlines, Sunwing Airlines, US Airways, WestJet Airlines et PAL Airlines y sont présentes. Cet aéroport sert également de base pour les avions-ambulances qui desservent l'Est et le Nord du Québec.
L'aérogare a subi des transformations majeures, grâce aux subventions de 65 millions de dollars accordées en 2006. Depuis, de nombreuses liaisons et de nouvelles compagnies aériennes se sont ajoutées. En 2008, l'aéroport a atteint le cap du million de passagers.
En 2015, un autre agrandissement débute et doit se terminer en 2018. L'objectif est de doubler la superficie de l'aérogare afin de pouvoir accueillir un centre de prédédouanement vers les États-Unis et de dépasser le cap des 2 millions de passagers en 2020.

### Port de Québec

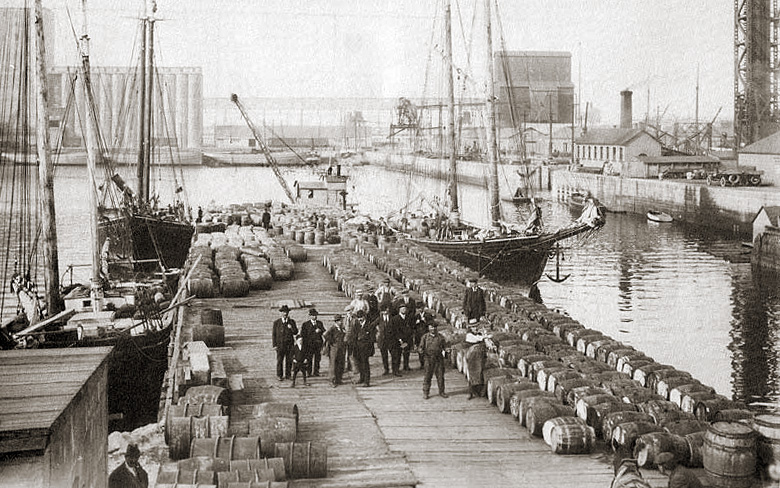
Le Port de Québec au XIXe siècle.

Le port de Québec est l'un des plus importants du Canada, pour ses nombreuses croisières qui y accostent et le transport de produits finis et en vrac. Environ 1,5 million de passagers, incluant les membres d'équipage, transitent par le port. Aussi, ce dernier possède des installations à vocation de divertissement, telles qu'une salle de spectacle en plein air, l'Agora du Vieux-Port, et la Baie de Beauport. Il est le troisième port le plus sollicité au Canada après ceux de Vancouver, en Colombie-Britannique et de Saint-Jean, au Nouveau-Brunswick. Aussi un projet de conteneurs est sur la table pour 2020.

## Organisation administrative

### Maire
Le maire de Québec est élu au suffrage universel. Le 7 novembre 2021, Bruno Marchand est élu maire de la ville avec une courte avance sur Marie-Josée Savard. Il entre en fonction le 14 novembre 2021.

### Conseil municipal

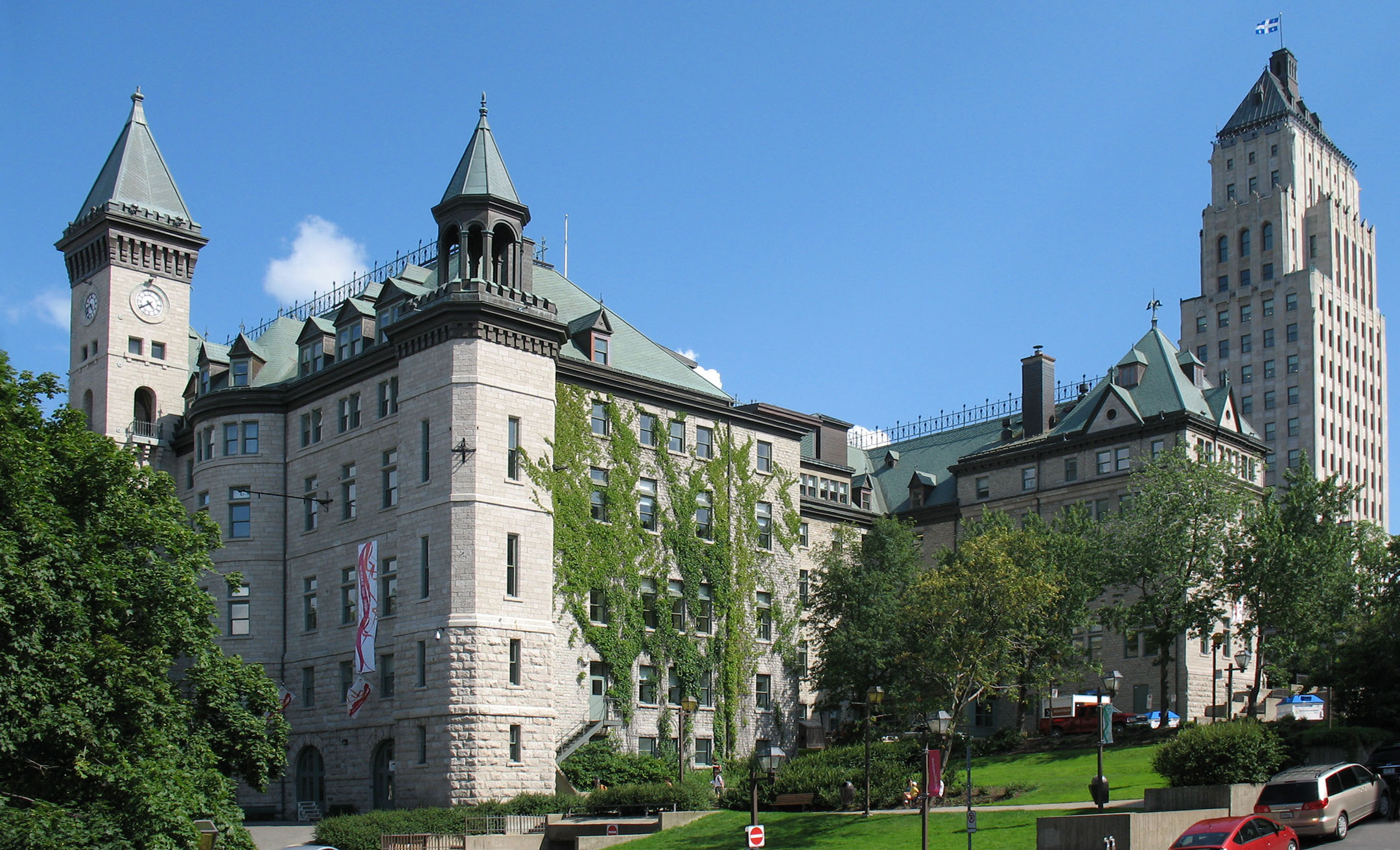
L'Hôtel de ville de Québec et l'Édifice Price.

Le conseil municipal de Québec se compose du maire et de 21 conseillers représentant chacun un district électoral. 

### Conseils d'arrondissement
La ville étant divisée en six arrondissements, les 21 conseillers siégeant au conseil municipal sont également membres du conseil de l'arrondissement dans lequel se trouve leur district électoral. Les conseils d'arrondissement ont des pouvoirs de nature locale sur le territoire de leur arrondissement. 

### Comité exécutif
Le comité exécutif est composé de neuf membres qui siègent à huis clos et dont la mission est de prendre certaines décisions liées au fonctionnement de la ville.

### Conseil d'agglomération
Le conseil de l'agglomération de Québec se réunit deux fois par mois pour s'entretenir des compétences et des responsabilités que la ville de Québec entretient avec les villes voisines de L'Ancienne-Lorette et Saint-Augustin-de-Desmaures.

### Histoire
À la fondation de Québec, ce sont les gouverneurs de Nouvelle-France qui assuraient la sécurité de la ville. Dès 1651, on voit apparaître les premiers agents de police dans les rues qui administrent alors les incendies et assurent la paix et la sécurité de la population.
En 1673, le gouverneur Frontenac établit une législation sur le service de police dans la ville de Québec. Après la conquête, un véritable service de police est formé le 2 mai 1873. Robert Henry Russell, auparavant officier de sa Majesté, est le premier chef.

### Partis politiques
En 2019, selon le Directeur général des élections du Québec, les partis politiques en activité dans la ville de Québec sont :
- Québec d'abord
- Équipe Priorité Québec
- Démocratie Québec
- Transition Québec
- Québec forte et fière
- Alliance citoyenne de Québec

### Réglementation
Les différentes instances décisionnelles de la Ville adoptent, en moyenne, environ 300 règlements chaque année (règlements d'emprunts, règlements d'urbanisme, etc.). Depuis février 2012, la Ville a mis en ligne un portail des règlements à la fine pointe de la technologie, qui permet notamment de chercher un règlement par année, par titre, par mots-clés, par instance, par thème, et même d'accéder à une version historique de ce règlement, ou encore aux différentes versions d'un même article, à des fins comparatives.

## Québec, la politique
Depuis 1872, la ville de Québec accueille au sein de la Citadelle de Québec la seconde résidence officielle des gouverneurs généraux du Canada. Ces résidences, sont des résidences officielles du Canada,.
La ville accueille aussi la résidence officielle du Premier ministre du Québec à l'intérieur de l'édifice Price depuis 2001 au 16e et au 17e étage.

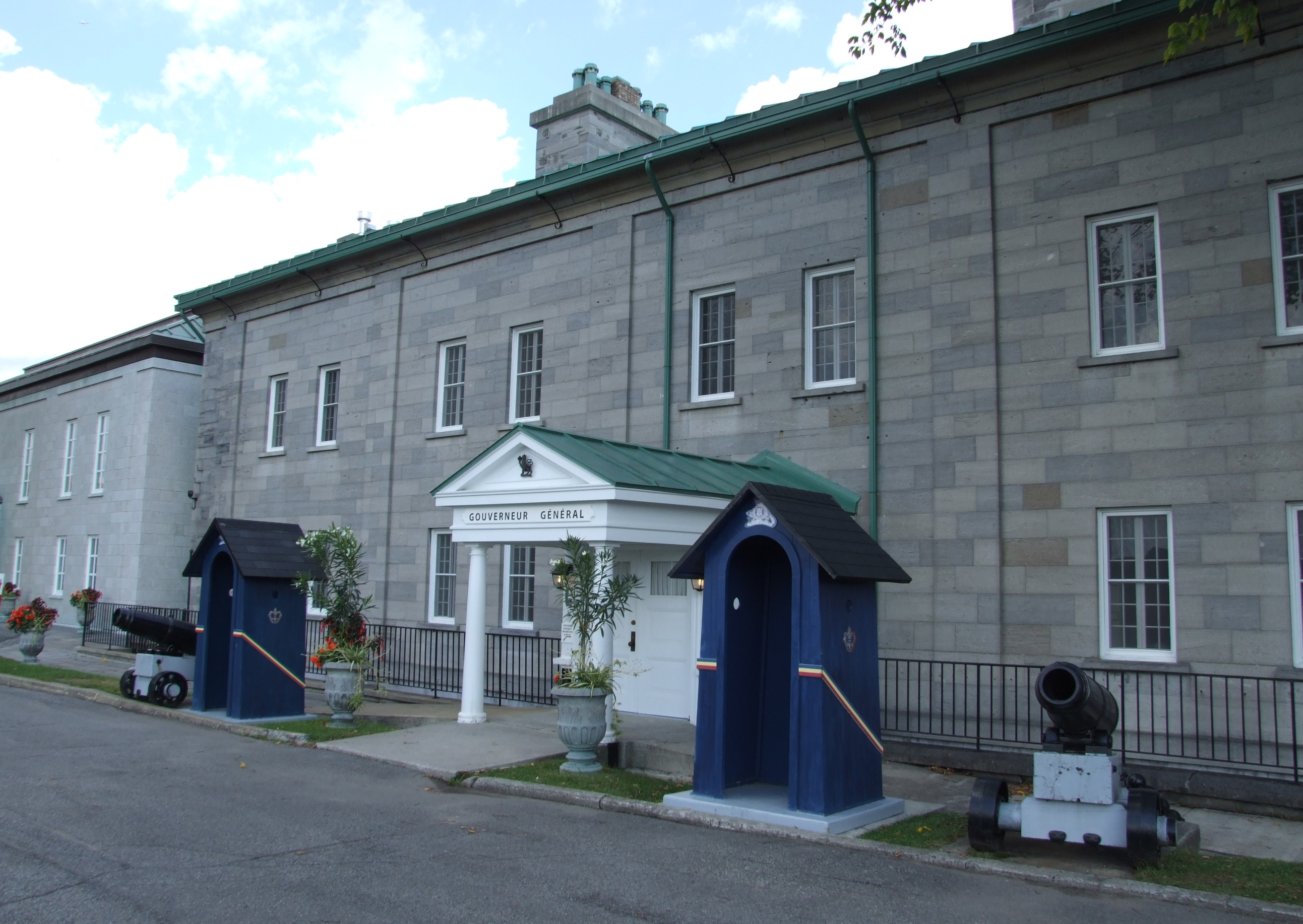
Résidence à Québec du Gouverneur général du Canada
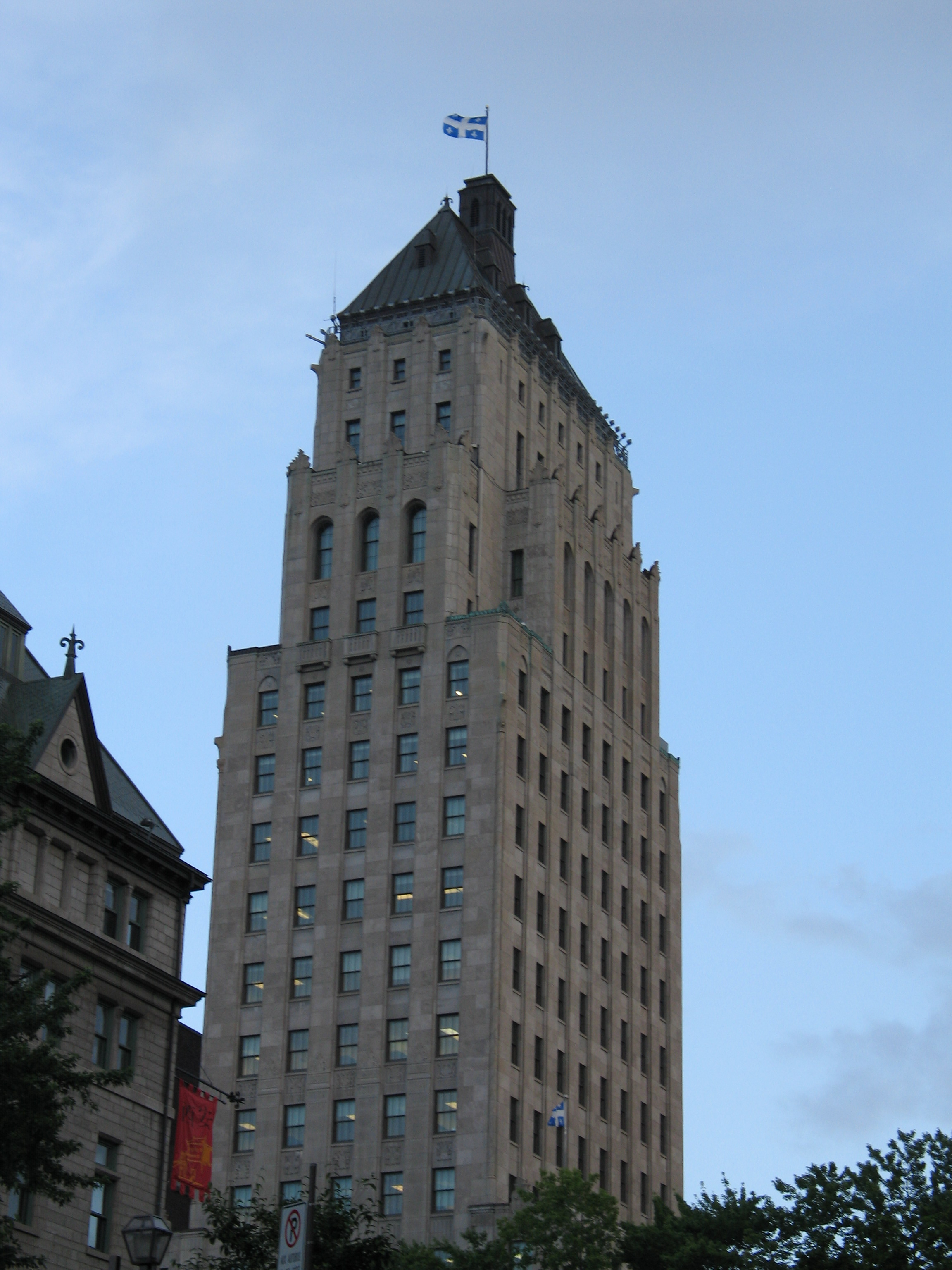
Édifice Price (résidence du premier ministre du Québec aux derniers étages)
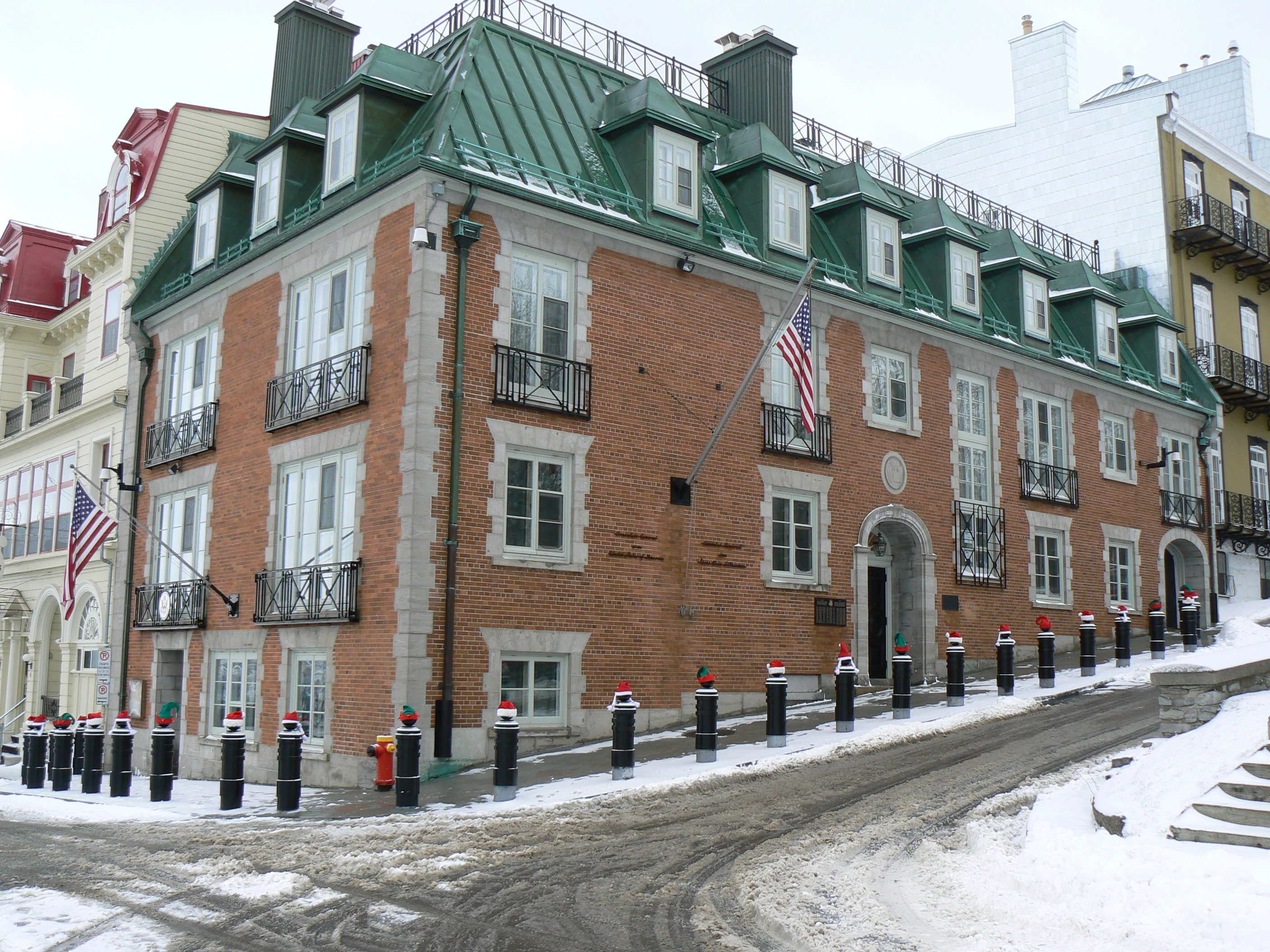
Consulat général des États-Unis à Québec
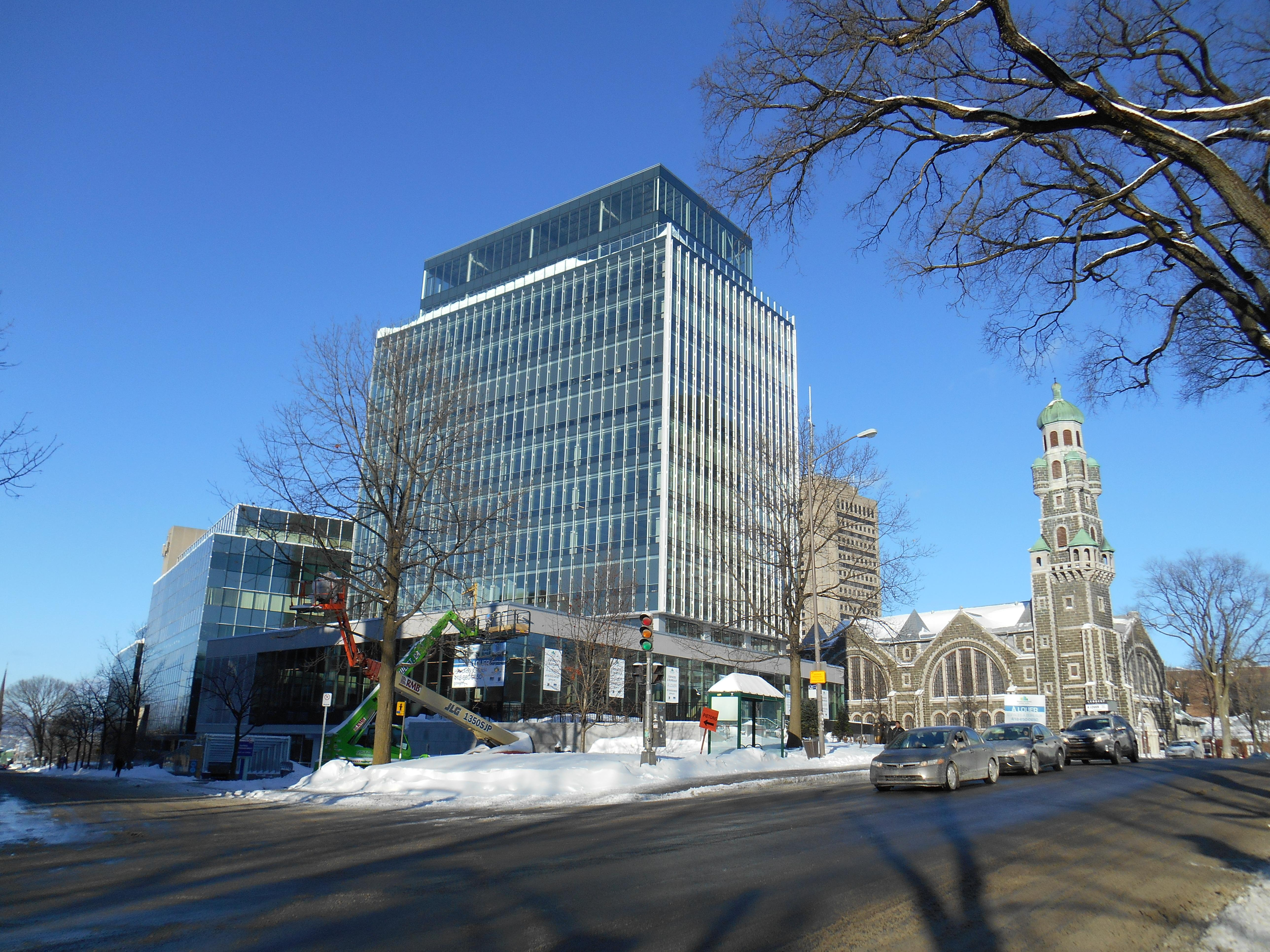
Le Consulat général de France à Québec loge au 500, Grande-Allée Est
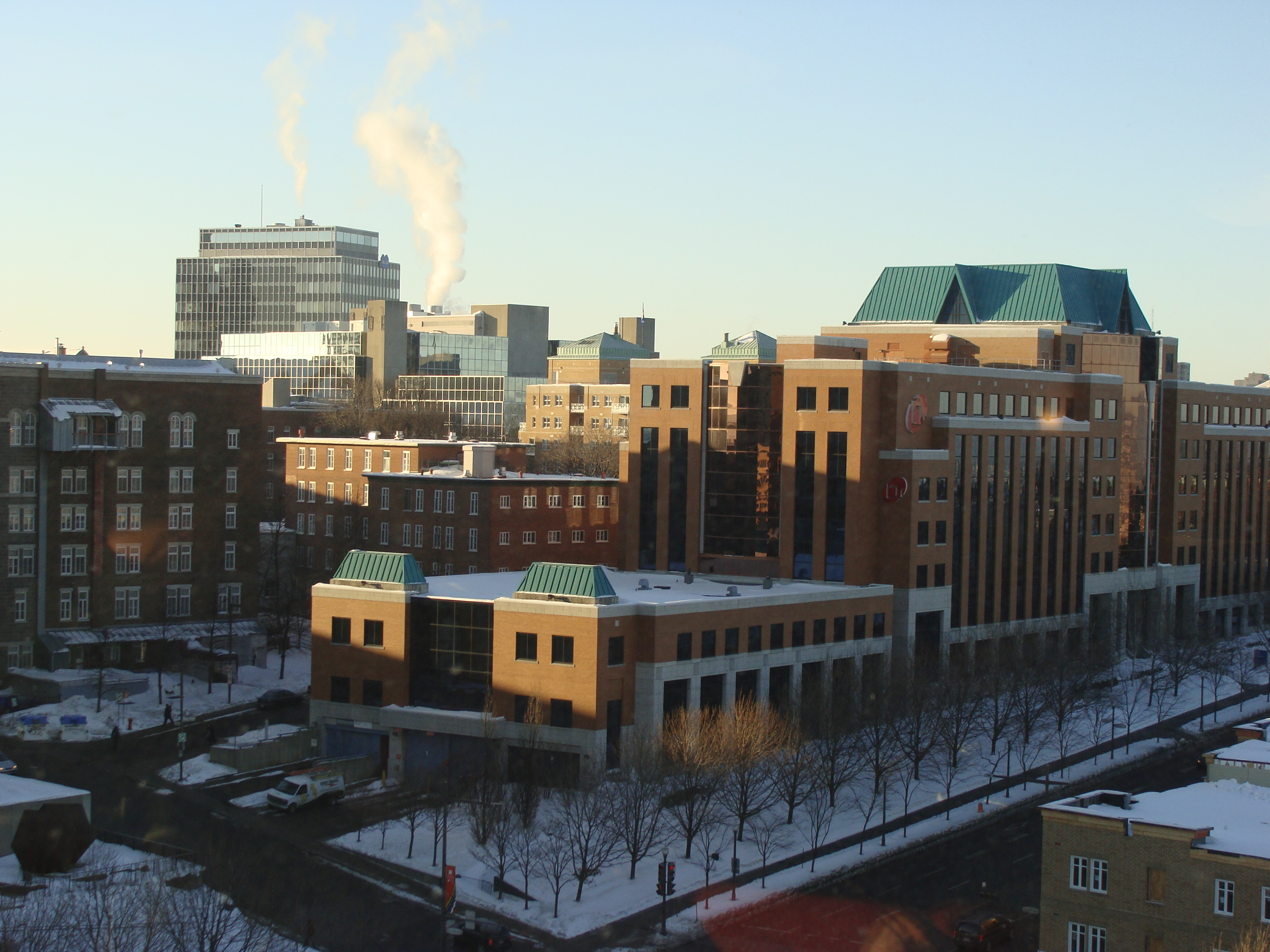
Édifice Hector-Fabre, Ministère des Relations internationales et de la Francophonie

### Réseaux internationaux, jumelage et ententes
Québec figure au sein :
- de Cités et gouvernements locaux unis ;
- de l’Association internationale des maires francophones ;
- de l’Association internationale des maires des Grands Lacs et du Saint-Laurent;
- de l’Association internationale des villes éducatrices ;
- de l’Organisation des villes du patrimoine mondial, dont le siège social est à Québec ;
- de la Ligue des villes historiques ;
- du Réseau international pour l’amélioration des gouvernements locaux, parrainé par la fondation Bertelsmann ;

Québec est jumelée avec les villes de :
- Bordeaux (France) depuis 1962.

Durant les administrations d'Alain Juppé et Jean-Paul L’Allier, le jumelage Québec-Bordeaux a donné lieu à un grand nombre de collaborations : administration du territoire, transports en commun, économie, services sociaux, action sociale, jeunesse, culture, etc. Le bilan du plan triennal de 1999 a fait état de près de 90 réalisations. Un autre plan triennal fut signé en 2002. La Société de promotion économique du Québec métropolitain et la Chambre de commerce et d'industrie Bordeaux Gironde ont collaboré pour permettre aux entreprises de faire des contacts. Des institutions québécoises ont des ententes de partenariat avec leurs équivalents bordelais : services municipaux, hôpitaux, universités. La première rame du tramway de Bordeaux (2003) a été nommée Ville-de-Québec. Une coopération universitaire intense existe entre Sciences Po Bordeaux et l'Université Laval, avec un master-DESS en Affaires Publiques et Représentation des Intérêts.
- Calgary (Canada) depuis 1956.

Elle a des ententes de coopération et d’amitié avec d'autres villes, mais elles ne sont plus d'actualité ou ont été abandonnées :
- Namur (Belgique) depuis 1999
- Xi'an (Chine) depuis 2001
- Guanajuato (Mexique) depuis 2002
- Hué (Vietnam) depuis 2005
- Liège (Belgique) depuis 2002
- Paris (France) depuis 2003
- Ouagadougou (Burkina Faso) depuis 2000
- Rhône (département) (France) depuis 1991
- Saint-Pétersbourg (Russie) depuis 2002
- Dinan (France) depuis: à retrouver

| Ville | Ville             | Pays | Pays         | Période               |
| ----- | ----------------- | ---- | ------------ | --------------------- |
|       | Albany,           |      | États-Unis   |                       |
|       | Beyrouth          |      | Liban        |                       |
|       | Bordeaux,         |      | France       | depuis le 21 mai 1962 |
|       | Calgary           |      | Canada       | depuis 1956           |
|       | Dinan             |      | France       |                       |
|       | Guanajuato        |      | Mexique      | depuis 2002           |
|       | Iași              |      | Roumanie     |                       |
|       | Liège             |      | Belgique     | depuis 2002           |
|       | Namur             |      | Belgique     | depuis 1999           |
|       | Ouagadougou       |      | Burkina Faso |                       |
|       | Saint-Pétersbourg |      | Russie       | depuis 2002           |
|       | Sousse            |      | Tunisie      |                       |
|       | Xi'an,            |      | Chine        | depuis 2001           |

## Sécurité publique
La ville est protégée par le Service de police de la Ville de Québec et le Service de protection contre les incendies de Québec (service d'incendie). La région métropolitaine de recensement (RMR) de Québec a l'un des taux de criminalité les plus bas au Canada, avec 3 193 pour 100 000 habitants en 2017, seulement derrière la RMR de Toronto (3115).

## Représentation politique

### Provinciale

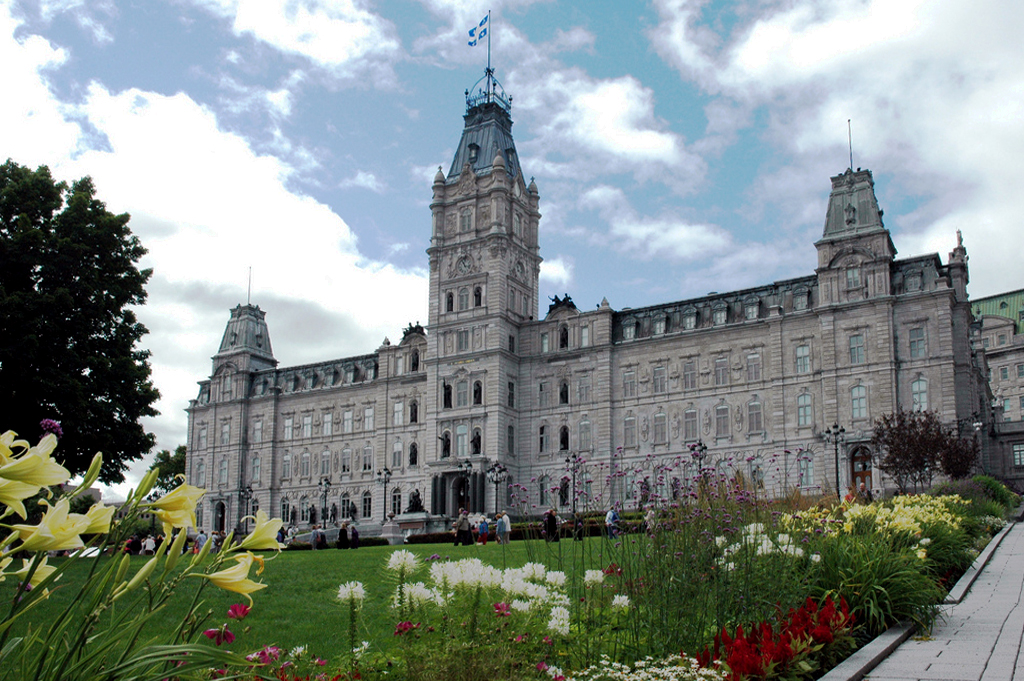
L’Hôtel du Parlement, à Québec, siège de l’Assemblée nationale du Québec.

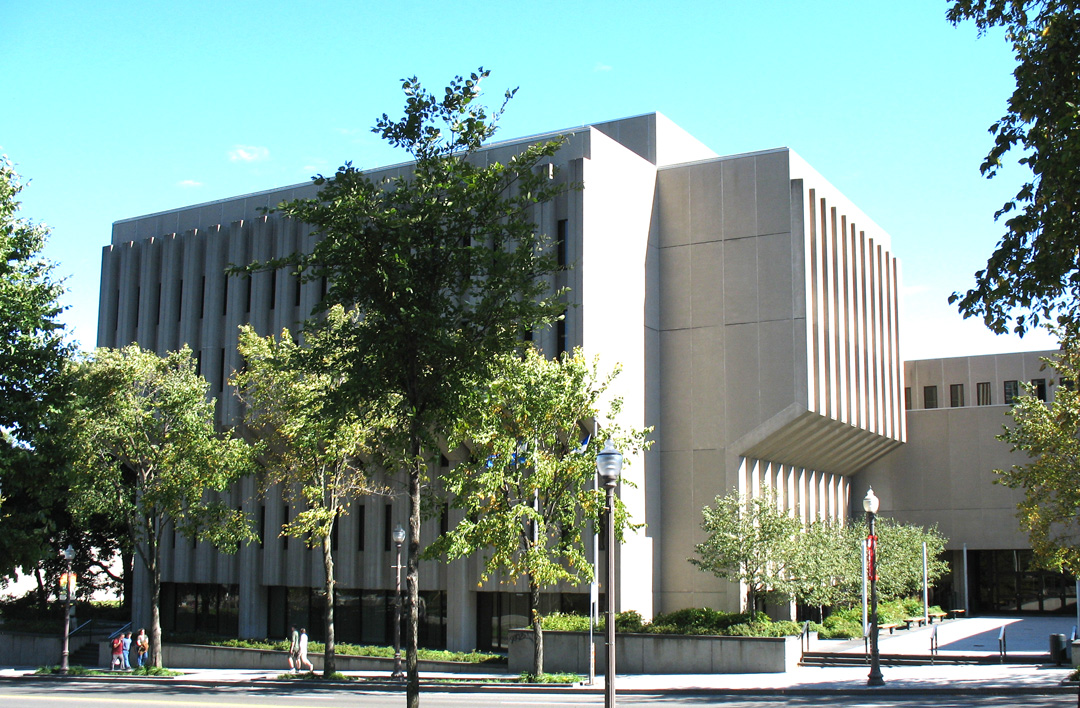
Édifices H et J à Québec. Secrétariat au conseil du Trésor, secrétariat aux affaires intergouvernementales canadiennes.

Article connexe : Commission de la capitale nationale du Québec
| Parti politique         | Député(e)            | Circonscription     | Fonctions |
| ----------------------- | -------------------- | ------------------- | --- |
| Québec Solidaire        | Etienne Grandmont    | Taschereau          | |
| Parti québécois         | Pascal Paradis       | Jean-Talon          | |
| Coalition avenir Québec | Geneviève Guilbault  | Louis-Hébert        | Vice-première ministre, ministre de la Sécurité publique et ministre responsable de la région de la Capitale-Nationale                                                                                  |
| Québec Solidaire        | Sol Zanetti          | Jean-Lesage         | Porte-parole du deuxième groupe d'opposition en matière de santé et de services sociaux, en matière de laïcité, en matière de souveraineté et en matière de relations intergouvernementales canadiennes |
| Coalition avenir Québec | Sylvain Lévesque     | Chauveau            | Whip adjoint du gouvernement, membre du Bureau de l'Assemblée nationale |
| Coalition avenir Québec | Jonatan Julien       | Charlesbourg        | Ministre de l'Énergie et des Ressources naturelles et ministre responsable de la région de la Côte-Nord                                                                                                 |
| Coalition avenir Québec | Éric Caire           | La Peltrie          | Ministre délégué à la Transformation numérique gouvernementale et leader parlementaire adjoint du gouvernement                                                                                          |
| Coalition avenir Québec | Mario Asselin        | Vanier-Les Rivières | Président de séance |
| Coalition avenir Québec | Jean-François Simard | Montmorency         | Président de la Commission des finances publiques |

### Fédérale (Chambre des communes)
| Parti politique              | Député(e)        | Circonscription                  | Fonctions                                                                               |
| ---------------------------- | ---------------- | -------------------------------- | --------------------------------------------------------------------------------------- |
| Parti conservateur du Canada | Gérard Deltell   | Louis-Saint-Laurent              |                                                                                         |
| Parti libéral du Canada      | Steeve Lavoie    | Beauport—Limoilou                |                                                                                         |
| Parti conservateur du Canada | Pierre Paul-Hus  | Charlesbourg—Haute-Saint-Charles |                                                                                         |
| Parti libéral du Canada      | Joël Lightbound  | Louis-Hébert                     | Secrétaire parlementaire du ministre de la Sécurité publique et de la Protection civile |
| Parti libéral du Canada      | Jean-Yves Duclos | Québec                           |                                                                                         |
| Parti conservateur du Canada | Gabriel Hardy    | Montmorency—Charlevoix           |                                                                                         |

### Fédérale (Sénat)
| Parti politique                   | Sénateur(trice)        | Division        | Fonctions                             | Année de nomination | Nommé(e) par…  |
| --------------------------------- | ---------------------- | --------------- | ------------------------------------- | ------------------- | -------------- |
| Parti conservateur du Canada      | Pierre-Hugues Boisvenu | La Salle        |                                       | 2010                | Stephen Harper |
| Groupe des sénateurs indépendants | Renée Dupuis           | Les Laurentides |                                       | 2016                | Justin Trudeau |
| Non affilié                       | Marc Gold              | Stadacona       | Représentant du gouvernement au Sénat | 2016                | Justin Trudeau |

## Éducation

### Professionnel
- École nationale de cirque : École de cirque de Québec
- École de joaillerie et d'horlogerie

### Collégial
Québec compte :
- Cégeps publics : Cégep Limoilou, Cégep de Sainte-Foy, Cégep Garneau, Collège régional Champlain St. Lawrence (anglophone).
- Collèges publics spécialisés : le Centre d’enseignement et de recherche en foresterie inc. (CERFO) et l'École nationale en divertissement interactif
- Collège privé général, le Collège Mérici, le Campus Notre-Dame-de-Foy (CNDF)[147].
- Collèges privés spécialisés : Collège Bart, Collège O'Sullivan de Québec, Collège Aviron, Collège radio télévision de Québec (CRTQ), Collège Multihexa, et le Collège d’enseignement en immobilier inc.

### Universitaire

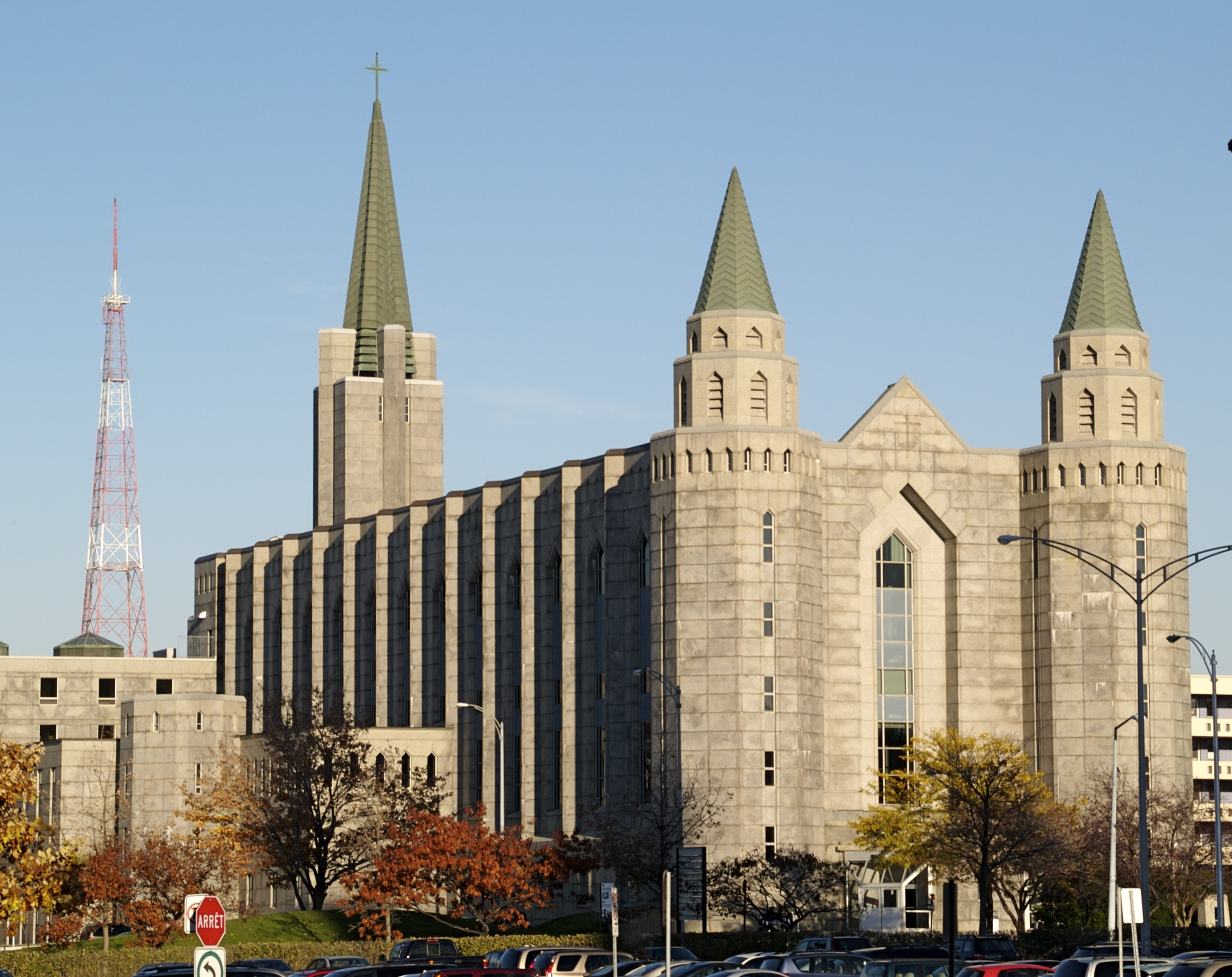
Pavillon Louis-Jacques-Casault, Université Laval.

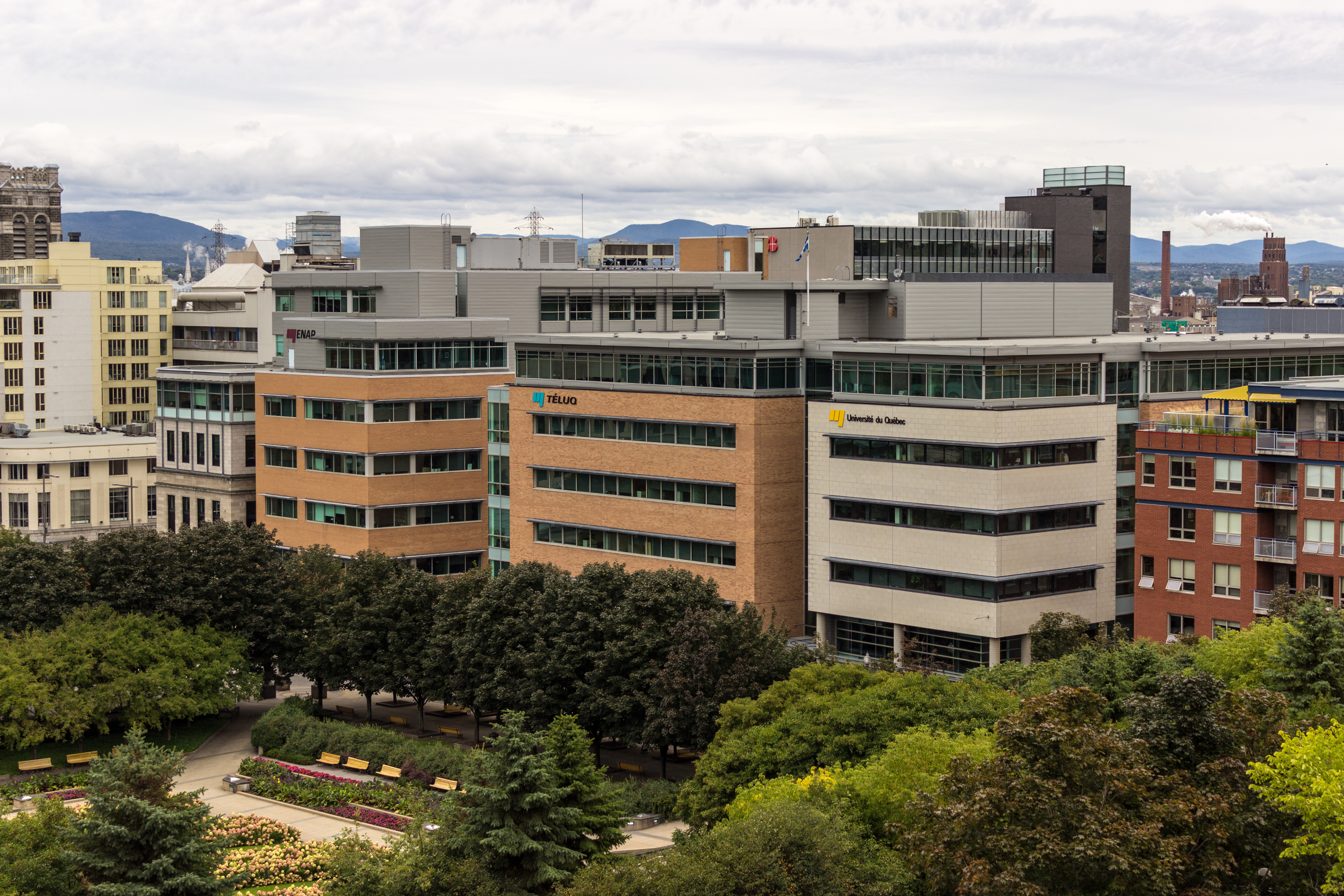
L'École nationale d'administration publique a son siège social à Québec de Québec

L'Université Laval est la principale université de la ville. Fondée en 1852, c'est l'une des plus vieilles universités d'Amérique du Nord. Québec abrite aussi le siège social de l'Université du Québec ainsi que les institutions universitaires suivantes :
- Conservatoire d’art dramatique de Québec
- École nationale d’administration publique
- Institut national de la recherche scientifique
- Université du Québec à Trois-Rivières - Campus de Québec
- Université TÉLUQ

### Gouvernemental
- Conservatoire de musique de Québec

## Économie

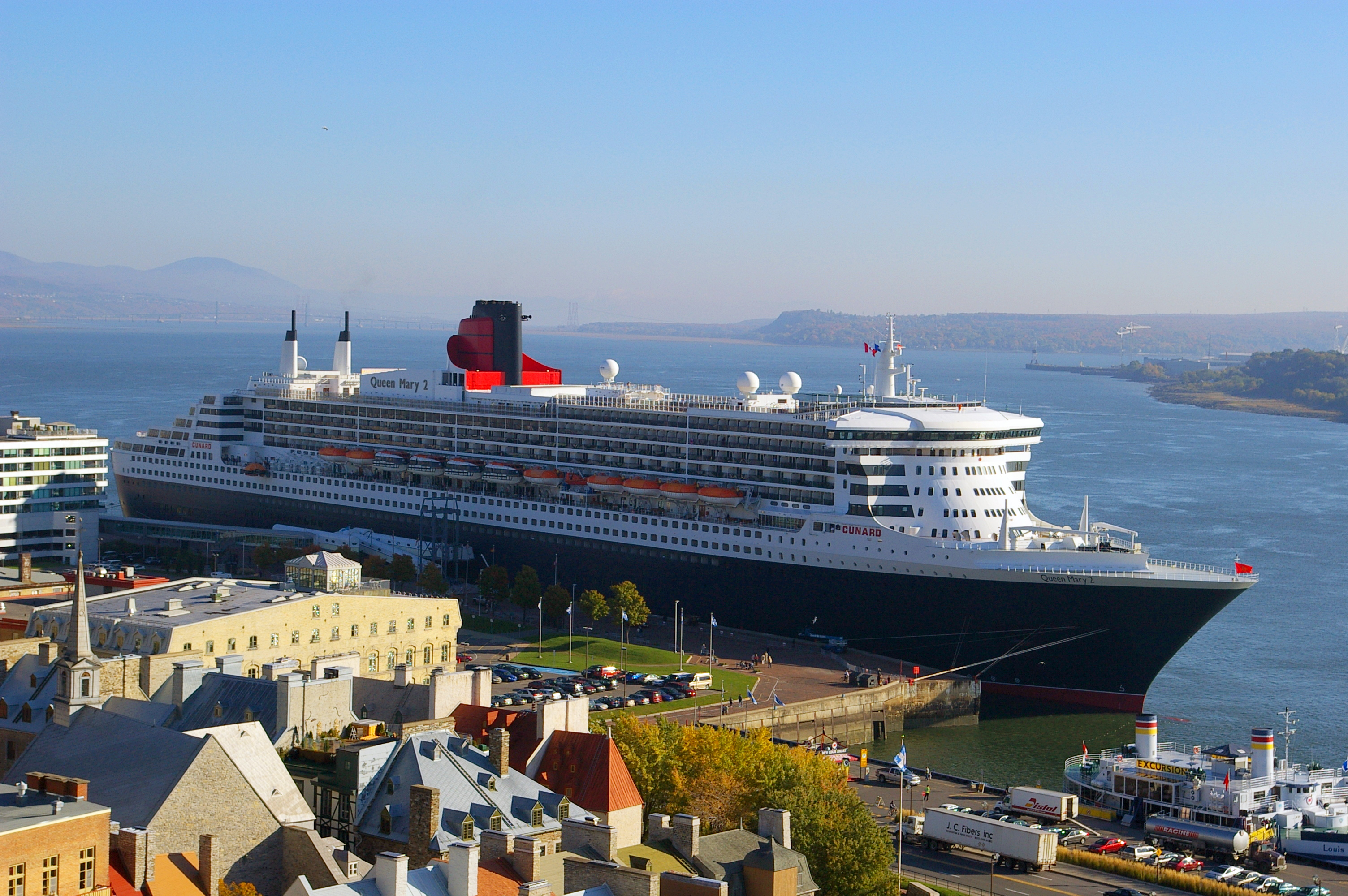
Le Queen Mary 2 dans le Port de Québec.

### Acteurs économiques
Le secteur des services est nettement prédominant dans l'économie de la ville de Québec et de la région de la Capitale-Nationale, représentant 81,3 % du PIB régional total de 30,8 milliards de dollars en 2011. Dans l'ordre, les trois principales industries de la région sont la finance et les assurances (17,5 %), l'administration publique (15,8 %) et la santé et les services sociaux (9,3 %).
Québec compte plusieurs acteurs économiques dont la Chambre de commerce des entrepreneurs de Québec, la Chambre de commerce et d'industrie de Québec, active depuis 200 ans et regroupant environ 4 500 membres de la communauté économique, Québec International, le Conseil régional de concertation et développement de la région de Québec, la Chambre de commerce française au Canada, section Québec, la Jeune chambre de commerce de Québec, etc.
La région de Québec possède un indice boursier qui rassemble une trentaine entreprises de la région qui a pour nom « Indice boursier régional de Québec », abrégé en IBR-Q.

### Indices économique
Le taux de chômage est relativement faible dans la Capitale-Nationale, centrée autour de la ville de Québec. Il se situait à 5,8 % en 2011. C’est le quatrième plus bas taux du Canada.
Chez les immigrants de la capitale nationale, 65 % d’entre eux arrivés il y a moins de 5 ans, de 2001 à 2006, occupent un emploi, et ceux arrivés il y a 5 à 10 ans, 1996 à 2001, leur occupation atteint 80 %.

### Centres commerciaux
Québec compte plusieurs centres commerciaux importants dont :
- Les Galeries de la Capitale (197 boutiques et un centre d'attraction intérieur),
- Laurier Québec (166 boutiques et services ; la 2e attraction touristique en importance à Québec, après le Vieux-Québec),
- Place Sainte-Foy (115 boutiques et magasins)
- Place de la Cité (100 boutiques, services spécialisés
- Fleur-de-lys, centre commercial (59 boutiques et magasins).

Laurier Québec, Place de la Cité et Place Sainte-Foy sont bâtis un à côté de l'autre et forment un ensemble commercial majeur.

### Organisations internationales
Diverses organisations internationales présentent dans la ville de Québec sont,,:
- Association internationale des études québécoises – AIEQ
- Association internationale des procureurs et poursuivants francophones – AIPPF
- Association internationale pour la sécurité du transport des jeunes – AIST - Amériques
- Centre international de documentation et d'échange de la francophonie – CIDEF
- Institut de la francophonie pour le développement durable – IFDD
- Organisation des villes du patrimoine mondial – OVPM
- Organisation mondiale pour l'éducation préscolaire – OMEP Canada
- Réseau des compétences électorales francophones – RECEF
- Réseau des organisations de bassins d’Amérique du Nord – ROBAN
- Réseau francophone des conseils de la magistrature judiciaire – RFCMJ
- Réseau normalisation et Francophonie – RNF

### Monnaie locale
À partir de juin 2018 les résidents de la ville de Québec pourront jouir d'une nouvelle monnaie locale appelée le BLÉ. Cette monnaie, le Billet Local d’Échange, qui sera la première monnaie locale de la ville de Québec, aura comme objectif d'être un instrument démocratique, économique et environnemental. La création de cette monnaie relève d'un regroupement de citoyens, la Monnaie Locale Complémentaire de Québec,.

## Culture

### Héritage du Régime français
Les éléments marquants encore présents du Régime français dans la ville de Québec sont les suivants,:
- Fortifications françaises
- Une partie des couvents des Ursulines et des Augustines
- Une aile du Séminaire de Québec fait partie de l'héritage français de la ville de Québec.Une aile du Séminaire de Québec
- La place Royale
- Des maisons de la rue du Parloir

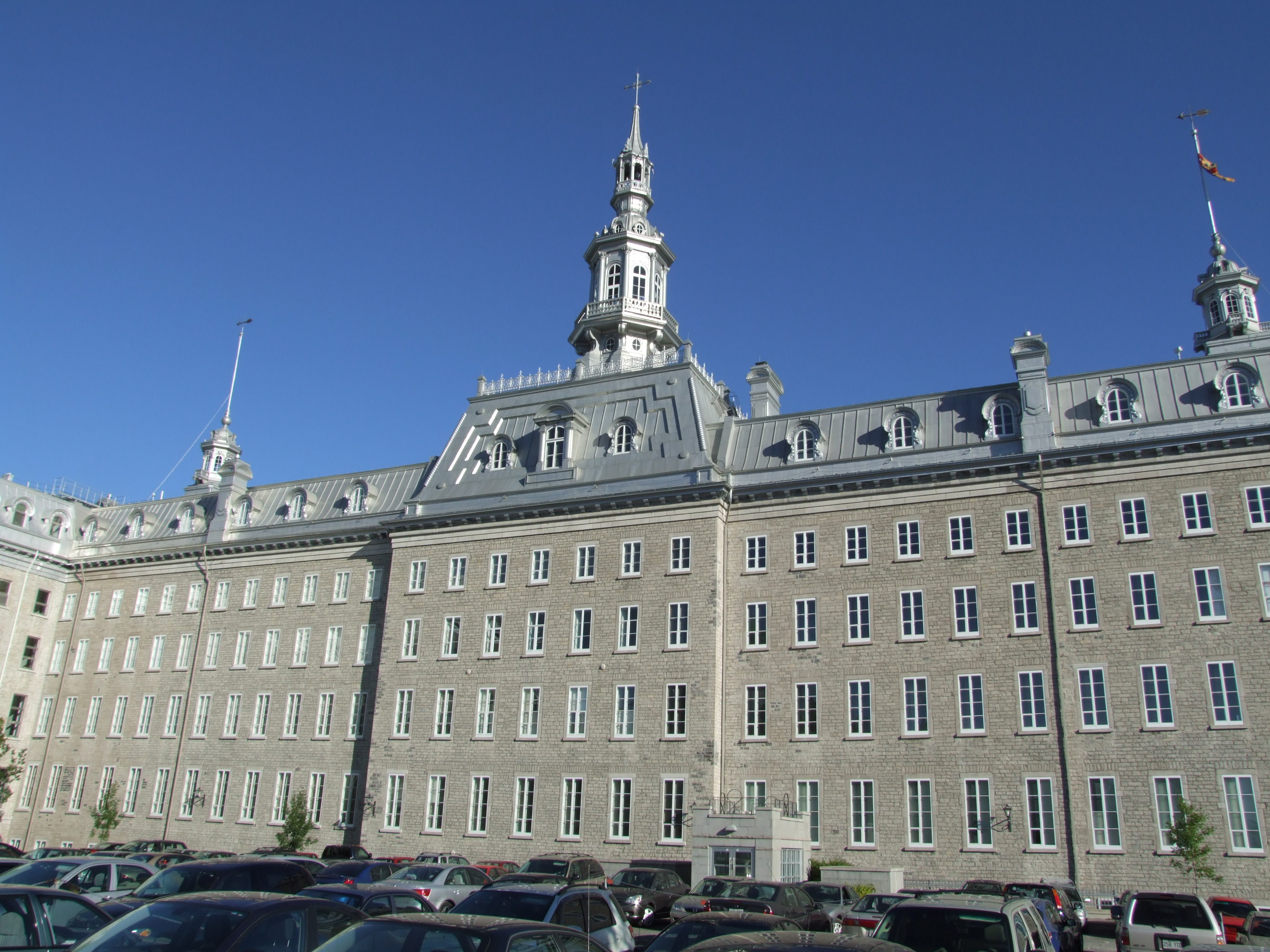
Une aile du Séminaire de Québec fait partie de l'héritage français de la ville de Québec.

- La maison Vanfelson (rue des Jardins)
- La maison qui abritait le Musée de cire (rue Sainte-Anne)
- Quelques autres maisons de la rue Sainte-Angèle

### Héritage du Régime britannique
Les éléments marquants du Régime anglais dans la ville de Québec sont les suivants,:
- L'hôtel de l'Union (1807)
- La cathédrale de la Sainte-Trinité
- Portes cochères
- Création de rues réservées à l’habitation et d’autres au commerce
- Remparts de Québec
- Citadelle de Québec

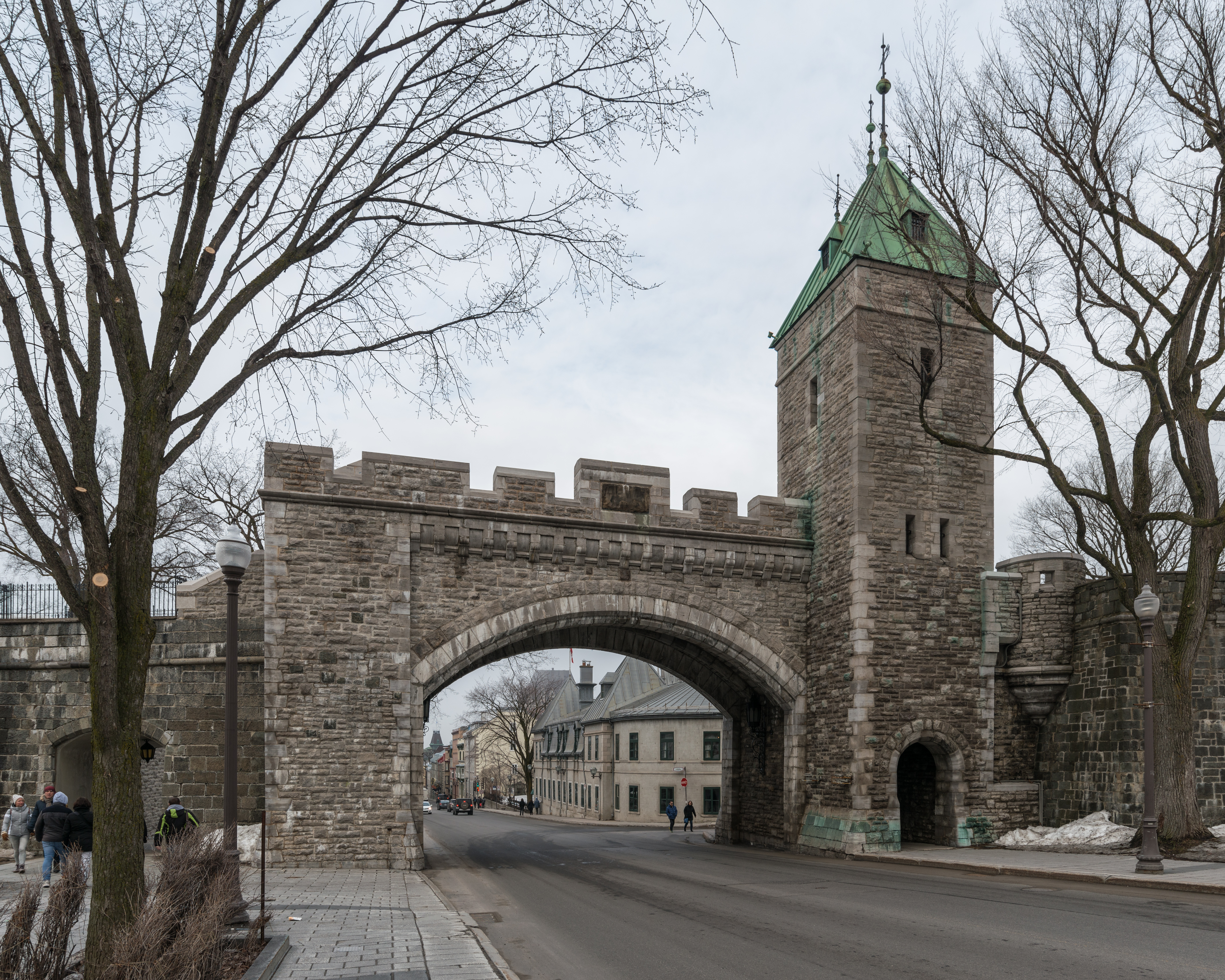
La porte Saint-Louis est un héritage britannique de l'architecture de la ville de Québec.

- La porte Saint-Louis est un héritage britannique de l'architecture de la ville de Québec.Les portes Kent, Saint-Louis et Saint-Jean
- Manège militaire de Québec
- Château Frontenac
- La gare du Palais
- Une partie de l’hôtel de ville

### Bibliothèques
Québec offre un réseau des vingt-cinq bibliothèques réparties dans les huit arrondissements de la ville. La Bibliothèque Gabrielle-Roy est la principale bibliothèque du réseau. Les bibliothèques sont gérées par la Ville en partenariat avec l'Institut canadien de Québec.

### Cultes
Le nombre de catholiques dans la ville de Québec est de 628 675 individus. À cela il faut ajouter 89 585 individus qui se disent sans appartenance religieuse. De plus il faut considérer les autres chrétiens (de différentes confessions) en incluant les protestants qui sont au nombre de 12 335 individus. Enfin, il faut considérer aussi les protestants de la branche royaliste, les anglicans, qui, bien que très peu nombreux, représentent une valeur historique importante pour tout le Canada, en incluant la ville de Québec, qui sont au nombre de 750 personnes à Québec. Les deux grands courants d’influence au Canada, les catholiques et les anglicans (protestants royalistes), sont présents à Québec comme ailleurs au Canada et ils sont organisés de la façon suivante : les catholiques de la ville de Québec sont représentés par l'Archidiocèse de Québec au sein de l'Église catholique au Canada et les anglicans, qui sont intégrés à l'Église anglicane du Canada, sont regroupés dans le Diocèse anglican de Québec.

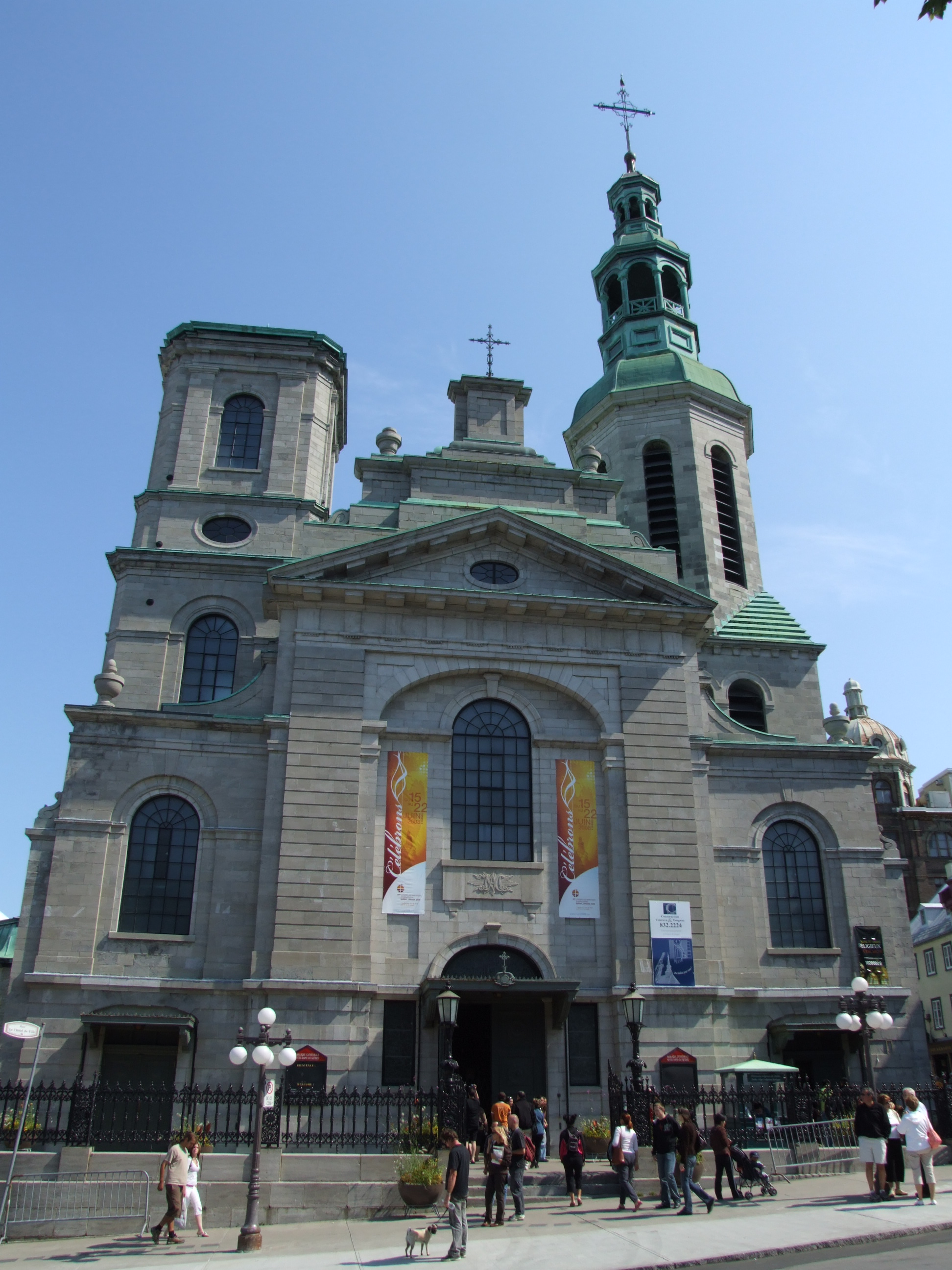
La basilique-cathédrale Notre-Dame de Québec
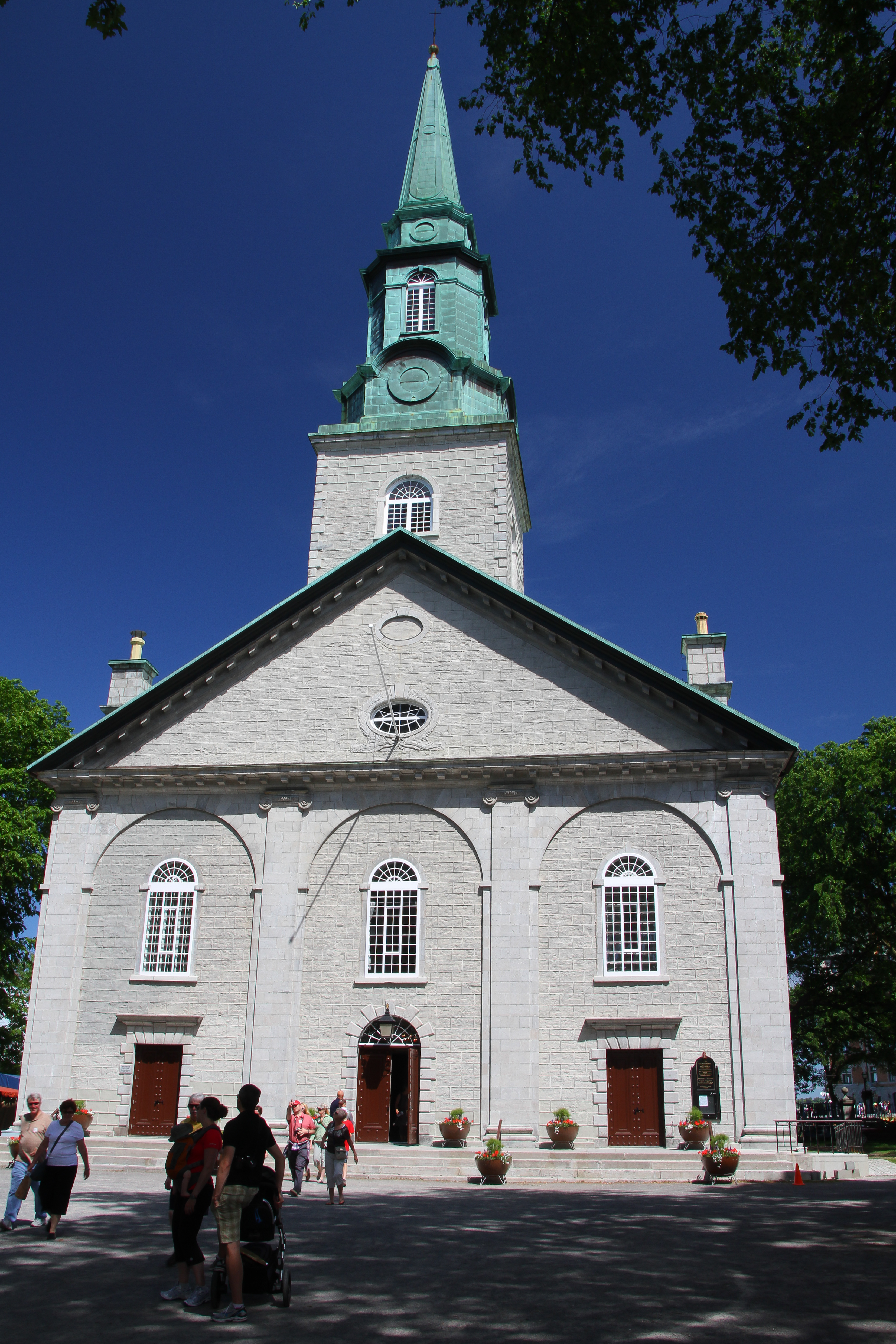
La cathédrale anglicane de la Sainte-Trinité (Holy Trinity)
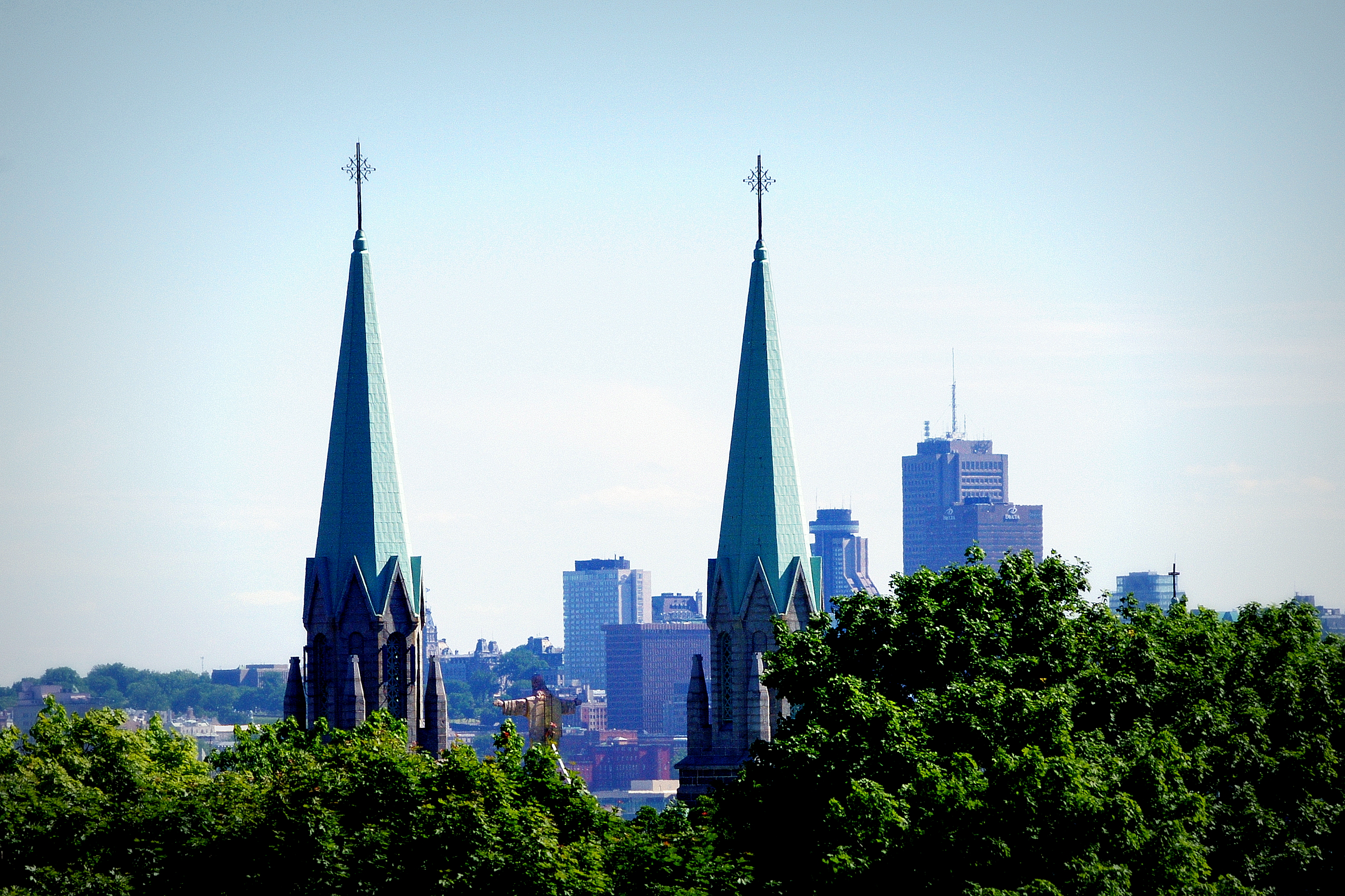
L'église Saint-Ignace-de-Loyola, à Beauport
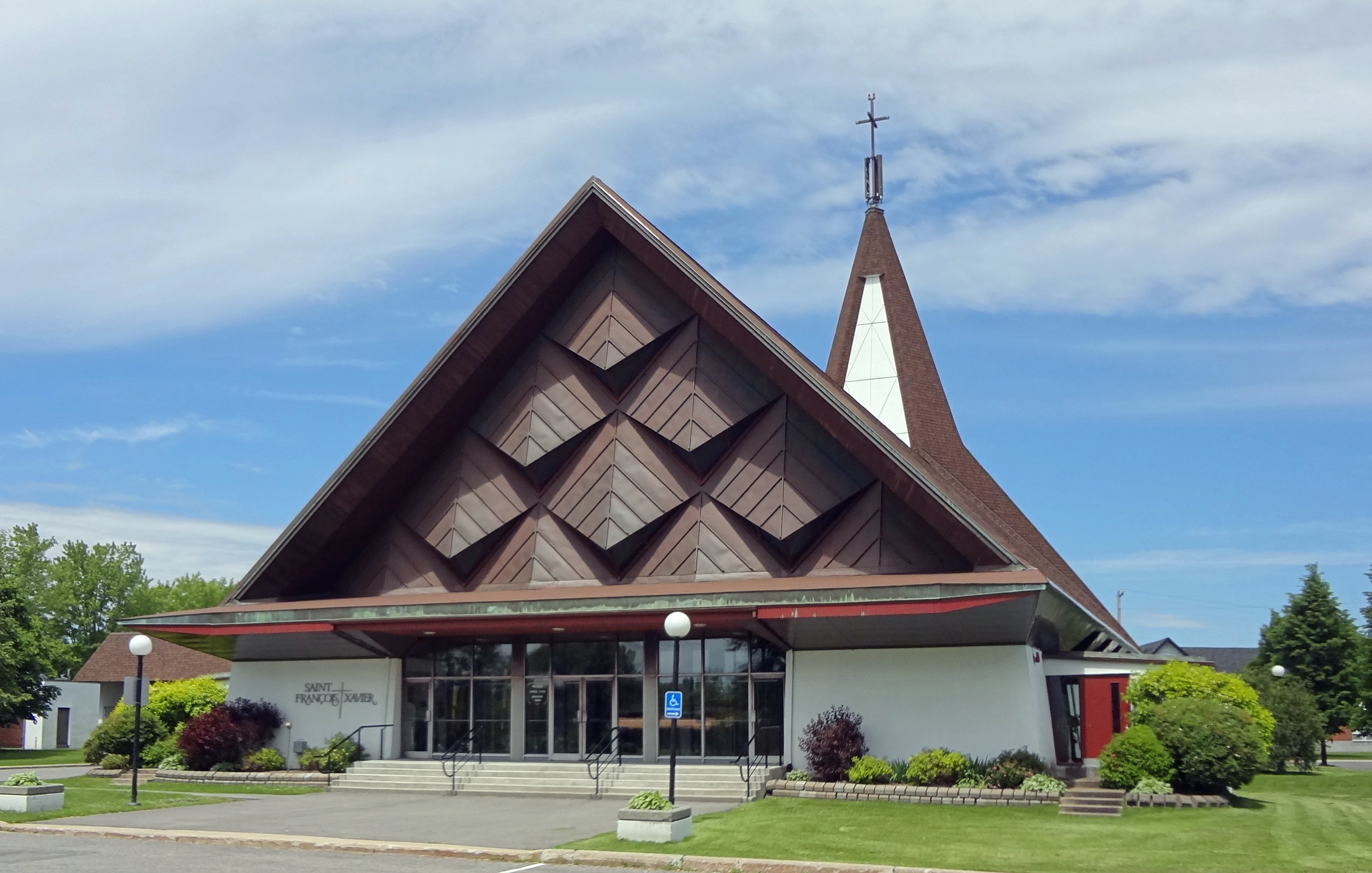
L'église Saint-François-Xavier du quartier Duberger
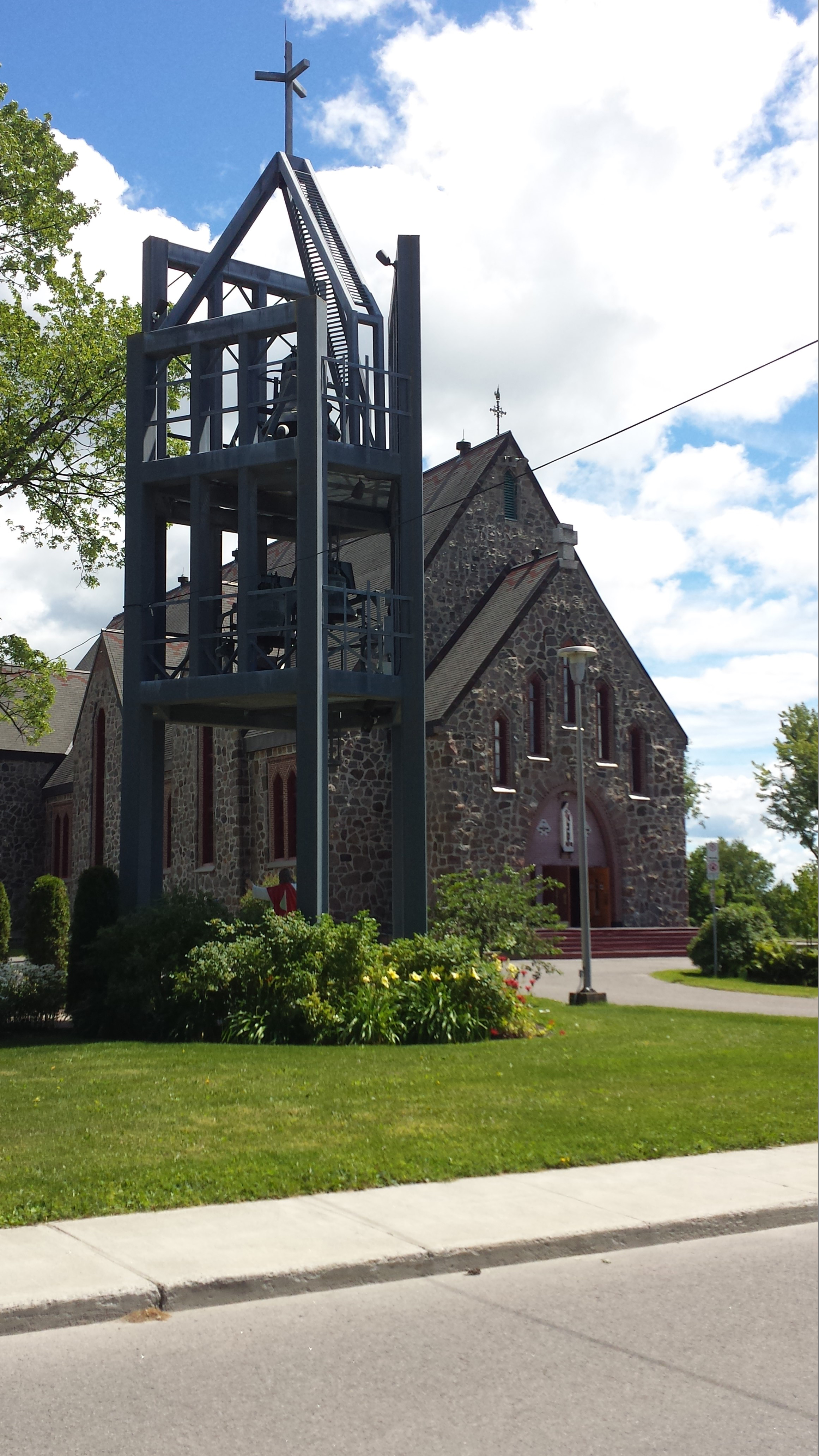
Le sanctuaire Sainte-Thérèse-de-Lisieux à Beauport

#### Catholique
Les paroisses relèvent de l'archidiocèse de Québec dont la basilique-cathédrale Notre-Dame de Québec est l'église-mère. Québec est également le siège du Primat du Canada, soit en quelque sorte le siège social de l'Église catholique au pays.

#### Église Unie du Canada
L'Église Unie du Canada est une des plus importantes Églises protestantes au pays.
Québec compte deux paroisses de l'Église Unie :  
- La paroisse anglophone Chalmers-Wesley[165] ;
- La paroisse francophone Saint-Pierre[166].

Les deux communautés occupent l'église unie Chalmers-Wesley, construite en 1853.

#### Anglicans
Les anglicans de la ville de Québec sont intégrés au Diocèse anglican de Québec au sein de l’Église anglicane du Canada. Ils comptent la cathédrale anglicane Holy Trinity, première cathédrale anglicane à avoir été construite à l'extérieur des îles britanniques.

#### Évangéliques
Dans le christianisme évangélique, l’église Carrefour chrétien de la Capitale est fondée en 1974, avec le pasteur américain Allan D. Bowen. L'Église Chauveau, de courant baptiste, est fondée en 1975 avec le pasteur Jan Gazdik, originaire de l’Europe de l'Est.

### Camping
Selon l'Office du tourisme de Québec on retrouve 17 campings dans la grande région de la ville de Québec. La principale qualité de tous ces campings est leurs proximité par rapport à la ville de Québec en offrant le calme d'une expérience en pleine nature. On retrouve la liste de ces campings sur le site de l'Office,.

### Musées, lieux historiques et centres d’exposition

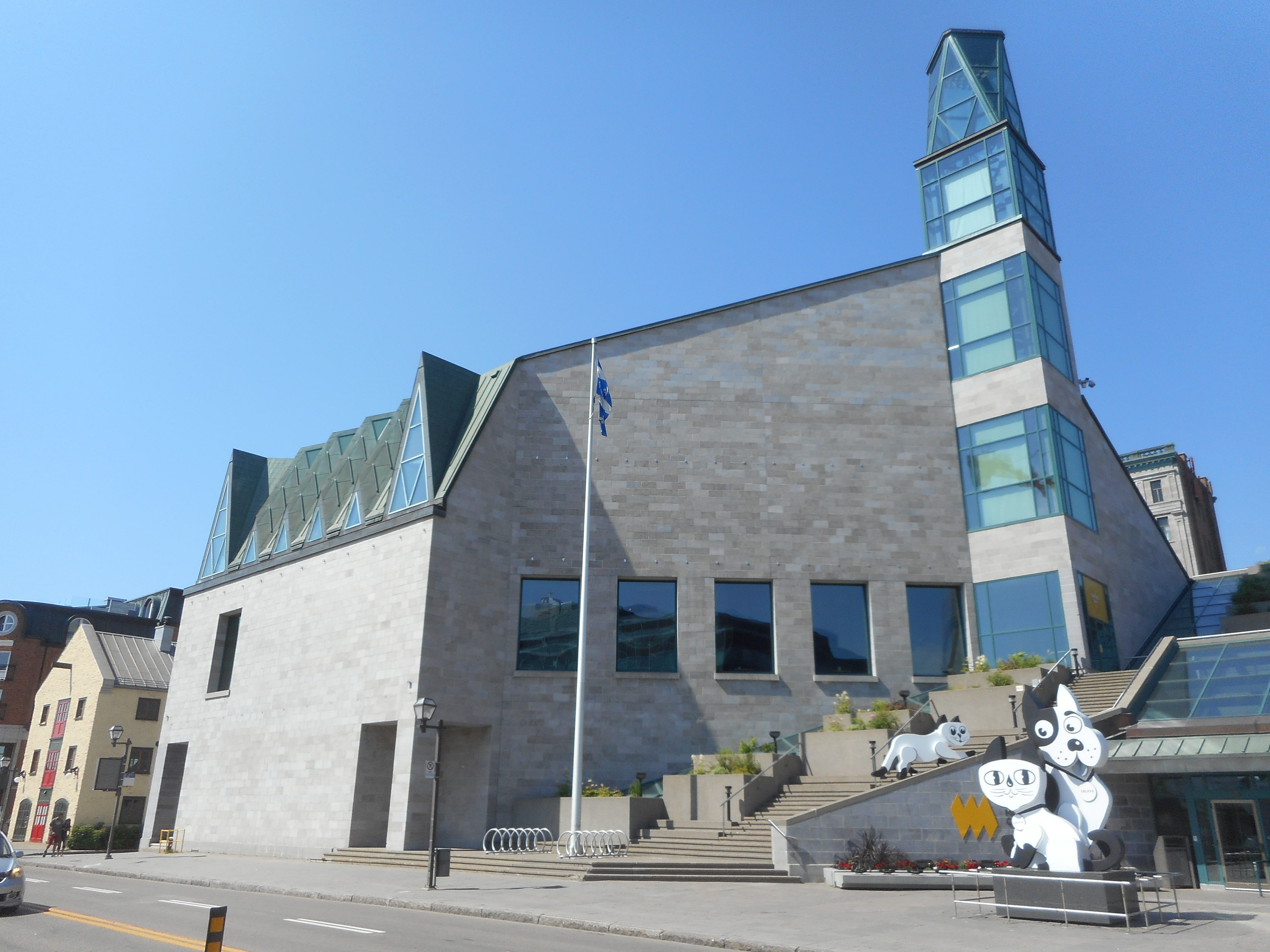
Le Musée de la civilisation.

Québec, fondée en 1608 et la capitale du Québec, est l'un des berceaux de la culture francophone en Amérique. On y retrouve un grand nombre de musées, de centres d'artistes et d'organismes culturels, de centres d'exposition et d'interprétation et de sites et monuments historiques classés. Lieu historique, le château Frontenac est l'un des éléments dominants du panorama urbain de la ville.

#### Sites de sciences naturelles
- L'Aquarium du Québec, rouvert en 2002, présente au public, sur un site surplombant le fleuve Saint-Laurent, environ 3 500 spécimens de mammifères, de reptiles et de poissons de la faune aquatique de l’Amérique du Nord et de l’Arctique. Les ours blancs et les différentes espèces de phoques du secteur arctique et le « Grand Océan », un grand bassin sous lequel peuvent circuler les visiteurs, font partie des principaux attraits.
- Le Jardin zoologique du Québec, fermé par décret gouvernemental le 31 mars 2006, présentait au public 750 spécimens de 300 espèces différentes. Le zoo était spécialisé dans la faune ailée et dans les jardins thématiques, mais présentait également plusieurs espèces de mammifères. En plus de la faune indigène au Québec, l’un des attraits principaux en était la serre indo-australienne avec ses représentants de la faune et de la flore de ces régions.

#### Châteaux et domaines

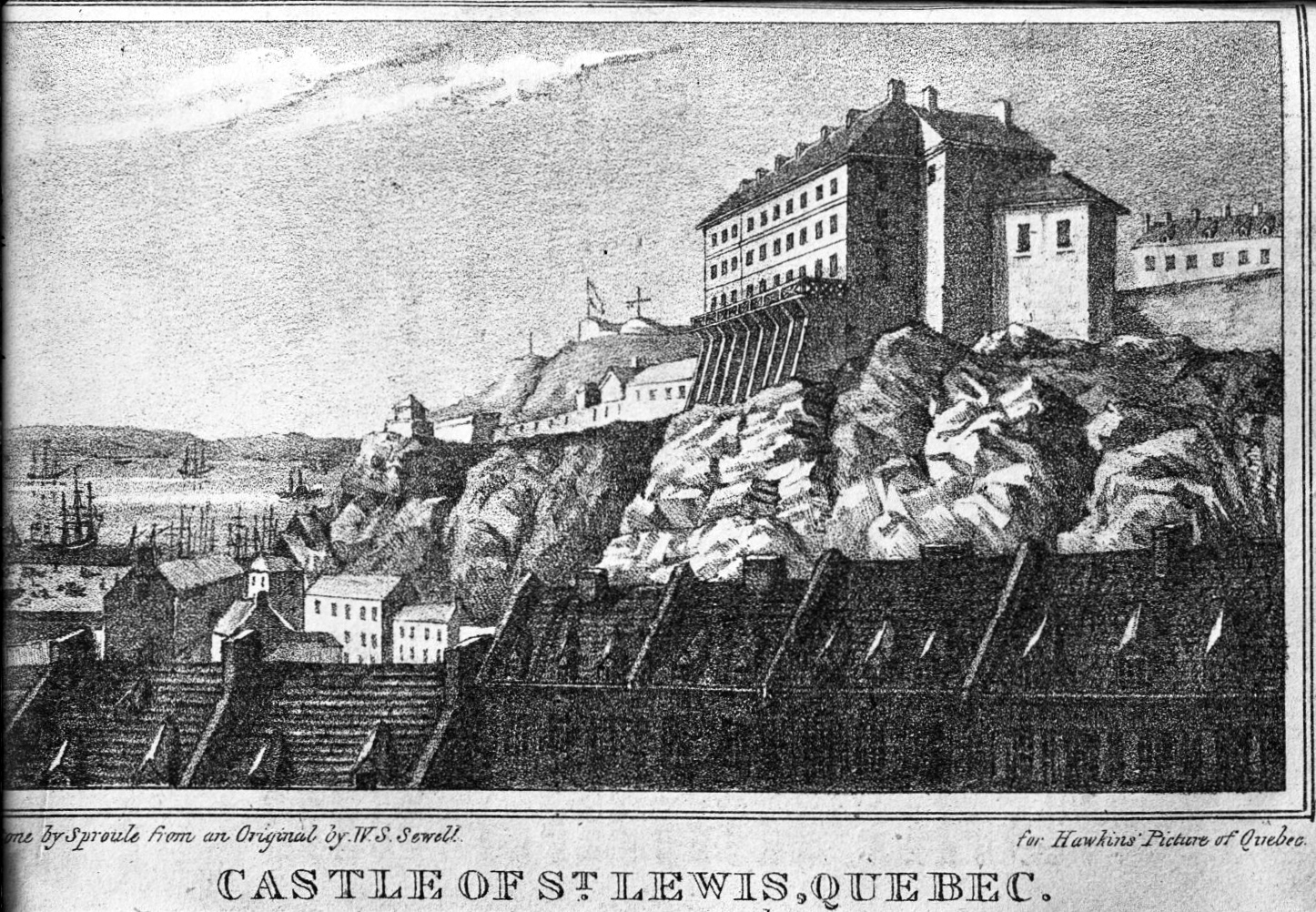
Vue de l'ancien Château Saint-Louis de la ville de Québec.

L'ancien Château Saint-Louis se dressait à l'époque du Régime français sur le cap Diamant. Ce château servait de résidence pour le gouverneur de la Nouvelle-France. Il fut par la suite la résidence du gouverneur-général de l'Amérique du Nord Britannique, puis du lieutenant gouverneur du Bas-Canada. Le Château Saint-Louis sera détruit par un incendie en 1834. Le lieu est aujourd'hui occupé par le Château Frontenac, hôtel luxueux qui domine la Ville de jour comme de nuit (le Château est mis en lumières),.

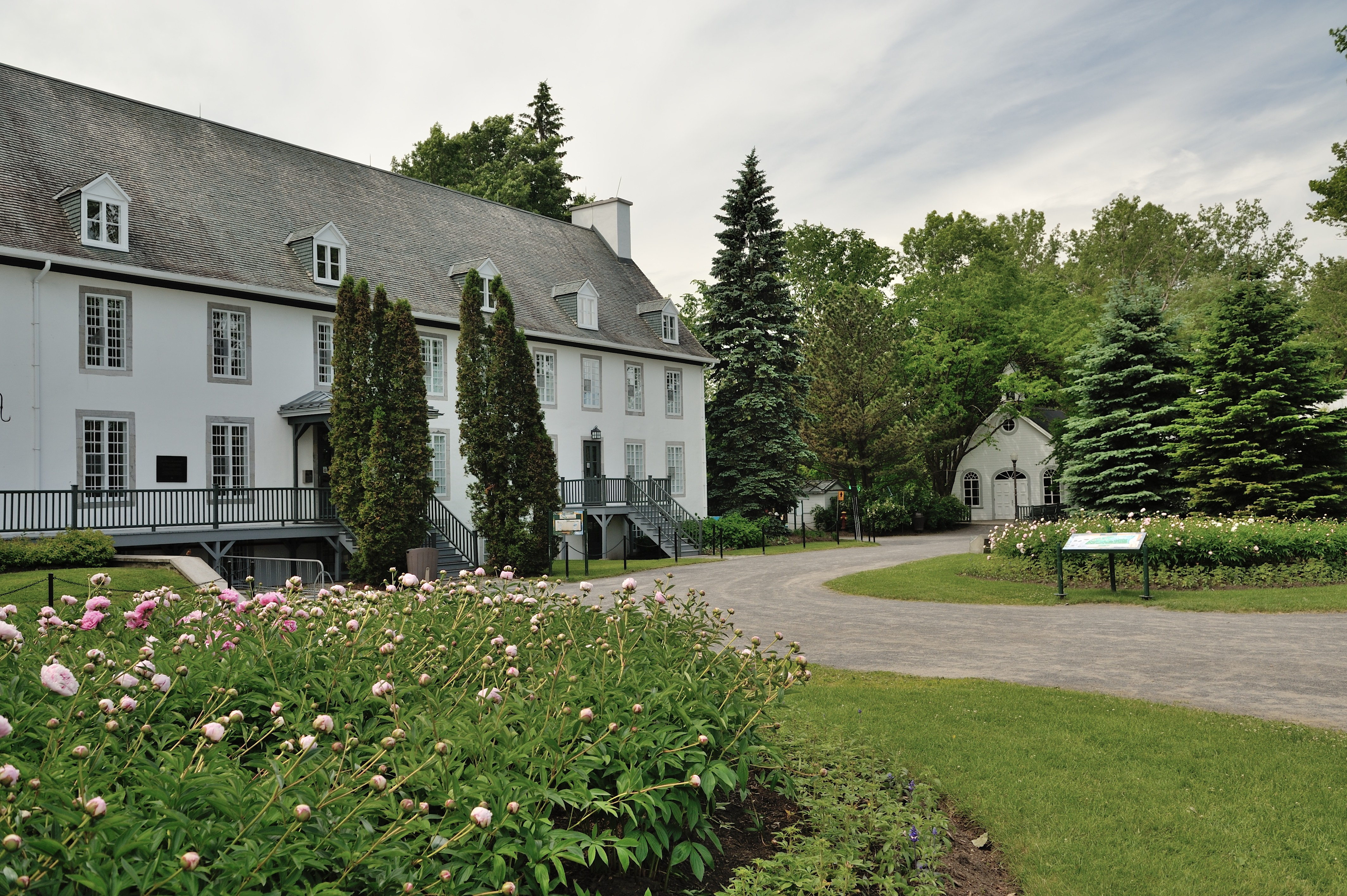
Château du Domaine de Maizerets entouré du domaine.

Le Domaine de Maizerets dans le quartier Beauport—Limoilou est lui aussi un héritier du Régime français ; il se compose d'un château central et d'un vaste domaine consacré en aujourd'hui aux loisirs.
Dans le quartier Sainte-Foy–Sillery–Cap-Rouge, le parc du Bois-de-Coulonge, qui dans la même lancé que les autres sites hérite à l'origine du Régime français (la Châtellenie de Coulonges) fut réhabilité comme un lieu propice à l'édification de résidence de luxes quand on y érigera entre autres la Villa Bagatelle en 1849. De plus le site devint entre 1854 et 1966 le lieu de résidence des lieutenants-gouverneurs du Québec. Encore aujourd'hui le site consacré dorénavant aux loisirs représente un domaine qui intègre entre autres un parc public, les anciennes écuries de la résidence du lieutenant-gouverneur du Québec et la Villa Bagatelle
.

### Théâtres et salles de spectacle

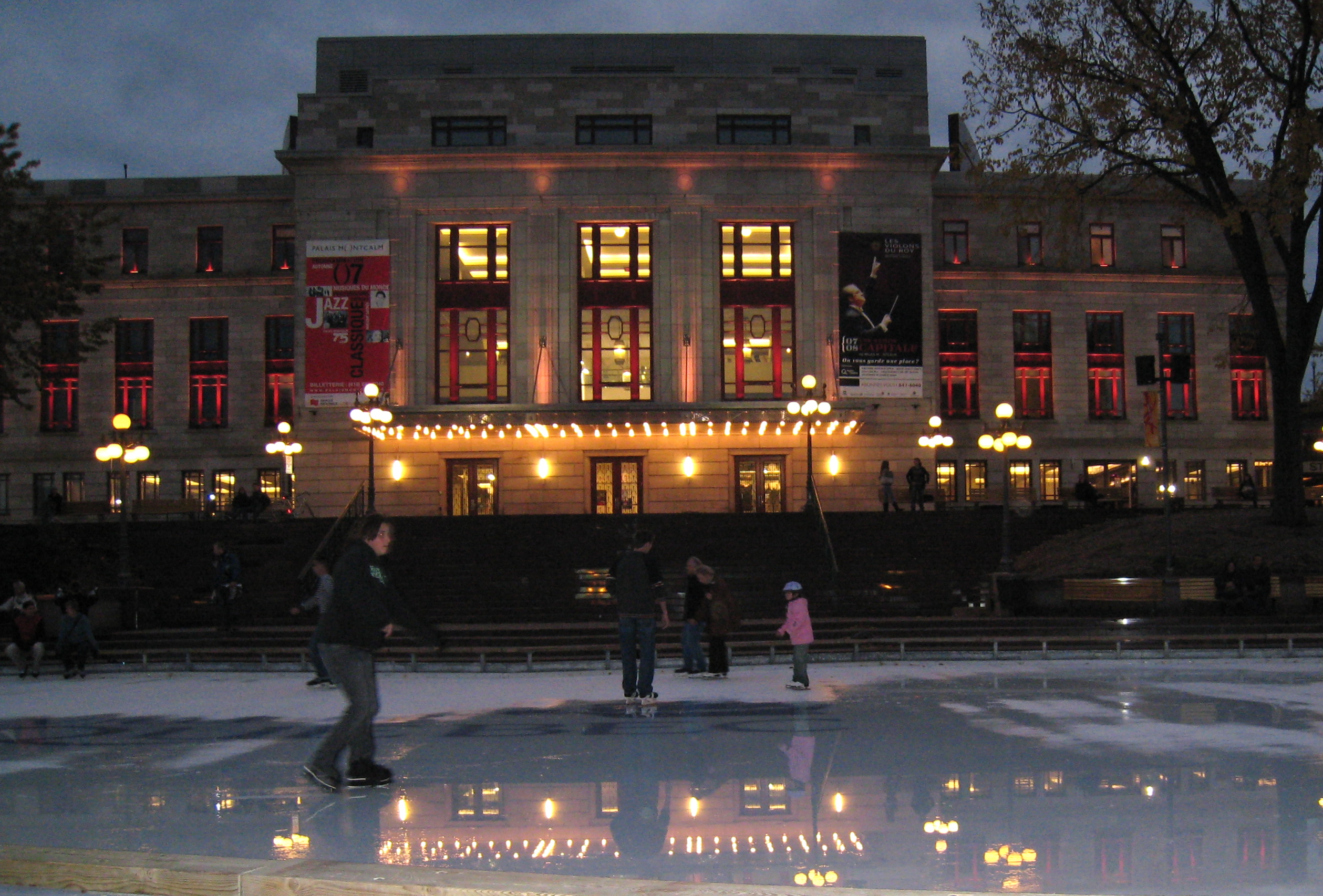
Palais Montcalm.

Québec est connu pour être une ville vivante sur le plan théâtral. En ce sens, Québec est surnommé « Québec, ville de théâtre ».
Le premier lieu d'expression théâtrale est le Grand Théâtre de Québec avec le théâtre du Trident. Ce dernier présente des pièces de style plutôt classique et de répertoire. Le théâtre du Périscope est le lieu de création par excellence avec le théâtre du Premier-Acte, situé un en face de l'autre. Pour les élèves du conservatoire, ils possèdent leur propre lieu de diffusion, soit le Théâtre du Conservatoire d'art dramatique de Québec. Le théâtre de la Bordée présente plutôt des pièces contemporaines, mais penche quelquefois vers le classique. Puis, il y a le théâtre du Gros Mécano qui se spécialise dans le théâtre jeune public.
Le Palais Montcalm est la salle la plus connue du public ayant place sur la place D'Youville. Cette salle est la plus moderne au Canada pour ce qui est de la sonorisation et est siège de l'organisation orchestrale des Violons du Roy. La salle Louis-Fréchette, du Grand Théâtre de Québec, est le lieu de l'Orchestre symphonique de Québec et de l'Opéra de Québec. On y retrouve aussi les principaux spectacles du Grand Rire de Québec, un festival d'humour. La salle Albert-Rousseau présente aussi régulièrement des spectacles d'humour et des spectacles intimistes.
Le Cercle, l'ANTI ainsi que l'Impérial de Québec sont les salles qui diffusent généralement de la musique indépendante et dites « underground » qui rejoint ainsi les jeunes urbains. Le Théâtre du Capitole de Québec est la salle fétiche de bien des artistes. L'aménagement intérieur lui donne un esprit de grandeur. Le Théâtre du Petit-Champlain, qui sis dans le quartier du Petit-Champlain, est une salle de spectacle très intimiste habituellement fréquenté par des artistes recherchant cet effet.
Le théâtre Le Diamant, prendra la place du Cabaret du Capitole de Québec et des anciens locaux du YMCA à la place D'Youville. Le projet est géré par la compagnie Ex Machina de Robert Lepage et l'ouverture est prévue en 2019,,.

### Festivités et événements

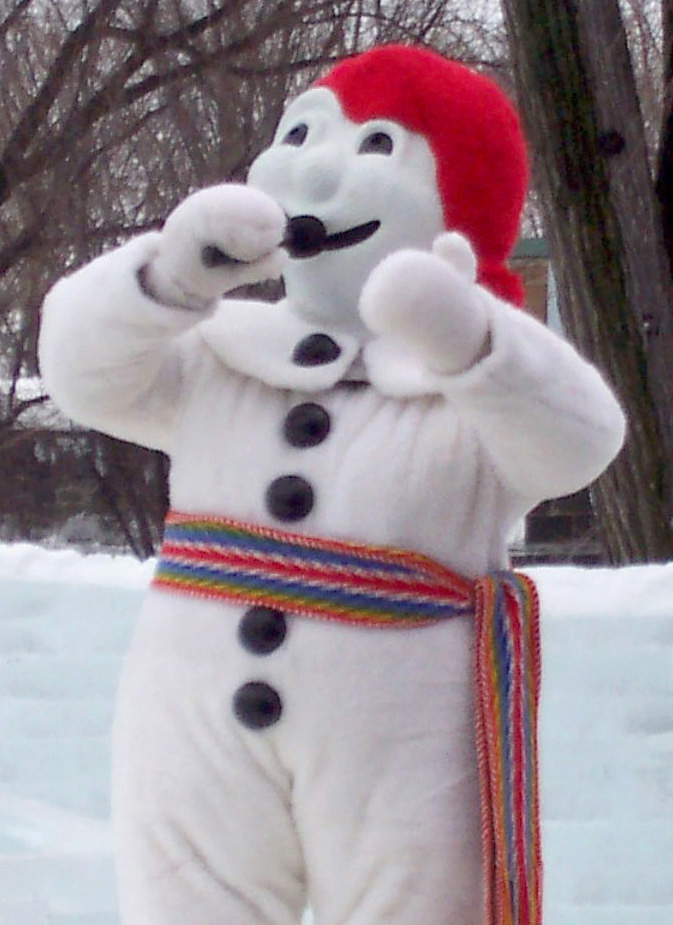
Bonhomme Carnaval

Québec compte de nombreux festivals et événements se déroulant tout au cours de l’année et qui permettent aux habitants et aux visiteurs d’assister à des spectacles de musique de toutes sortes, de faire connaissance avec des cultures de différents peuples et époques, ou tout simplement de s’amuser entre amis ou en famille. Les évènements les plus notables sont :
- Le Carnaval de Québec est le plus important carnaval hivernal au monde et le troisième toutes saisons confondues au monde. Il présente annuellement, en février, deux semaines d’activités hivernales culturelles, sportives et familiales, dont les plus courues sont les défilés dans les quartiers de la Haute-Ville et de la Basse-Ville de Québec, qui regroupent chaque année plusieurs centaines de milliers de spectateurs. Plusieurs incontournables : le château de glace du Bonhomme Carnaval (la mascotte), le concours international de sculpture sur neige, la course en canot sur le fleuve gelé, etc.
- Le Festival d'été de Québec est un événement majeur qui présente annuellement, pendant deux semaines en juillet, un grand nombre de spectacles musicaux (populaire, francophone et anglophone, musique du monde, musique classique), pour la plupart en plein-air, et de nombreuses prestations en arts de la rue à différents endroits dans la vieille capitale ainsi que des spectacles intérieurs dans différentes salles de la capitale.
- Les Fêtes de la Nouvelle-France sont un événement qui présente, durant une semaine en août, diverses activités permettant de se replonger au XVIIe siècle, à l’époque de la Nouvelle-France, dans le Vieux-Québec et à la place Royale (défilés, spectacles, animations, démonstrations de la vie quotidienne de l’époque, marché en plein-air de la Nouvelle-France, figurants et citoyens costumés, etc.).
- Les Grands Feux Loto-Québec, une compétition de feux d’artifice, à ne pas confondre avec l'International des Feux Loto-Québec de Montréal.
- Le Grand Rire de Québec, festival d’humour, devenu en 2015 le ComediHa! Fest-Québec[179]
- Le Festival de cinéma de la ville de Québec,
- Le Festival du film étudiant de Québec,
- La Manif d'art,
- La Biennale de Québec, arts visuels actuels,
- Le Salon international du livre de Québec,
- Le Salon de l'auto de Québec,
- La fête de la Saint-Jean, à Québec, a le statut de fête nationale. Le 23 juin au soir, la ville accueille une fête de la danse et de la musique 100 % francophone. Plus de 80 000 personnes se réunissent sur les pelouses du parc des plaines d'Abraham pour assister à une série de concerts. C'est aussi l'occasion pour les Québécois de célébrer leur identité culturelle. Les défilés du lendemain 24 juin, jour férié, sont le rendez-vous des familles et des artistes de rue.
- Le Carrefour international de théâtre de Québec
- Le Festival de la bande dessinée francophone de Québec
- Le Mois Multi

### Médias
La ville possède le deuxième plus grand pôle de studios de télévision au Québec ainsi que les grands réseaux de diffusion francophones tels que Radio-Canada, TVA, Noovo, RDI, ainsi que la télé communautaire VOX et Télémag.

### Québec, la militaire

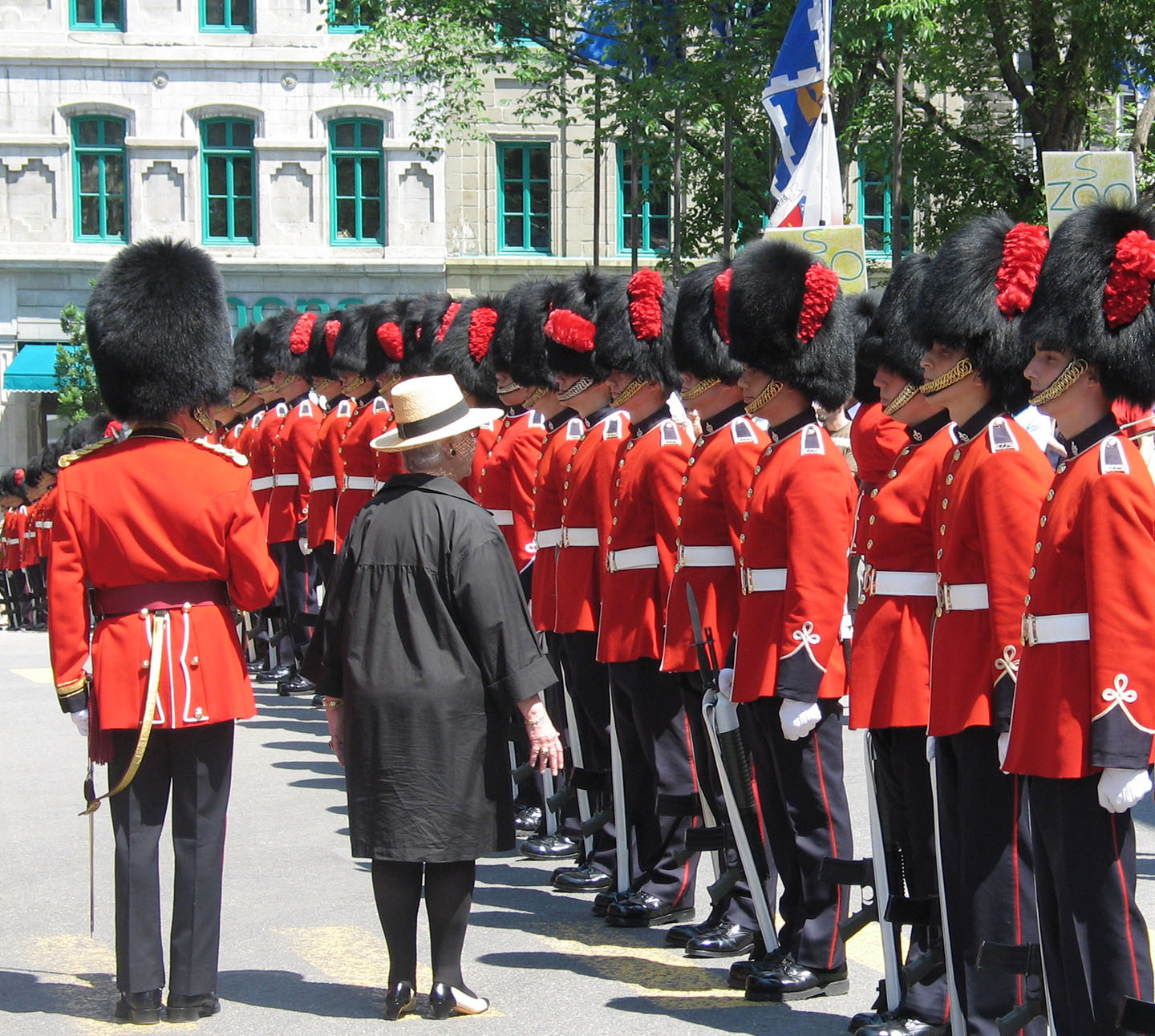
L’ancienne mairesse de Québec, Andrée P. Boucher, inspecte la garde du Royal lors de la cérémonie du droit de cité, le 3 juillet 2006.

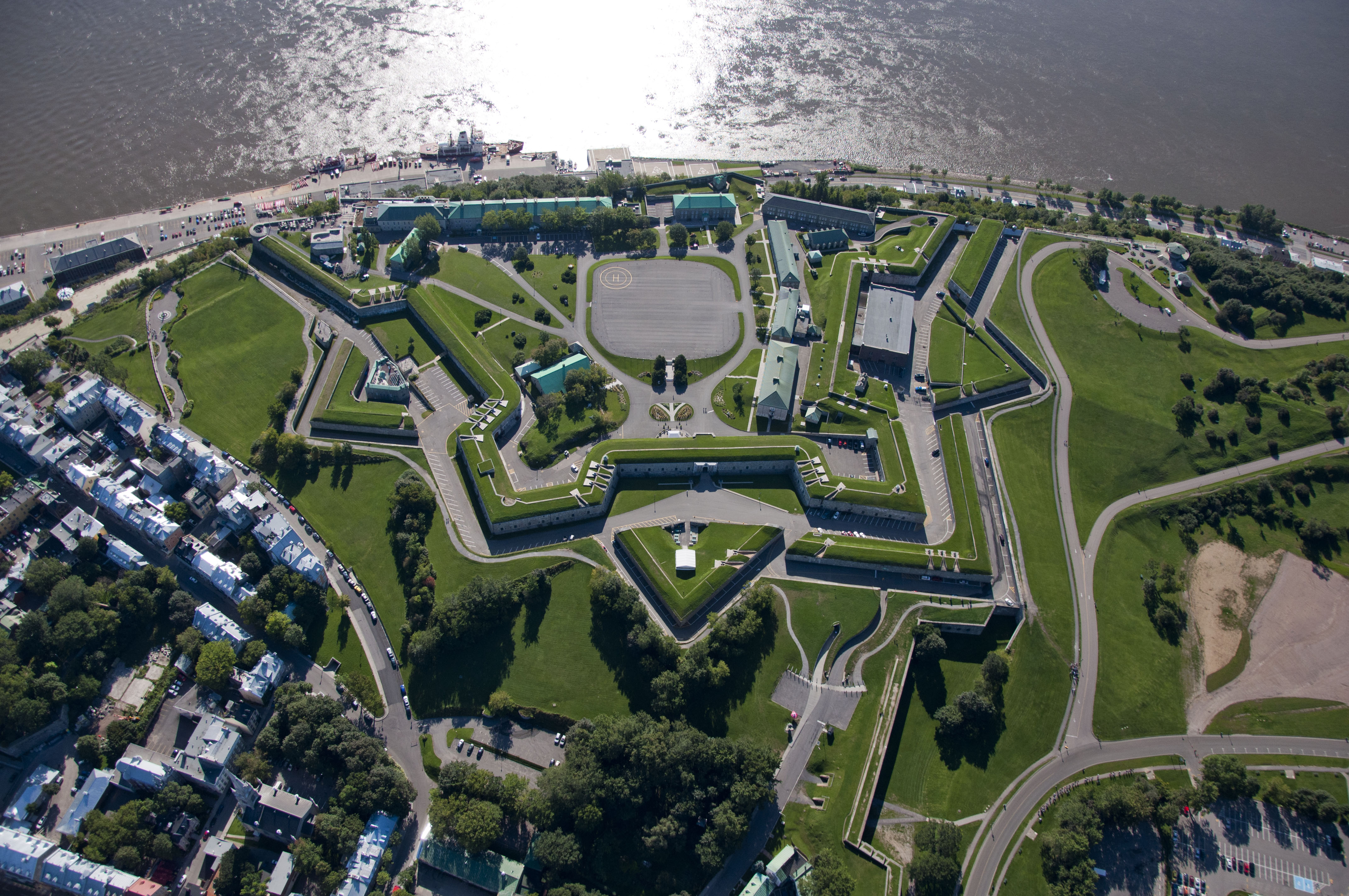
La Citadelle de Québec.

En raison de la présence de la Citadelle de Québec, de la Garnison Valcartier et du Complexe naval de la Pointe-à-Carcy, les militaires possèdent un droit de cité à Québec. Cela arrive d’ailleurs plusieurs fois durant l’été et les habitants peuvent alors les voir et les entendre, soit en musique soit en marche militaire, habituellement dans l'arrondissement historique du Vieux-Québec.
La Citadelle est une forteresse militaire située dans la haute-ville de Québec, à l'intérieur des remparts de la ville. Elle a été construite par l'armée britannique entre les années 1820 et 1850 afin de protéger la ville de Québec. Cette large construction s'élève au-dessus de boulevard Champlain et permet d'observer le trafic maritime sur le fleuve Saint-Laurent.
Les origines de la cérémonie du droit de cité remontent au XVIe siècle, alors que les artisans de l’époque se regroupent en corporations, forment des villes et en restreignent le droit de résidence à leurs membres. D’origine britannique, le droit de cité est accordé pour la première fois en 1748. Civil au départ, ce droit d’usage est ensuite accordé aux unités militaires, qui le conservent ad vitam æternam.
Le manège militaire de Beauport datant de 1914, a servi pendant la Première Guerre mondiale de camp d'internement à des prisonniers provenant de l'Europe de l'Est.
En 1879, le gouvernement canadien transformait les casernes désaffectées du Parc de l'Artillerie (nouvelles casernes) en usine de munitions pour l'armée canadienne. En 1901, la cartoucherie a connu une forte croissante et a changé son nom pour Arsenal du Dominium. Elle a été pendant les deux guerres mondiales, un joueur important.
Toujours en 1879, le Cercle de la garnison de Québec est fondé par des officiers de la milice canadienne. Le lieu est le seul cercle militaire au Canada à perpétuer la tradition issue de la période coloniale britannique qui consiste à rassembler les officiers militaires dans un endroit propice à la vie mondaine.
En 1998 Jacques Du Sault et quelques militaires créent le Festival de musiques militaires de Québec.

### Québec et sa diversité ethno-culturelle
Depuis plusieurs années, un creuset culturel se dessine peu à peu. En effet, comparativement aux autres grandes villes canadiennes, Québec était moins diversifiée ethniquement. Par contre, des « communautés ethniques » commencent à s’y organiser. La grande majorité d’entre elles proviennent de pays francophones.
Ainsi, par exemple, les musulmans issus de divers pays et établis à Québec possèdent plusieurs organisations : le Conseil de la femme musulmane de Québec, le Centre culturel islamique de Québec (CCIQ), les scouts musulmans de Québec, etc. Ils sont actuellement en achat d’un bâtiment au centre-ville de Québec pour y construire une grande mosquée.
Du côté de la communauté asiatique de Québec, maintenant identifiée au quartier Saint-Sauveur, celle-ci est en progression. Jocelyn Toy, homme d’affaires de Québec, s’est donné comme mission de redorer le blason de la communauté, puisqu’au début des années 1970, Québec possédait son propre quartier chinois, avant que la construction des bretelles de l’autoroute Dufferin-Montmorency n'entraine sa destruction. La majorité des Asiatiques à cette époque ont alors déménagé à Montréal. Plusieurs initiatives ont été créées, dont le Festival chinois de Québec et le Festival du film asiatique de Québec. Un projet de quartier chinois à Québec est toujours d’actualité.

### Québec dans les arts et la culture

#### Créations et diffusions artistiques

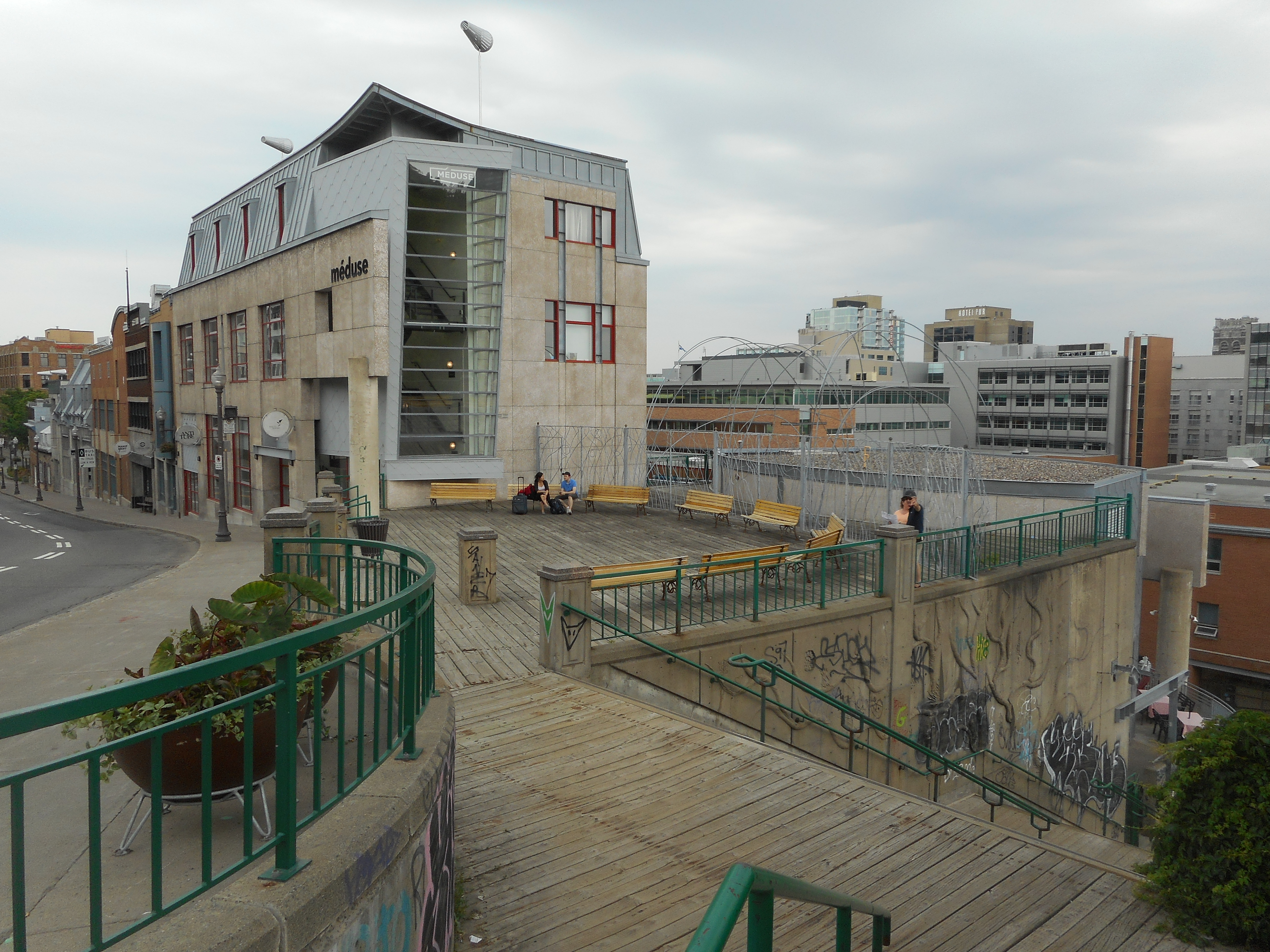
Complexe Méduse, sur la Côte d'Abraham.

Québec compte plusieurs coopératives, compagnies et organismes de création et diffusion artistique.
- Ex Machina (compagnie multidisciplinaire de Robert Lepage)
- Le Groupe Abaca (compagnie de production musicale de Steve Barakatt)
- Coopérative Méduse
- La Rotonde (diffuseur de danse contemporaine)
- Orchestre symphonique de Québec (OSQ)
- Consort contemporain de Québec
- Opéra de Québec
- Club musical de Québec
- Violons du Roy
- Manif d'art (diffuseur d’arts visuels actuels)
- Commissariat au cinéma et à la télévision de Québec (organisme promotionnel de Québec comme lieu de tournage et de la production locale)
- P572
- Pantoum

#### En chanson
- Charles Trenet, Dans les rues de Québec, 1950
- Charles Aznavour et Pierre Roche, En revenant de Québec, 1950
- Luis Mariano, De Montréal à Québec, 1953
- Pierrette Roy, Chanson du Carnaval (Carnaval, mardi gras), 1956
- Dominique Michel, Les plaines d'Abraham, 1957
- Gilles Vigneault, Jos Montferrand, 1958
- Marius Delisle, Marche Champlain/ Place d'Armes, 1958
- Marius Delisle, À Québec, au clair de lune, 1959
- Hervé Brousseau, Au bassin Louise, 1961
- Michel Louvain, Sylvie, 1962
- Garçons de minuit, À Québec, 1963
- André de Chavigny, La chanson des Pee-Wee, 1964
- Gilles Vigneault, La rue St-Jean, 1966
- Marius Delisle, Sous la porte St-Louis, 1966
- Soldat Lebrun, Vingt cents de Valcartier, 1969
- Robert Charlebois, Les ailes d’un ange, 1969; Limoilou, 1971
- Claude Patry, Québec, Québec, 1974
- Sylvain Lelièvre, La Basse-ville et Tombouctou, 1975
- Louise Forestier, Oscar de Limoilou, 1975
- Joe Dassin, et repris par Pierre Lapointe, Dans les yeux d'Émilie, 1977
- Alain Barrière, Entre Québec et Montréal, 1986
- D-Natural, D-natural est mon nom, 1994 et On veut D, 2019
- Richard Desjardins et écrite par Patrice Desbiens, La caissière populaire, 1998
- Purge, 572 rue Nelson, 2000
- Claire Pelletier, Kabir Kouba, 2000
- Limoilou Starz, Stadaconé, 2002, Limoilou j't'aime, 2005 et cinq morceaux sur l'album Légendes, 2011
- Mes Aïeux, Dans la capitale, 2004
- Accrophone, Secteur Haute-Ville, 2005 et Haute-Ville 1984, 2007
- Gab Paquet, Limoilou, 2006
- CEA, Qc fabulous, Sublime St-Roch, 2006 et Africaine à Qc, 2010
- Loco Locass, Hymne à Québec, 2010
- Les Cowboys fringants, Comme Joe Dassin, 2011
- Roch Voisine, Montréal-Québec, 2012
- Alaclair Ensemble, St-Roch, 2014
- Bette & Wallet, 2001, 2014
- Souldia, Qc city sale, 2014
- Safia Nolin, Igloo, 2014
- Hubert Lenoir, Cent treizième rue, 2018
- Jérôme 50, Chaise musicale, 2018 et Les poétesses de St-Jambe, 2023
- Steve Barakatt, Autumn in Quebec, 2020
- Steve Beezy, Jamais Limoilou sans moi (album), 2021
- Koriass, Lavoir St-Fidèle et 3e avenue, 2022
- Émilie Clepper, Streets of Quebec et La valse à Gaétan, 2023

#### À la télévision
- 1953 : La Famille Plouffe (feuilleton)
- 1959 : En haut de la pente douce (téléroman)
- 1962 : Les Enquêtes Jobidon (série)
- 1967 : D'Iberville (série)
- 1978 : Duplessis (mini-série)
- 1981 : Perry Como's French-Canadian Christmas (émission spéciale de noël)
- 1984 : Le Parc des braves (série)
- 1986 : Lance et compte (série)
- 2001 : Phylactère Cola (émission d'humour)
- 2006 : La chambre no.13 (série)
- 2009 : Chabotte et fille (série)
- 2016 : Goblin (série télévisée sud-coréenne)
- 2018 : Discussions avec mes parents (série)
- 2019 : My Wife’s Secret Recipe (série télévisée sud-coréenne)
- 2020 : C'est comme ça que je t'aime (série)
- 2020 : Barkskins (série)
- 2020 : Escouade 99 (série)
- 2022 : La Faille : saison 2 (série)

#### Au cinéma
- 1912 : In Old Quebec produit par la Vitagraph
- 1912 : Quebec Police produit par la Vitagraph
- 1912 : Quebec Zouave produit par la Vitagraph
- 1912 : The Old Guard produit par la Vitagraph
- 1912 : Put Yourself in Thier Place produit par la Vitagraph
- 1912 : A Sailor's Heart produit par la Biograph Company
- 1912 : Pirate's Gold produit par la Biograph Company
- 1912 : A Gay Time in Old Quebec produit par la Lubin Manufacturing Company
- 1947 : 13, rue Madeleine de Henry Hathaway
- 1947 : La forteresse de Fedor Ozep
- 1951 : Québec (en) d'Alan Le May
- 1953 : La Loi du silence (I confess) de Alfred Hitchcock
- 1953 : Le cocher de Raymond Garceau
- 1968 : Kid sentiment de Jacques Godbout
- 1969 : Don't Drink the Water de Howard Morris
- 1971 : Fortune and Men's Eyes de Harvey Hart
- 1972 : Pas de jeu sans soleil de Claude Bérubé
- 1973 : J'ai mon voyage ! de Denis Héroux
- 1980 : L'Affaire Coffin de Jean-Claude Labrecque
- 1981 : Les Plouffe de Gilles Carle
- 1982 : Les Yeux rouges de Yves Simoneau
- 1984 : Le Crime d'Ovide Plouffe de Denys Arcand
- 1986 : Bach et Bottine de André Melançon
- 1988 : Vive Québec! documentaire de Gilles Carle
- 1988 : Some Girls de Michael Hoffman
- 1994 : Mon amie Max de Michel Brault
- 1995 : Le Confessionnal de Robert Lepage
- 1996 : Le Polygraphe de Robert Lepage
- 2002 : Arrête-moi si tu peux (Catch me if you can) de Steven Spielberg
- 2002 : Une jeune fille à la fenêtre de Francis Leclerc
- 2002 : Le collectionneur de Jean Beaudin
- 2002 : Québec-Montréal de Ricardo Trogi
- 2003 : La Face cachée de la Lune de Robert Lepage
- 2003 : Gaz Bar Blues de Louis Bélanger
- 2003 : Blizzard : le renne magique du Père Noël de LeVar Burton
- 2004 : Mémoires affectives de Francis Leclerc
- 2004 : Ma vie en cinémascope de Denise Filiatrault
- 2004 : Nouvelle-France de Jean Beaudin
- 2004 : Taking Lives, destins violés ou Le voleur de vies (au Québec) (Taking lives) de D. J. Caruso
- 2008 : Infiniment Québec documentaire de Jean-Claude Labrecque
- 2008 : Ce qu'il faut pour vivre de Benoît Pilon
- 2008 : À l'ouest de Pluton d'Henry Bernadet et Myriam Verreault
- 2009 : Les Signes vitaux de Sophie Deraspe
- 2009 : Les Grandes Chaleurs de Sophie Lorain
- 2009 : À vos marques… party! 2 de Frédérik D'Amours
- 2009 : 1981 de Ricardo Trogi
- 2010 : Lance et compte de Frédérik D'Amours
- 2010 : Neige et cendres de Charles-Olivier Michaud
- 2012 : Les pee-wee 3D : L'hiver qui a changé ma vie d'Éric Tessier
- 2012 : Tout ce que tu possèdes de Bernard Émond
- 2013 : Triptyque de Robert Lepage et Pedro Pires
- 2014 : Le Règne de la beauté de Denys Arcand
- 2014 : 1987 de Ricardo Trogi
- 2014 : Deux temps, trois mouvements de Christophe Cousin
- 2015 : Paul à Québec de François Bouvier
- 2018 : Nelly et Simon : Mission Yéti de Pierre Greco et Nancy Florence Savard
- 2019 : Vivre à 100 milles à l'heure de Louis Bélanger
- 2022 : 23 décembre de Miryam Bouchard
- 2024 : La Petite et le Vieux de Marie-Renée Lavoie

#### Dans la littérature
- 1846 : Charles Guérin de Pierre-Joseph-Olivier Chauveau
- 1934 : Les Demi-civilisés de Jean-Charles Harvey
- 1944 : Au pied de la pente douce de Roger Lemelin
- 1948 : Les Plouffe de Roger Lemelin
- 1982 : Le Crime d'Ovide Plouffe de Roger Lemelin
- 1982 : Chère voisine (roman) de Chrystine Brouillet
- 1984 : Volkswagen Blues de Jacques Poulin
- 1988 : Le Premier Jardin de Anne Hébert
- 1988 : Les Montagnes russes de Jacques Côté
- 1988 : Préférez-vous les icebergs ? de Chrystine Brouillet
- 1995 : Le Collectionneur (roman) de Chrystine Brouillet
- 1996 : Le Troisième Orchestre de Sylvain Lelièvre
- 1997 : Fou-Bar de Alain Beaulieu
- 1998 : Chat sauvage de Jacques Poulin
- 2000 : Nébulosité croissante en fin de journée de Jacques Côté
- 2002 : Le Rouge idéal de Jacques Côté
- 2002 : Rue des Érables de Jacques Desautels
- 2005 : La Rive noire de Jacques Côté
- 2008 : Le Chemin des brumes de Jacques Côté
- 2009 : Paul à Québec (bande dessinée) de Michel Rabagliati
- 2013 : Les Deux Saisons du faubourg de Mylène Gilbert-Dumas
- 2020 : Les Crapauds sourds de Berlin de Simon Lambert

## Sports

### Infrastructures sportives de la Ville de Québec

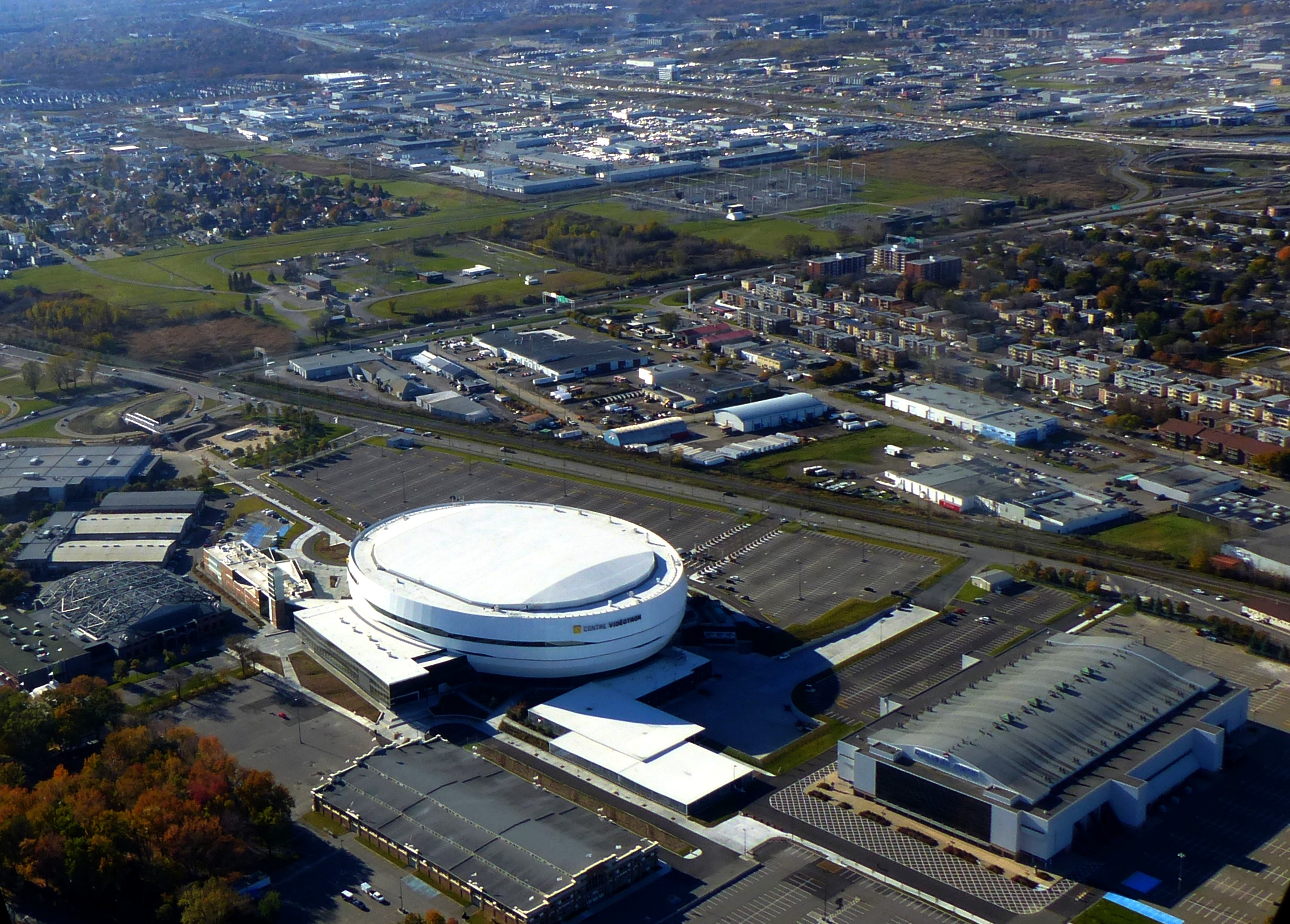
Le Centre Vidéotron et le Colisée Pepsi dans le quartier Lairet

La Ville possède des patinoires réfrigérées accessibles pendant la saison hivernale dont la patinoire des plaines d'Abraham et de la place D'Youville.
D'autres patinoires traditionnelles pour leur part sont aussi accessibles comme le Centre de glaces Intact Assurances.
En ce qui a trait au ski de fond, plusieurs sites dont les plaines d'Abraham et le domaine de Maizeret, offre un accès à des pistes durant la saison hivernale.
Plusieurs piscines intérieures et extérieures (en été) sont également disponibles dont la piscine Sylvie-Bernier et la piscine du Centre communautaire Lucien-Borne qui sont des piscines intérieures. De nombreuses piscines extérieures sont aussi disponibles (en été) dont la piscine de la marina Saint-Roch et la piscine Maria-Goretti.
Pour le baseball, Stade Canac offre pour sa part un lieu qui contribue à l'expansion de ce sport dans la ville de Québec.
Le Centre Vidéotron est un aréna moderne de 18 259 sièges domicile des Remparts de Québec et la présentation de nombreux spectacles.

### Événements sportifs
Québec possède plusieurs évènements sportifs majeurs, parmi lesquels :
- Le Grand Prix cycliste de Québec est une course cycliste annuelle du circuit professionnel de l'UCI ProTour.
- La Transat Québec-Saint-Malo est une course de voile présentée aux quatre ans qui suit un parcours fluvial sur le fleuve Saint-Laurent puis transatlantique à partir de Québec vers Saint-Malo en France.
- Le Tournoi international de hockey pee-wee de Québec[183] est le plus important tournoi de hockey mineur au monde et regroupe annuellement plus de 2 300 joueurs de 11 et 12 ans de plus de 16 pays. Il est présenté en février au centre videotron.
- Le Marathon de Québec, en août, sont deux événements de course à pied qui s’adressent tant aux amateurs qu’aux professionnels dans des catégories appropriées. C’est un événement sanctionné par l’Association internationale des marathons et courses sur routes (AIMS), de même que par la Fédération québécoise d’athlétisme[184].

### Candidature olympique
Québec a été candidat pour organiser les Jeux olympiques d'hiver de 2002, mais, cette édition est accordée à Salt Lake City, aux États-Unis. Par la suite, Québec a démontrer de l’intérêt pour organiser les Jeux de 2010 (finalement disputés dans une autre ville canadienne à Vancouver), 2014, 2022, 2026,,.

### Équipes sportives

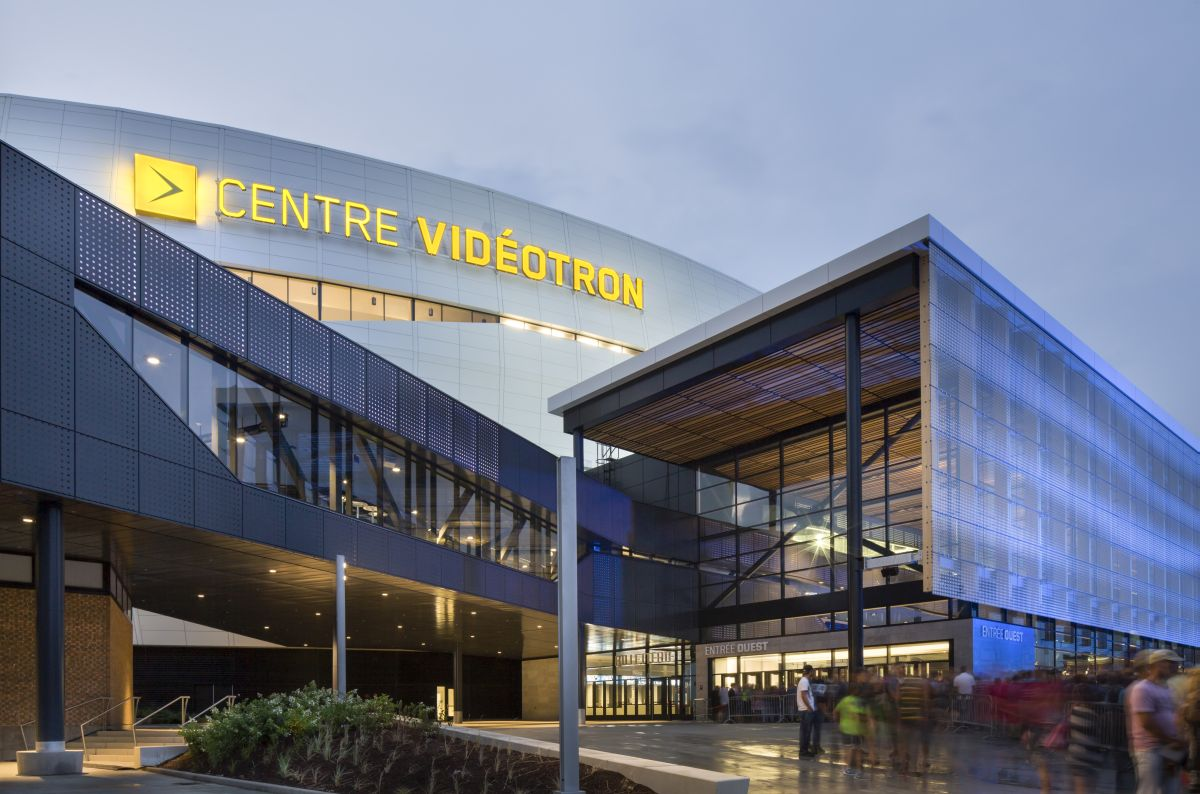
Centre Vidéotron.

En 2008, la United Soccer Leagues accorde à Québec deux équipes de soccer La première, une équipe féminine, commencera ses activités dans la division Nord de la W-League à l'été 2009. La seconde, une équipe masculine de la Premier Development League, commencera ses activités également en 2009 à condition d'obtenir l'accord de l'Impact de Montréal qui a l'exclusivité de la USL pour le Québec.
| Équipe                    | Ligue                                                | Stade                                         | Création | Titres |
| ------------------------- | ---------------------------------------------------- | --------------------------------------------- | -------- | --- |
| Remparts de Québec        | LHJMQ (hockey junior)                                | Centre Vidéotron                              | 1997     | 3 Coupe Memorial 6 Trophée Gilles-Courteau (en comptant les titres de la première incarnation des Remparts) |
| Capitales de Québec       | Ligue Frontière (baseball professionnel indépendant) | Stade Canac                                   | 1999     | 10 |
| Rouge et Or               | U Sports(sport universitaire canadien)               | PEPS de l’Université Laval                    | 1995     | 11 |
| Diamants de Québec        | LBJEQ (baseball junior)                              | Stade Canac                                   | 1995     | 4 |
| Alouettes de Charlesbourg | LBJEQ (baseball junior)                              | Parc Henri-Casault                            | 1978     | 7 |
| National de Québec        | LNAH (hockey professionnel)                          | Complexe Sportif Bonair de L'Ancienne-Lorette | 2024     | 0 |

#### Anciennes équipes sportives
La ville de Québec a déjà par ailleurs compté ces équipes sportives majeures.
| Équipe                                | Ligue                                               | Stade                                                                            | Création                | Fin  | Événement                                               | Titres |
| ------------------------------------- | --------------------------------------------------- | -------------------------------------------------------------------------------- | ----------------------- | ---- | ------------------------------------------------------- | ------ |
| Bulldogs de Québec                    | AMH puis LNH (hockey professionnel)                 | Quebec Skating Rink                                                              | 1888                    | 1920 | Déménagé pour devenir les Tigers de Hamilton            | 2      |
| Castors de Québec                     | Can-Am (hockey professionnel)                       | ?                                                                                | 1926 (à 1928) puis 1932 | 1935 | Déménagé pour devenir les Indians de Springfield        |        |
| As de Québec                          | Plusieurs, finalement la LAH (hockey professionnel) | Colisée de Québec                                                                | 1928                    | 1971 | Déménagé pour devenir les Robins de Richmond            |        |
| Remparts de Québec                    | LHJMQ (hockey junior)                               |                                                                                  | 1969                    | 1985 | Déménagés pour devenir le Collège français de Longueuil |        |
| Nordiques de Québec                   | AMH puis LNH (hockey professionnel)                 | Colisée de Québec                                                                | 1972                    | 1995 | Déménagé pour devenir l'Avalanche du Colorado           | 1      |
| Rafales de Québec                     | LIH (hockey professionnel)                          | Colisée de Québec                                                                | 1996                    | 1998 | Dissous                                                 | 0      |
| Citadelles de Québec                  | LAH (hockey professionnel)                          | Colisée Pepsi                                                                    | 1999                    | 2002 | Déménagé pour devenir les Bulldogs de Hamilton          | 0      |
| Keb’s de Québec                       | ABA puis PBL puis LNB (basketball professionnel)    | Cégep de Sainte-Foy puis PEPS de l’Université Laval puis Pavillon de la Jeunesse | 2006                    | 2012 | Déménagé à Laval                                        | 0      |
| Caribous de Québec                    | NLL (crosse professionnelle)                        | Colisée de Québec                                                                | 1974                    | 1976 | Dissous                                                 | 1      |
| Carnavals de Québec/ Métros de Québec | EL (baseball professionnel)                         | Stade Canac                                                                      | 1971                    | 1977 | Déménagé aux États-Unis                                 | 0      |
| Dynamo de Québec                      | PLSQ (soccer professionnel)                         | Stade Honco                                                                      | 2017                    | 2019 | équipe quitte la ligue                                  | 0      |
| Dynamo de Québec                      | W-League (soccer professionnel)                     |                                                                                  | 2014                    | 2015 | Ligue dissoute                                          | 0      |

## Records et traits marquants
Québec possède :

### Plus ancien
- Le plus vieil hôpital d’Amérique du Nord, l’hôtel-Dieu de Québec.
- La plus vieille auberge d’Amérique du Nord, l’auberge du Trésor.
- La plus ancienne maison du Québec, la Maison Jacquet (1675) où loge depuis 1966 le restaurant Aux Anciens Canadiens[192]
- La plus vieille épicerie toujours en opération en Amérique du Nord, l'épicerie J.A. Moisan[193], située sur la rue Saint-Jean, fondée en 1871.
- Le plus vieux journal, toutes langues confondues, d’Amérique du Nord, The Quebec Chronicle-Telegraph.
- La plus ancienne société savante du Canada, Literary and Historical Society of Quebec.
- La plus ancienne formation symphonique au Canada, l’Orchestre symphonique de Québec.
- Le plus vieux quartier commercial en Amérique du Nord, le quartier Petit-Champlain.
- Le plus vieux restaurant au Canada, le Charles-Baillargé (l’hôtel Clarendon).
- Les deux plus vieux établissements d'enseignement secondaire, le Petit Séminaire de Québec et le collège Saint-Charles-Garnier.
- Le plus vieil établissement d'enseignement primaire en Amérique, le Monastère des Ursulines de Québec[194] au 12 rue Donnacona (1642 dans son emplacement actuel).
- Le plus ancien groupe LBGT encore actif au sein d'une université au Québec : le Groupe gai de l'Université Laval.
- L'Assemblée nationale du Québec est l'une des plus vieilles institutions parlementaires au monde.
- Le musée de l'Amérique francophone est considéré comme le plus ancien au Canada.

### Premier
- Le premier diocèse catholique au nord du Mexique[195].
- La première radio communautaire du Canada et de toute la francophonie, CKRL-FM en ondes depuis le 15 février 1973[196].
- La première cathédrale anglicane à l’extérieur de la Grande-Bretagne, la cathédrale de la Sainte-Trinité de Québec.

### Statut particulier
- La plus haute chute d'eau de la province de Québec, la chute Montmorency, 83 mètres. Celles du Niagara fait 52 mètres.
- Le statut de seule ville fortifiée au nord du Mexique.
- L’hôtel le plus photographié au monde, le château Frontenac.
- Le pont à poutres cantilever (porte-à-faux) ayant la plus grande portée libre au monde, le pont de Québec[197].
- La citadelle de Québec est la plus importante forteresse britannique construite en Amérique du Nord.
- Le parc des Champs-de-Bataille est le premier parc historique national au Canada.
- Les Nouvelles-Casernes ont logé la première fabrique canadienne de munitions.

### Événements importants
- L'évènement musical extérieur le plus important au Canada, le Festival d'été de Québec.
- Québec détient le plus important carnaval hivernal et le troisième toutes saisons confondues au monde, le Carnaval de Québec.

## Distinctions
- Le 31 octobre 2017, la ville de Québec a intégré le réseau des villes créatives de l'UNESCO devenant la première ville francophone à être reconnue « ville de littérature » par l'UNESCO[198],[199],[200].

## Galerie

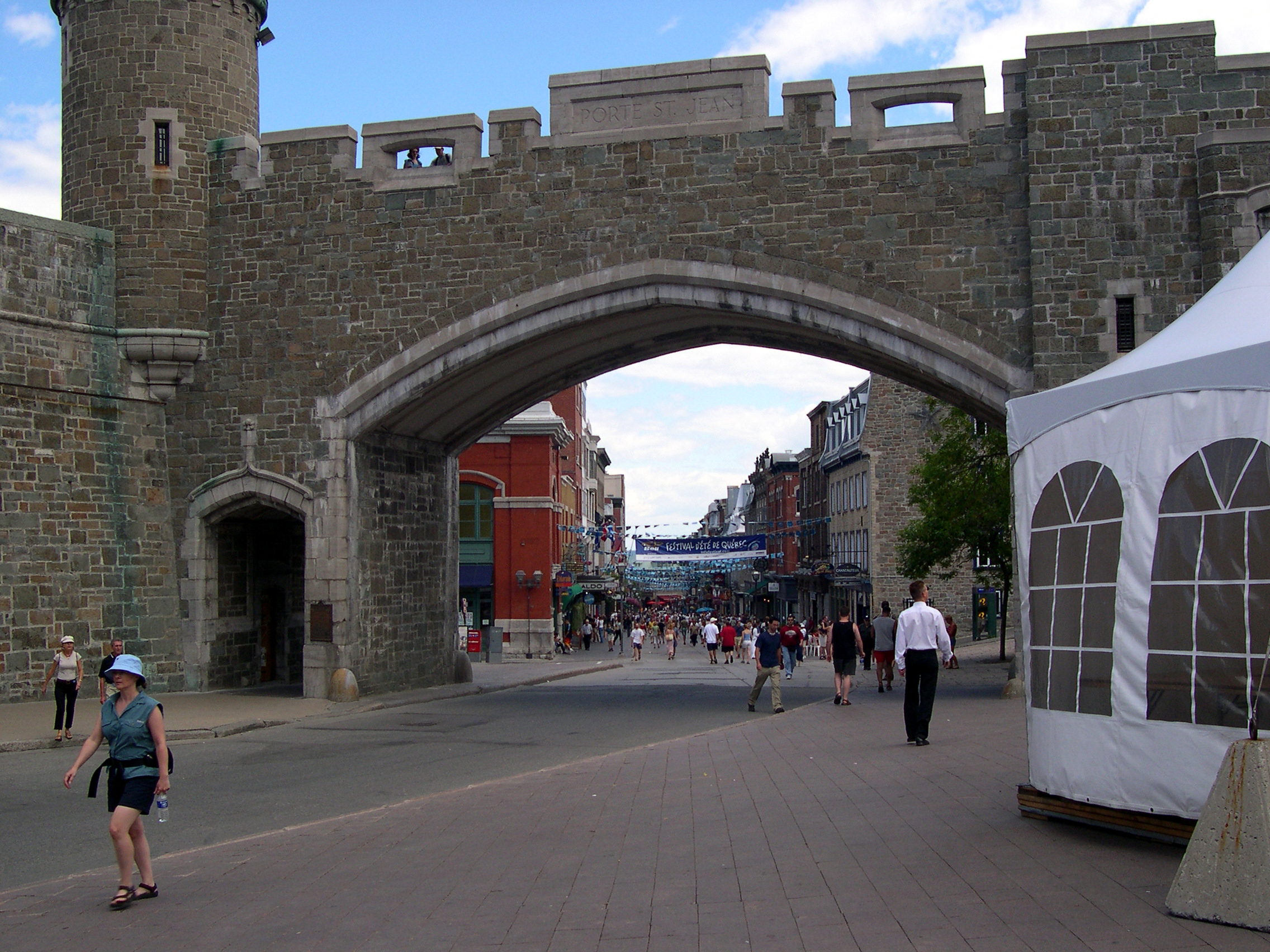
La porte Saint-Jean, l’une des trois portes permettant d’accéder au quartier historique à travers les fortifications.
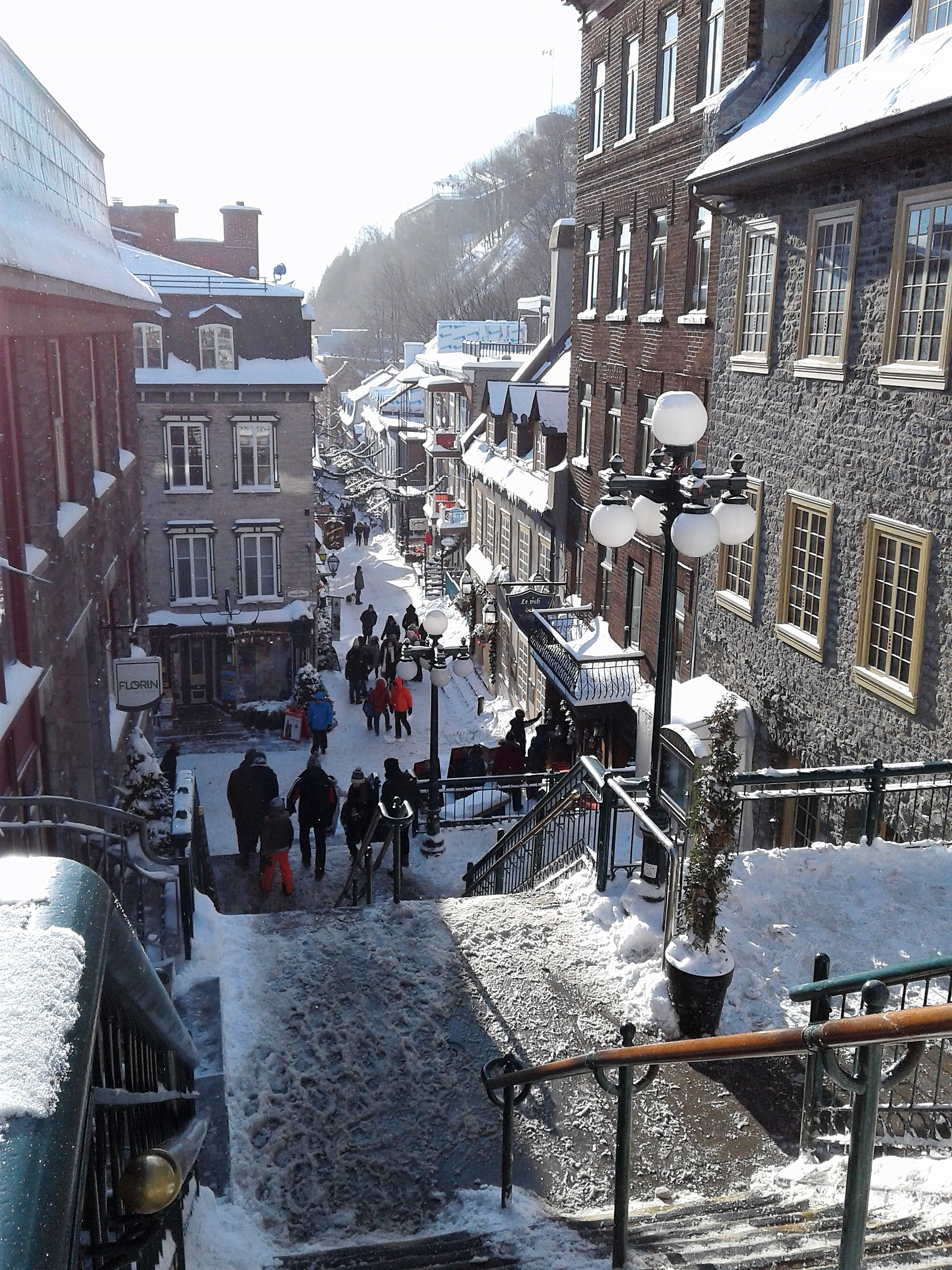
La rue du Petit-Champlain, dans le Vieux-Québec.
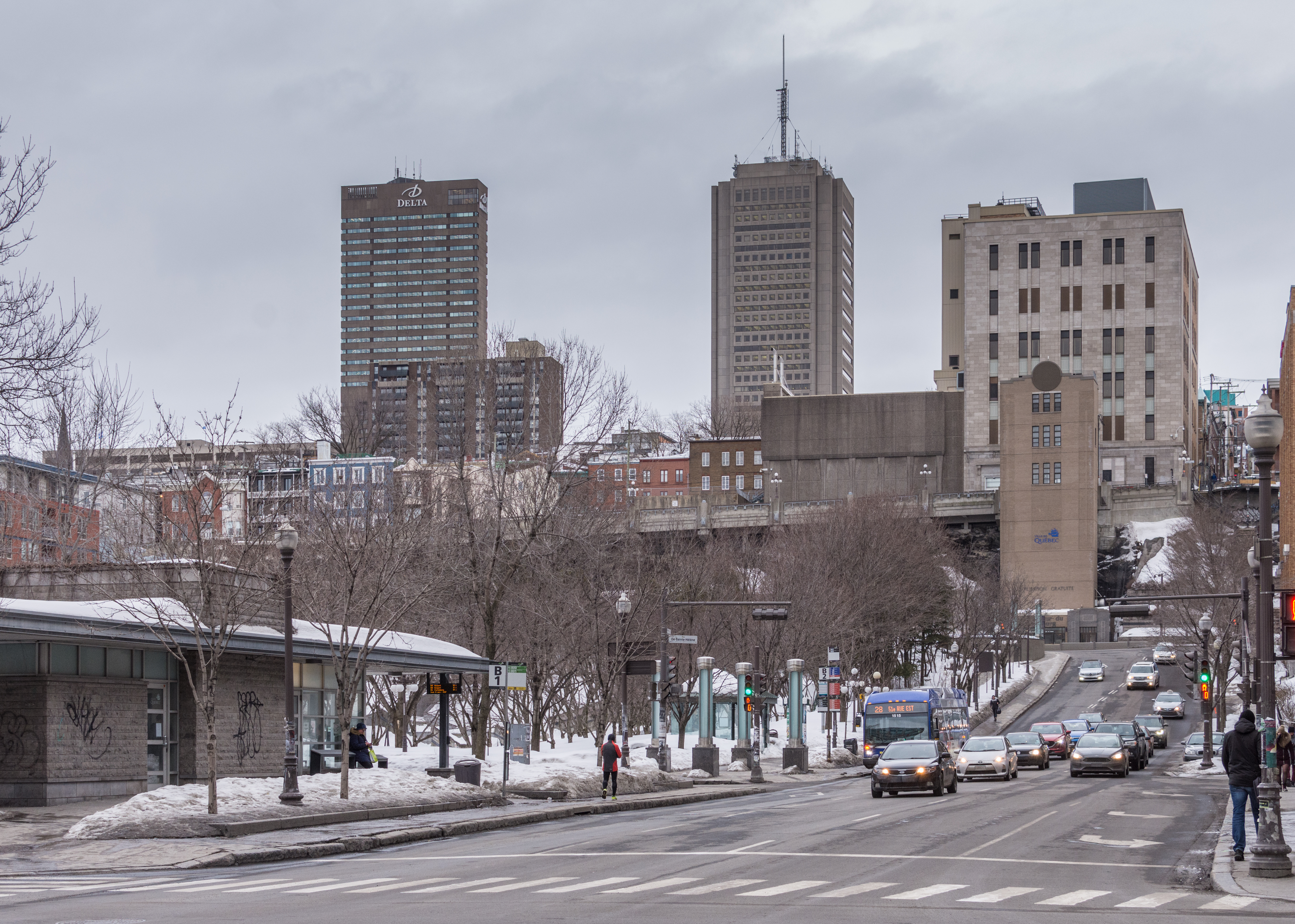
Rue de la Couronne, direction sud
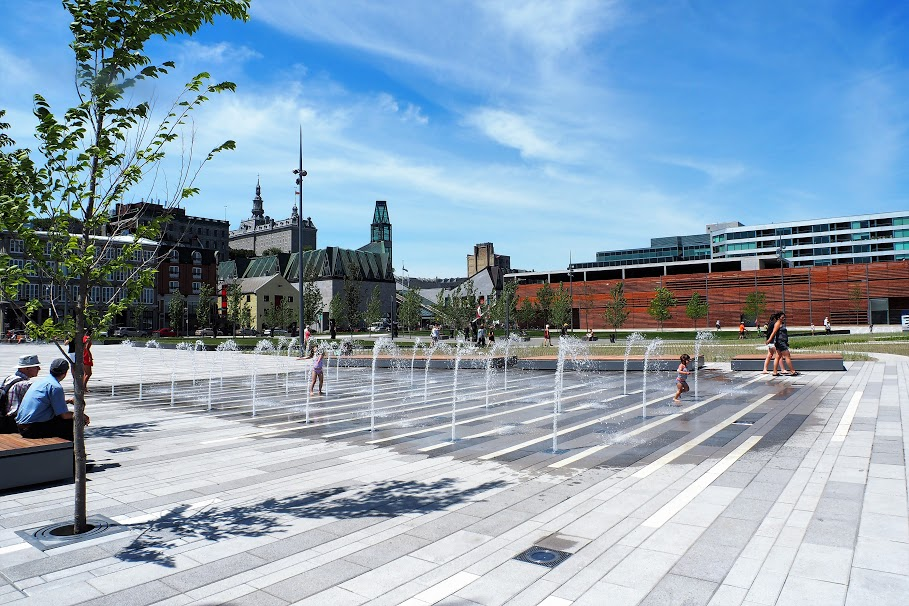
Place des Canotiers, secteur du Vieux-Port
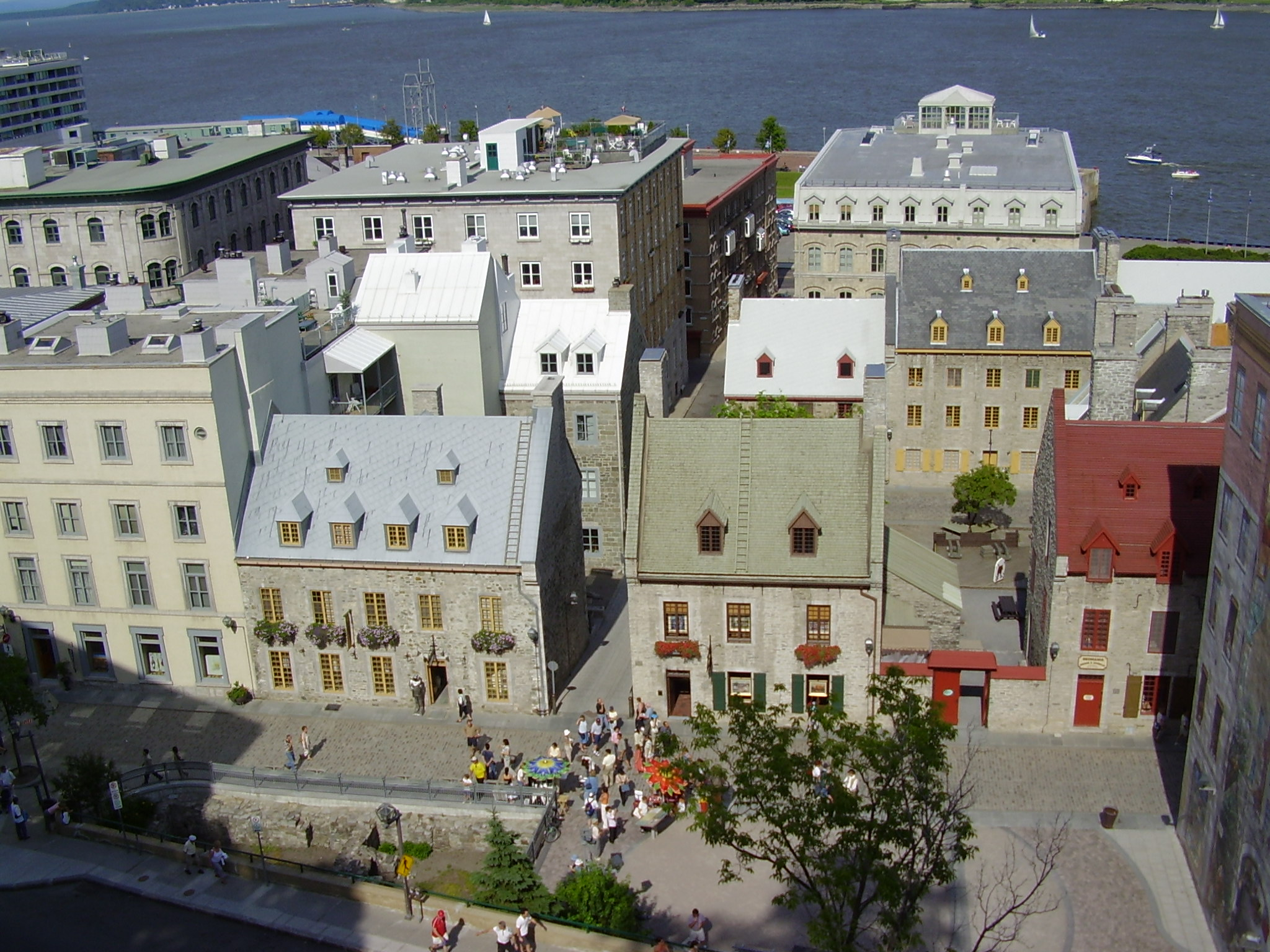
Vue du quartier Petit-Champlain, en Basse-Ville de l’arrondissement historique.
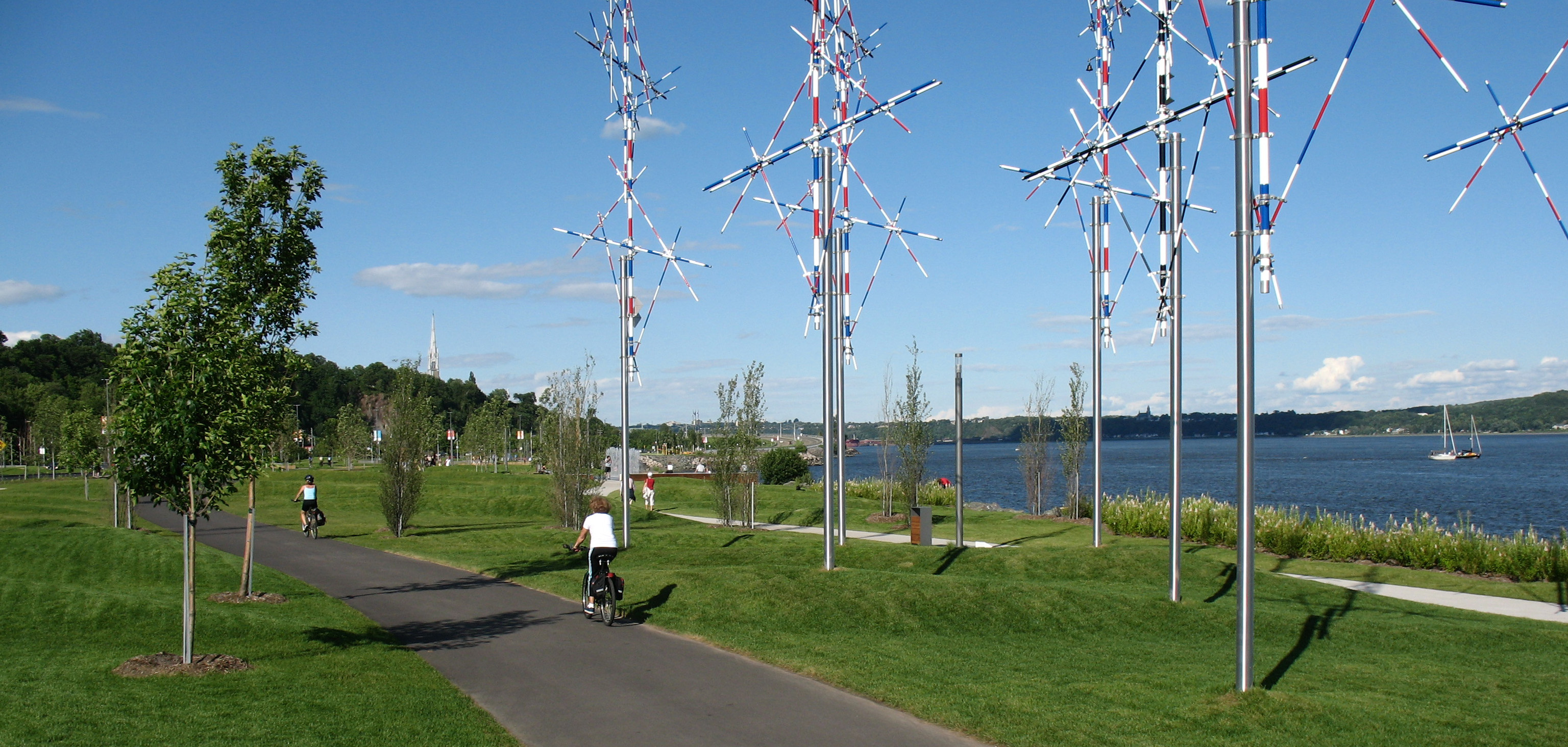
Promenade Samuel-De Champlain.
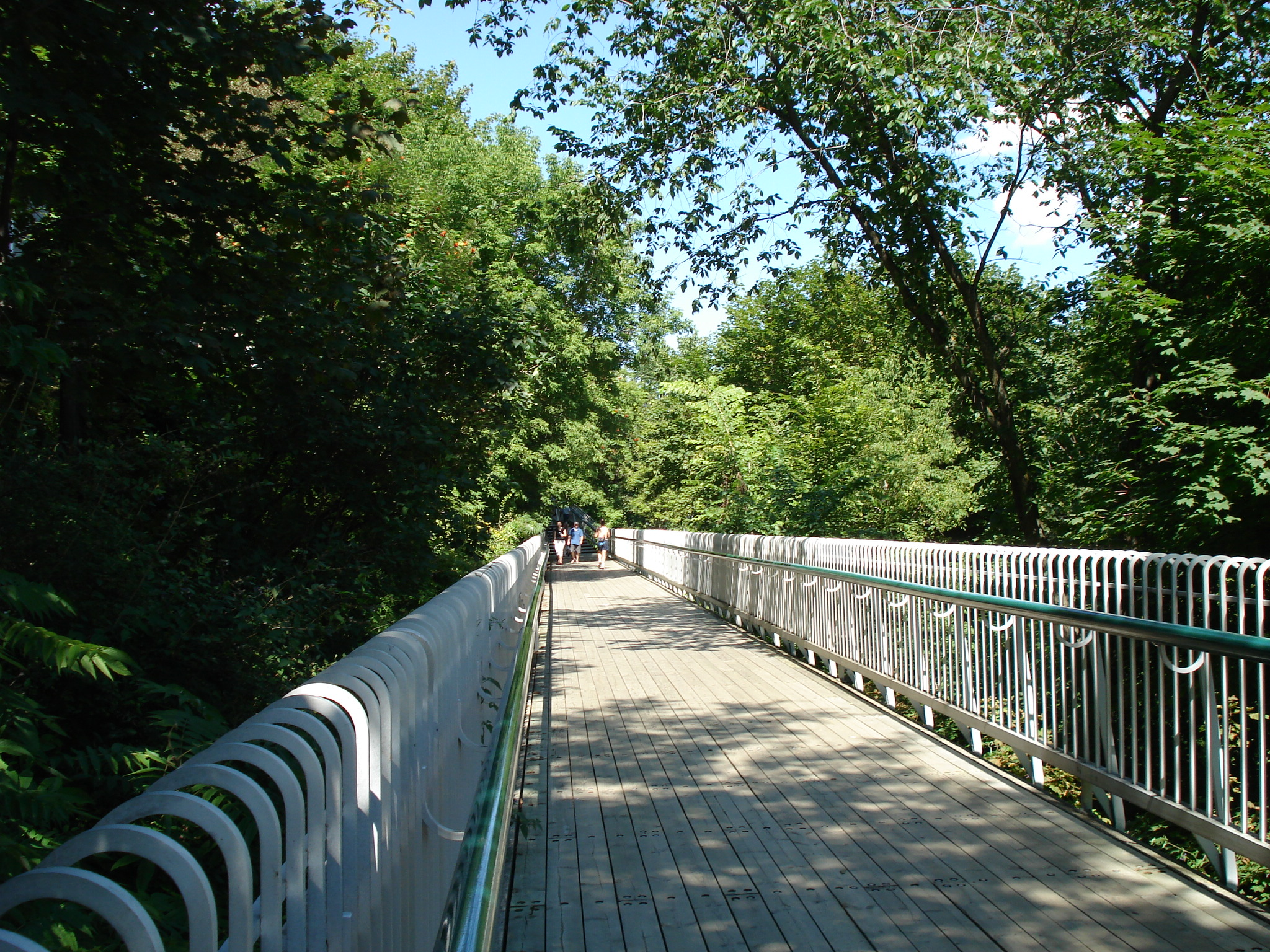
Passerelle sur la promenade des Gouverneurs.
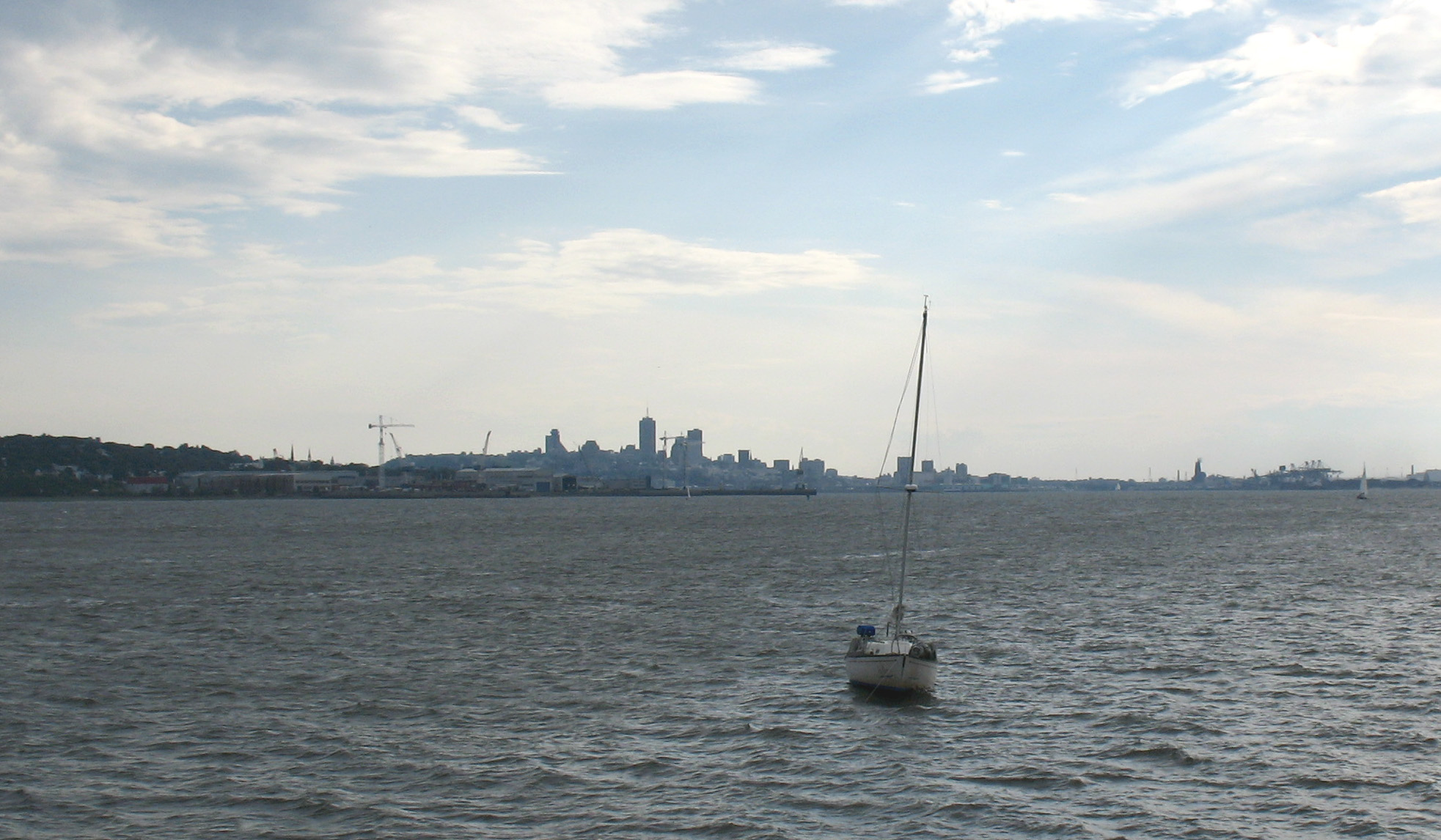
Vue de Québec depuis Sainte-Pétronille, île d'Orléans.
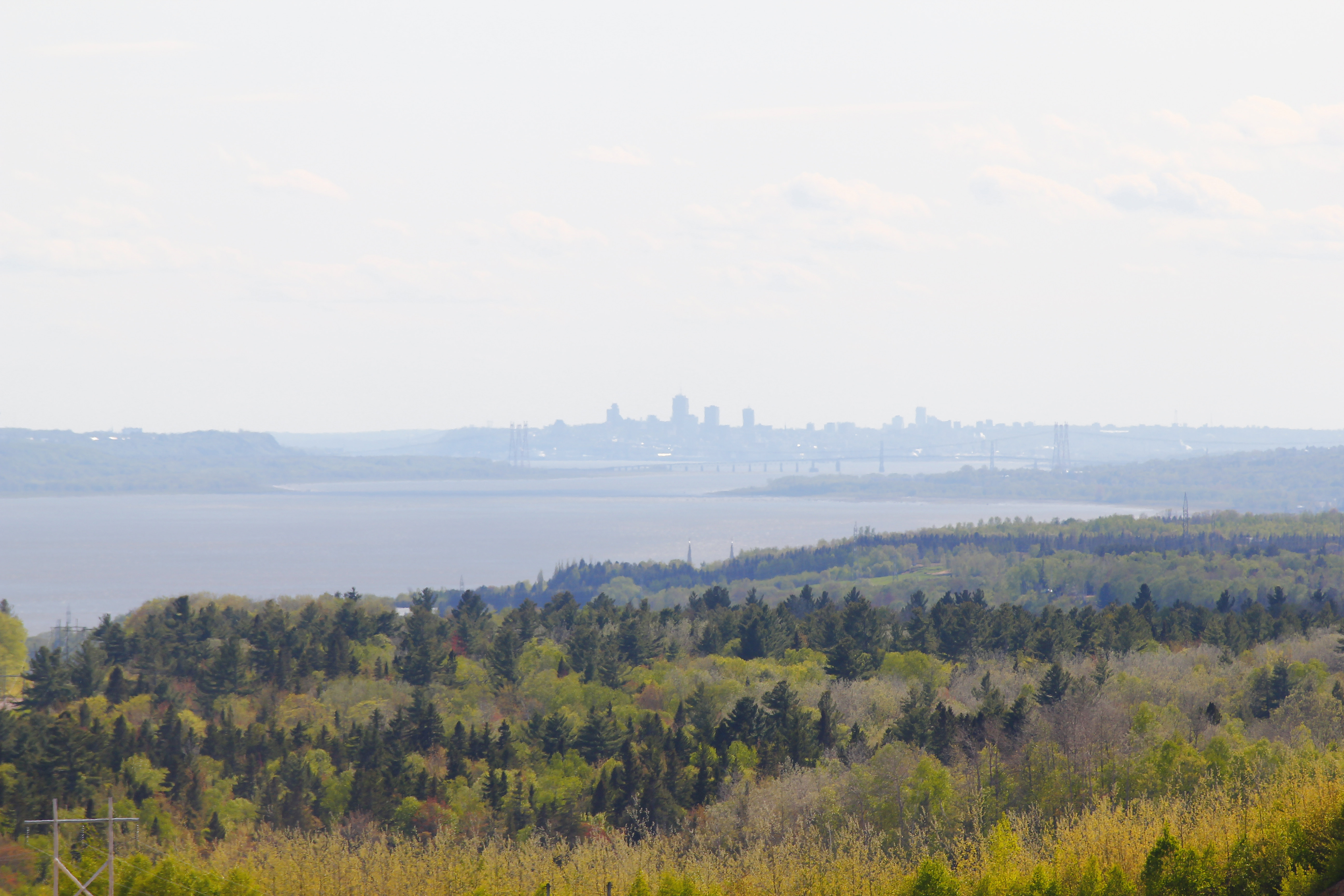
Vue de Québec depuis le haut de la Côte de la Miche, à Saint-Joachim, environ 40 km à l'est de Québec.
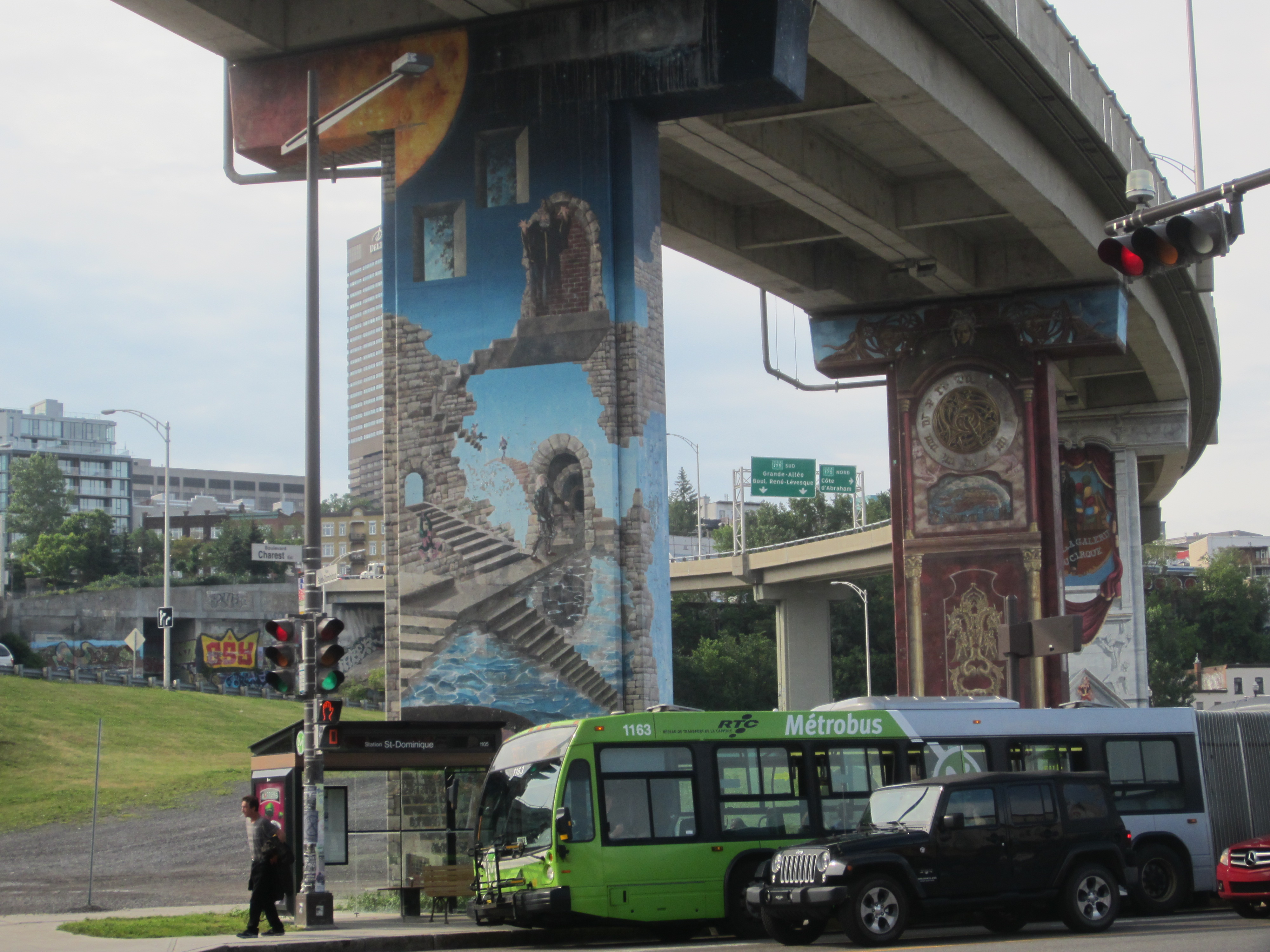
L'art urbain sur les piliers d'autoroute 440 menant vers Vieux-Québec
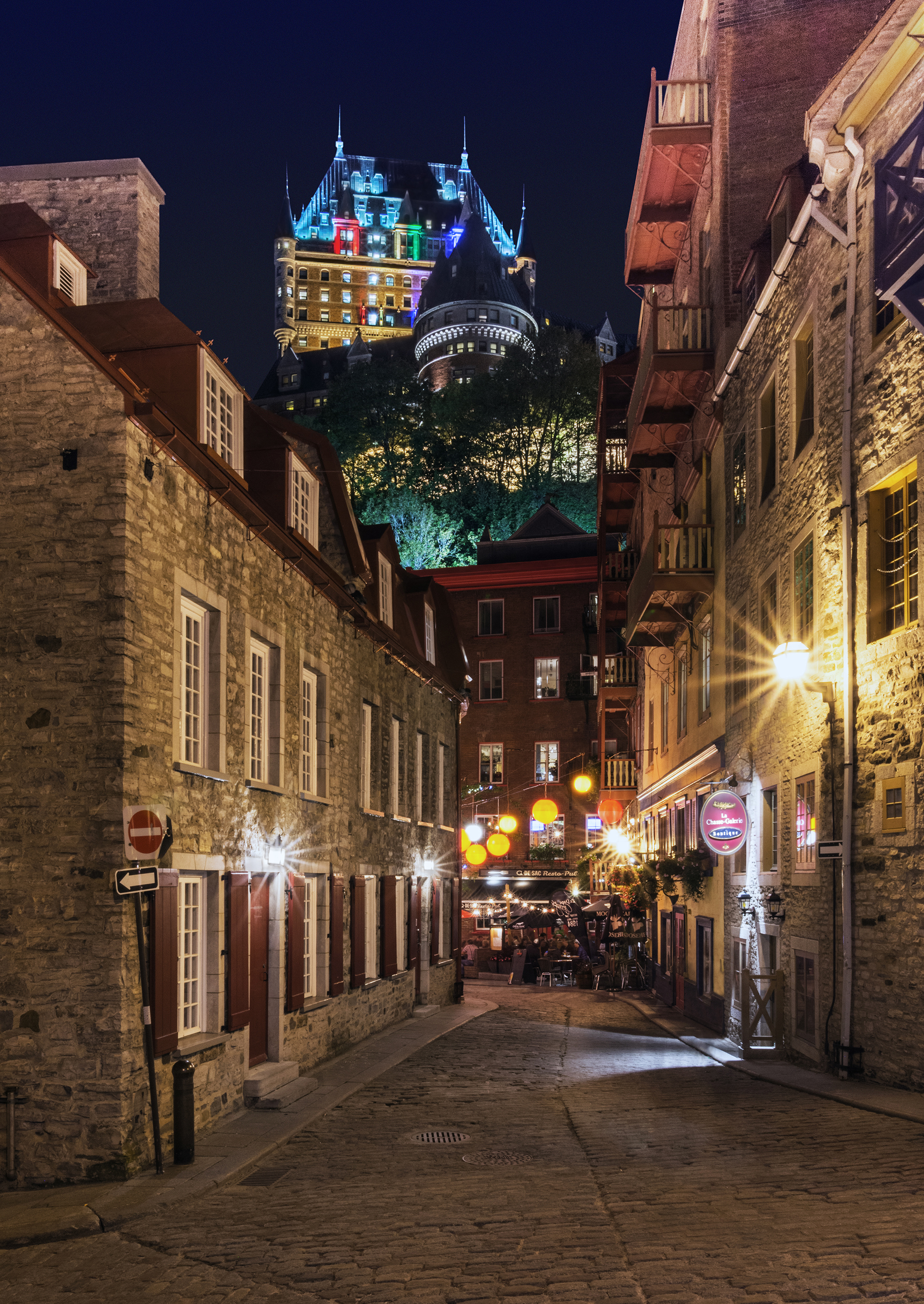
Champlain à Québec. Septembre 2017
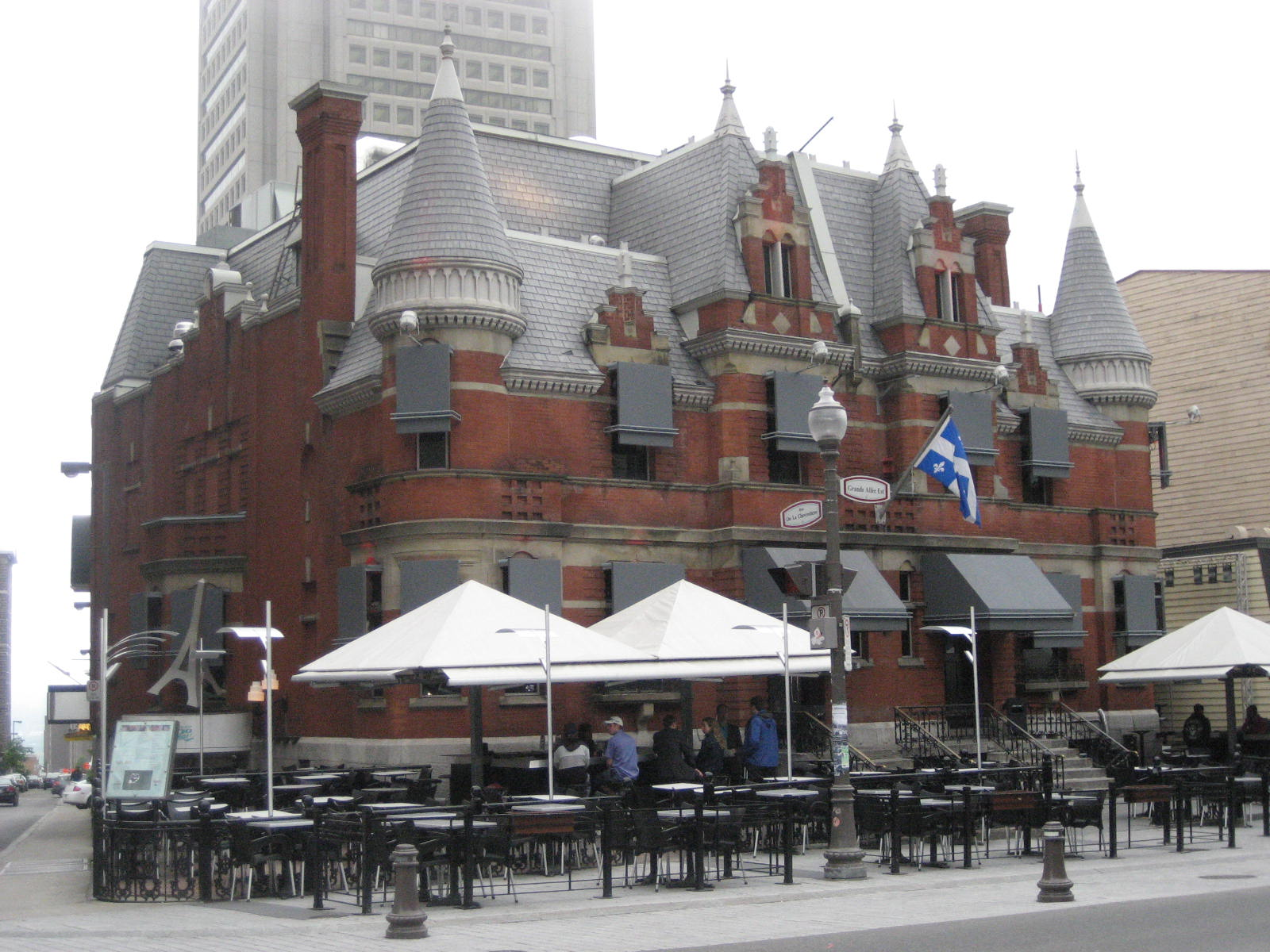
Chez Dagobert, l'une des discothèques les plus anciennes et connues
Murale, secteur du Petit-Champlain.
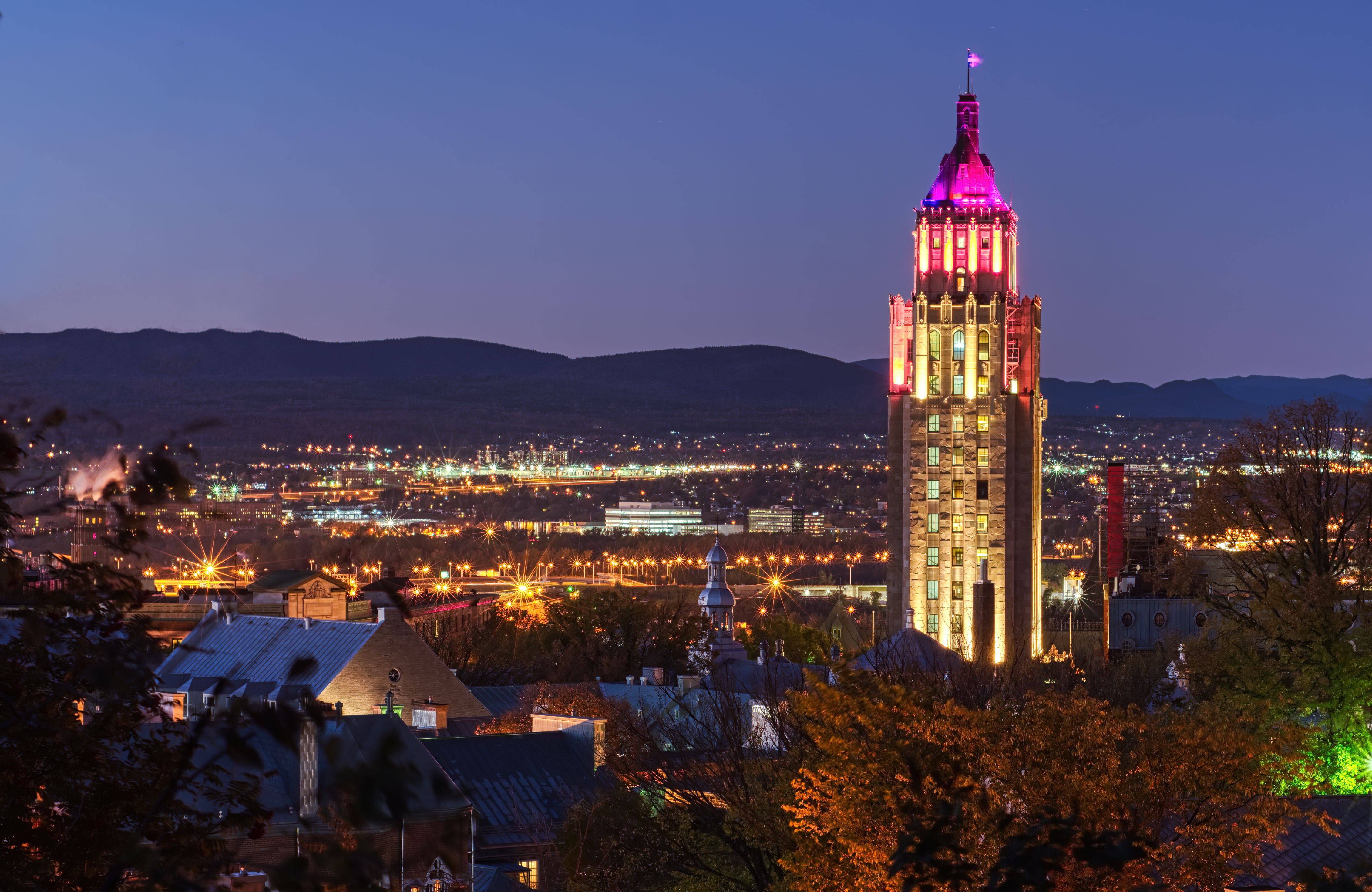
Québec et l'édifice Price.
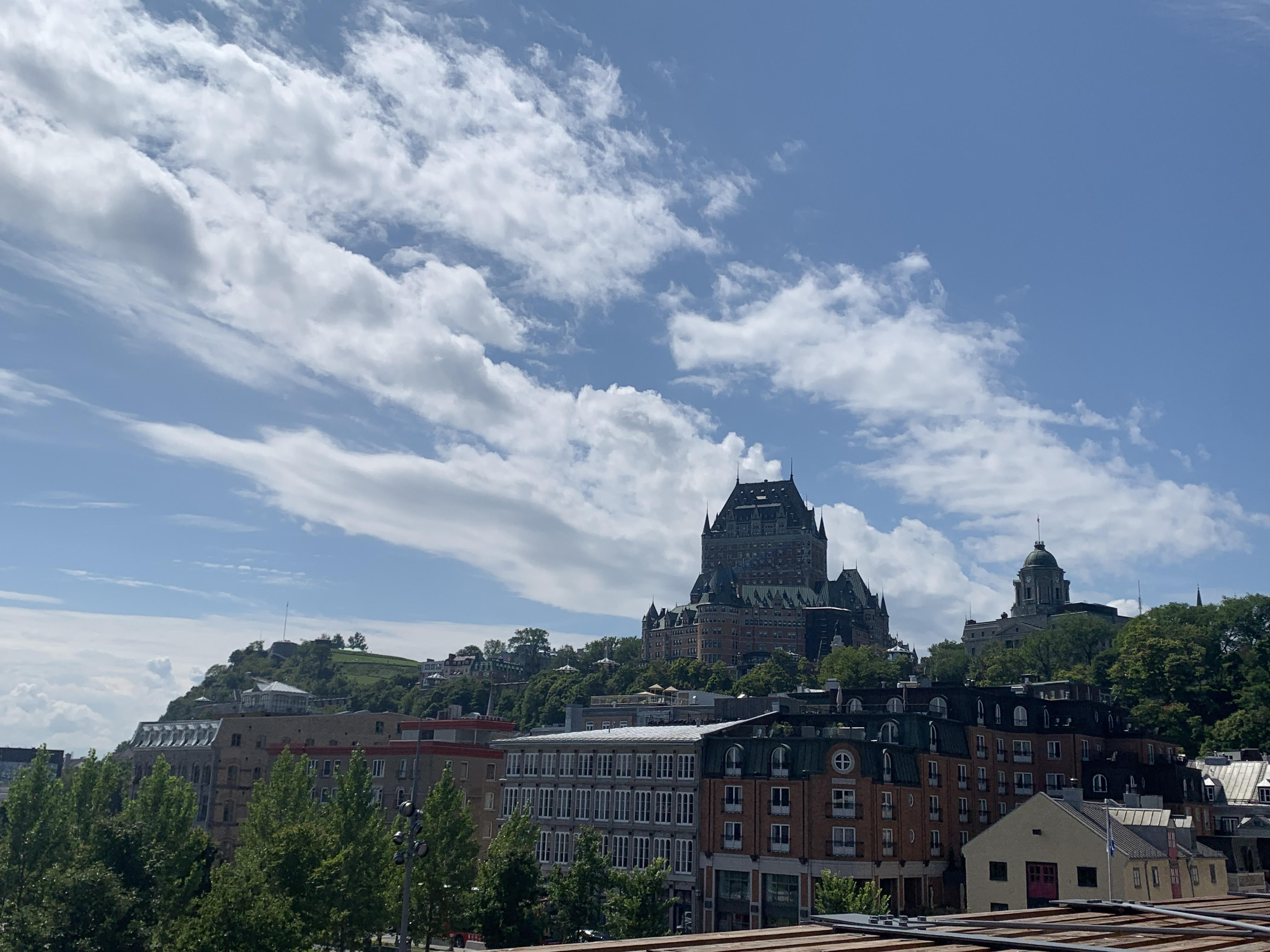
Vieux-Québec en été
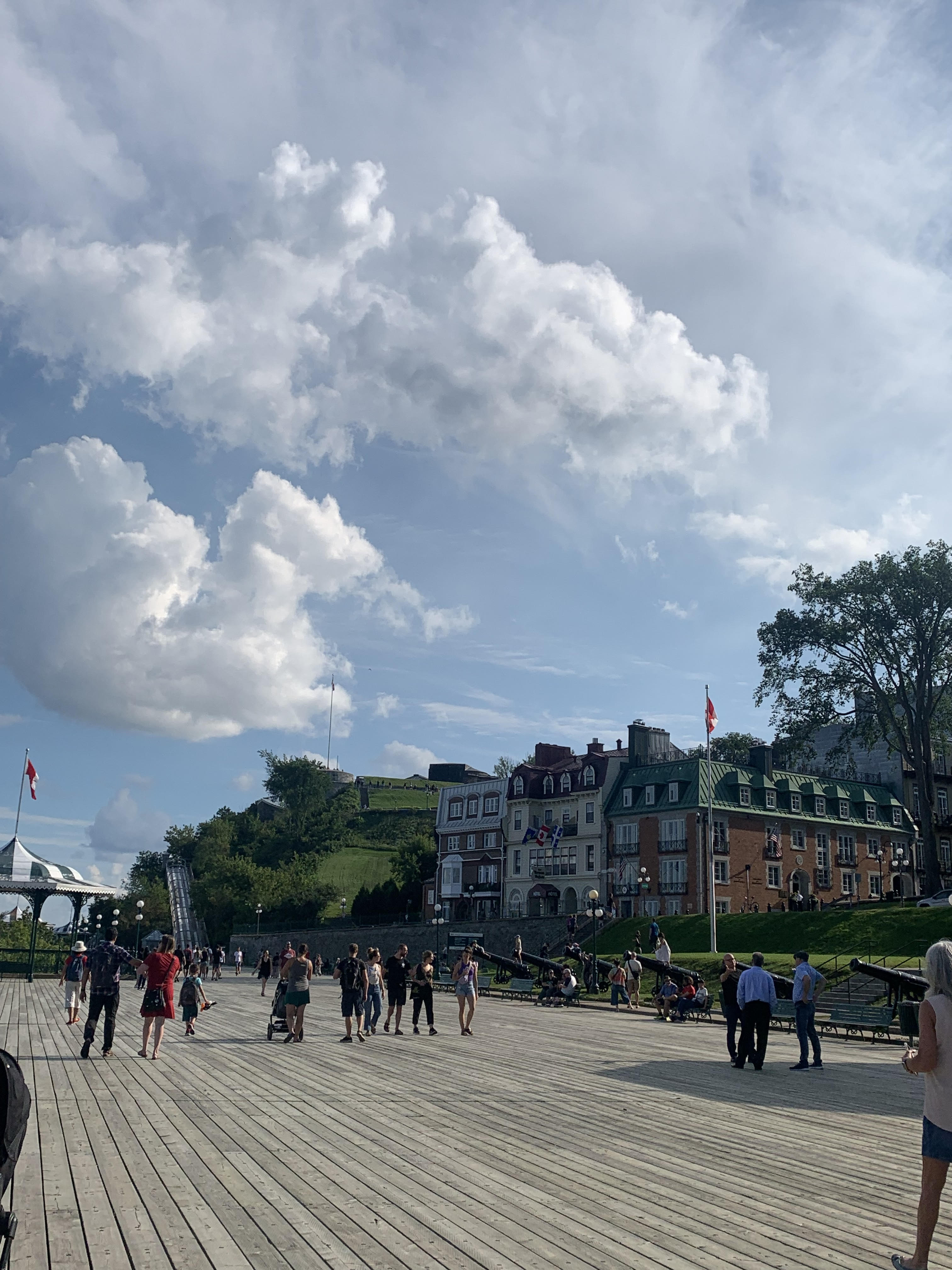
Vieux-Québec
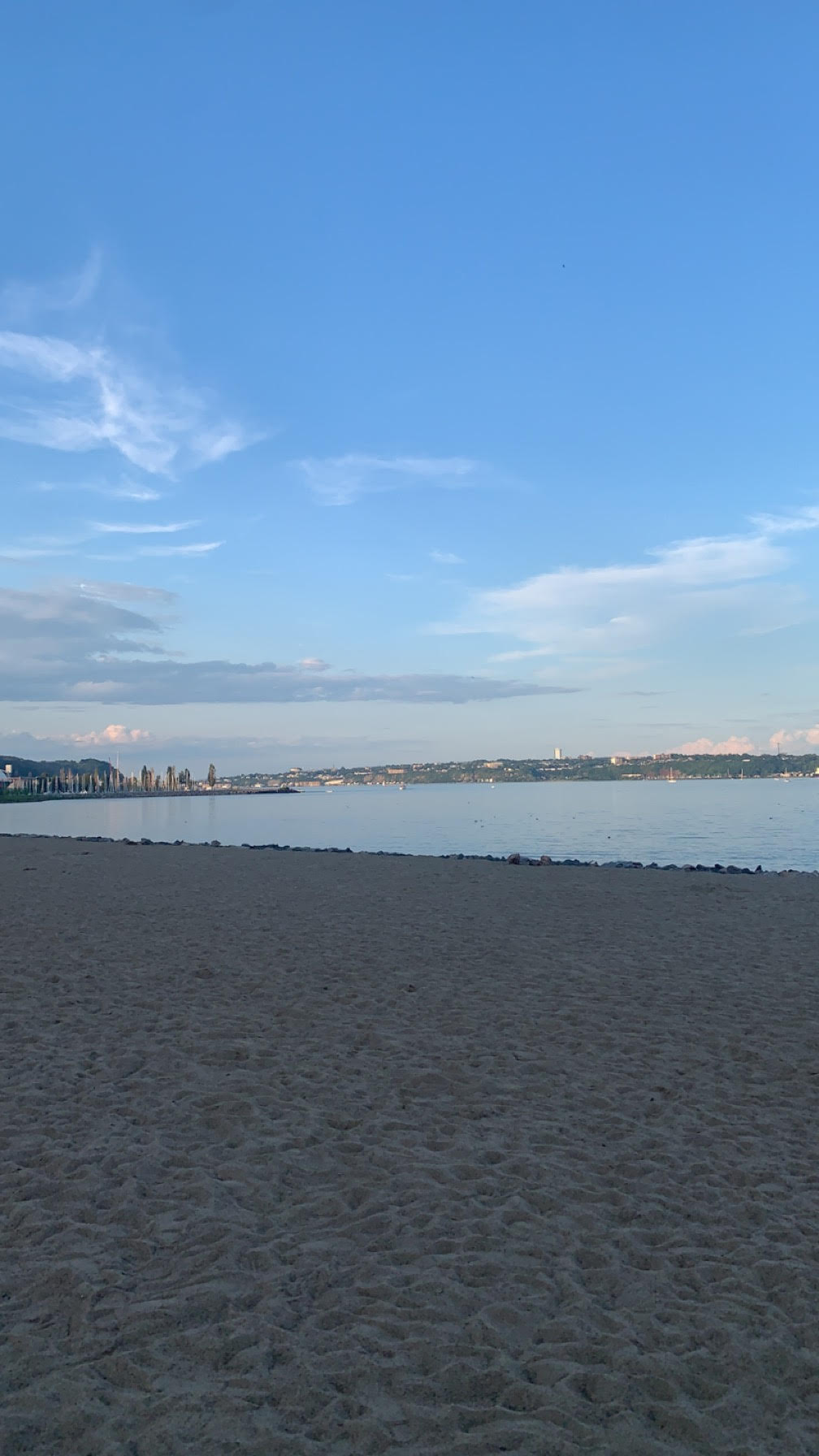
Plage Samuel de Champlain